# Tarot Rider-Waite
Le tarot Rider-Waite est un jeu de cartes de tarot très populaire,, publié pour la première fois par William Rider & Son en 1909. Il est illustré par Pamela Colman Smith sur des instructions de l'universitaire et mystique A. E. Waite ; tous deux sont membres de l'Ordre hermétique de l'Aube dorée. Également appelé Waite–Smith, Rider–Waite–Smith, ou tarot de Rider, ce jeu a connu de nombreuses rééditions et a inspiré un large éventail de variantes et d'imitations,. Selon les estimations, plus de 100 millions d'exemplaires du jeu circulent dans plus de 20 pays.

## Aperçu
Le tarot Rider-Waite contient 78 cartes : 56 arcanes mineurs et 22 arcanes majeurs. Les arcanes mineurs correspondent généralement aux couleurs des cartes à jouer espagnoles ou italiennes. Les arcanes majeurs, correspondant aux atouts du jeu de tarot, ont des dessins uniques numérotés de 0 (Le Fou) à 21 (Le Monde).
Bien que les images soient simples, elles foisonnent de symbolisme dans leurs détails et dans les arrière-plans. Certaines images restent assez semblables à celles des jeux précédents, mais dans l'ensemble, le dessin des cartes Waite-Smith sont sensiblement différentes de leurs prédécesseurs. Certaines perdent leur imagerie chrétienne (la Papesse devient « la Grande Prêtresse » et ne porte plus de tiare papale, le "Pape" devient le "Hiérophante"), alors que d'autres en reçoivent une (les Amoureux, représentant auparavant une scène médiévale d'un couple habillé recevant la bénédiction d'un noble ou d'un clerc, devient une représentation d'Adam et Ève nus dans le jardin d'Éden). Les arcanes mineurs sont illustrés de scènes allégoriques alors que les jeux antérieurs, à quelques rares exceptions près, avaient des illustrations très simples.
Les symboles et les images témoignent de l'influence d'Éliphas Lévi, magicien et occultiste du XIXe siècle,, ainsi que des enseignements de l'Ordre hermétique de l'Aube dorée. Afin de s'adapter aux correspondances astrologiques enseignées par l'Aube dorée, Waite introduit plusieurs innovations. Il inverse l'ordre des cartes Force et Justice pour que la Force corresponde au Lion et la Justice à la Balance,. Les Amoureux s'inspirent des jeux de tarot italiens, qui comportent deux personnes et un ange, pour renforcer la correspondance de cette carte avec les Gémeaux.

## Arcanes majeurs
Les Arcanes Majeurs du tarot Rider-Waite sont illustrés ci-dessous.

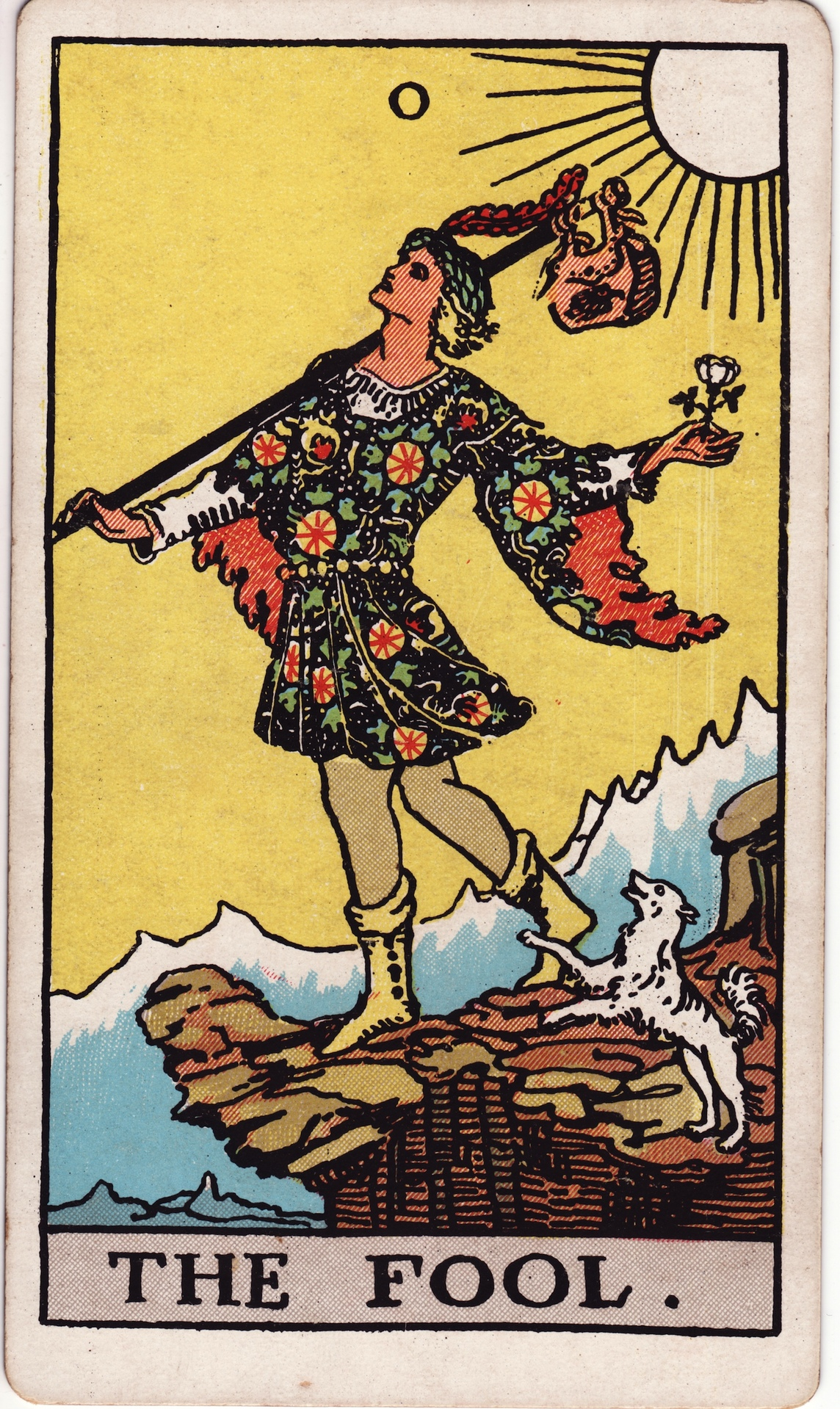
0 – Le Fou
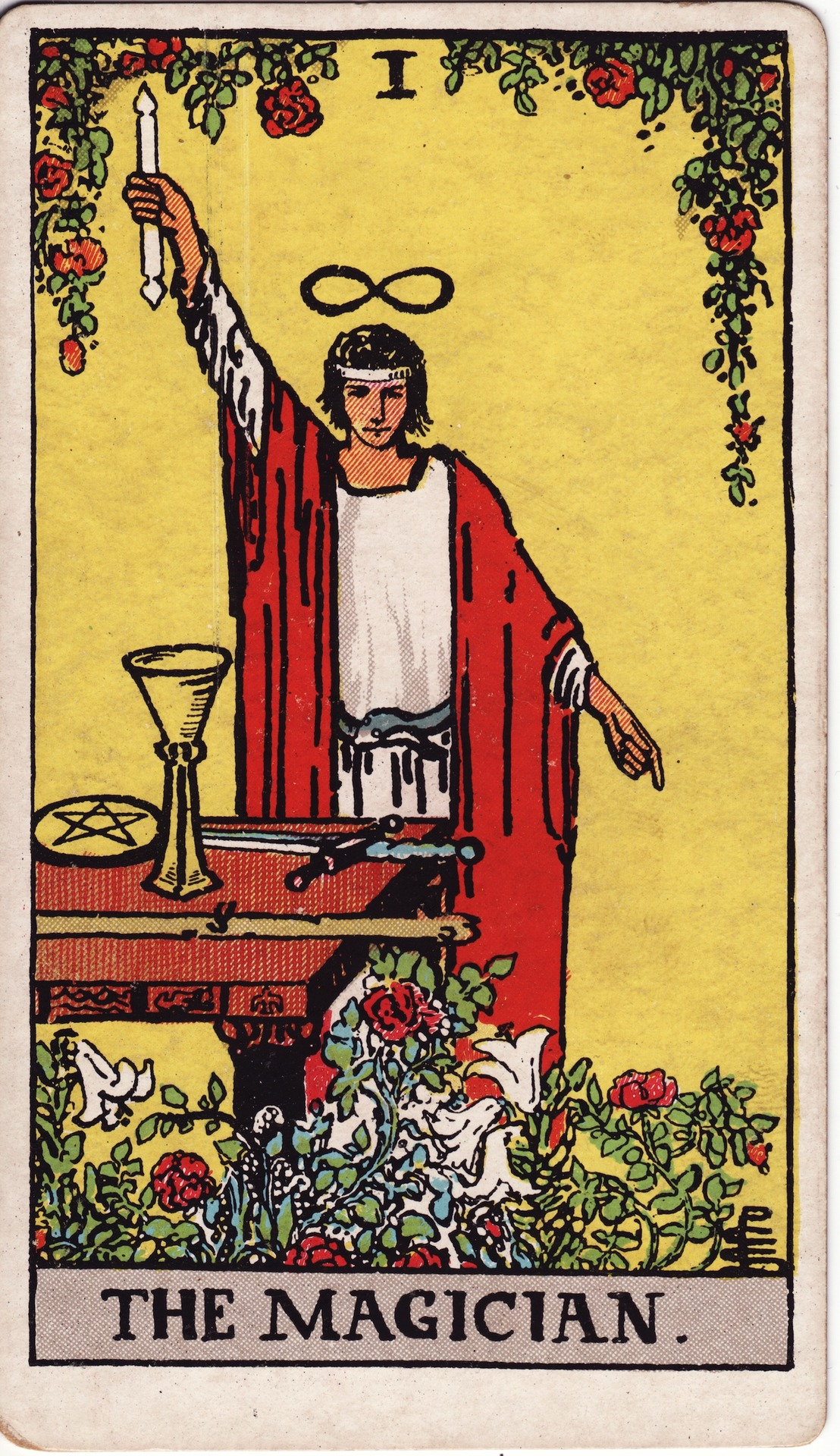
I – Le Magicien
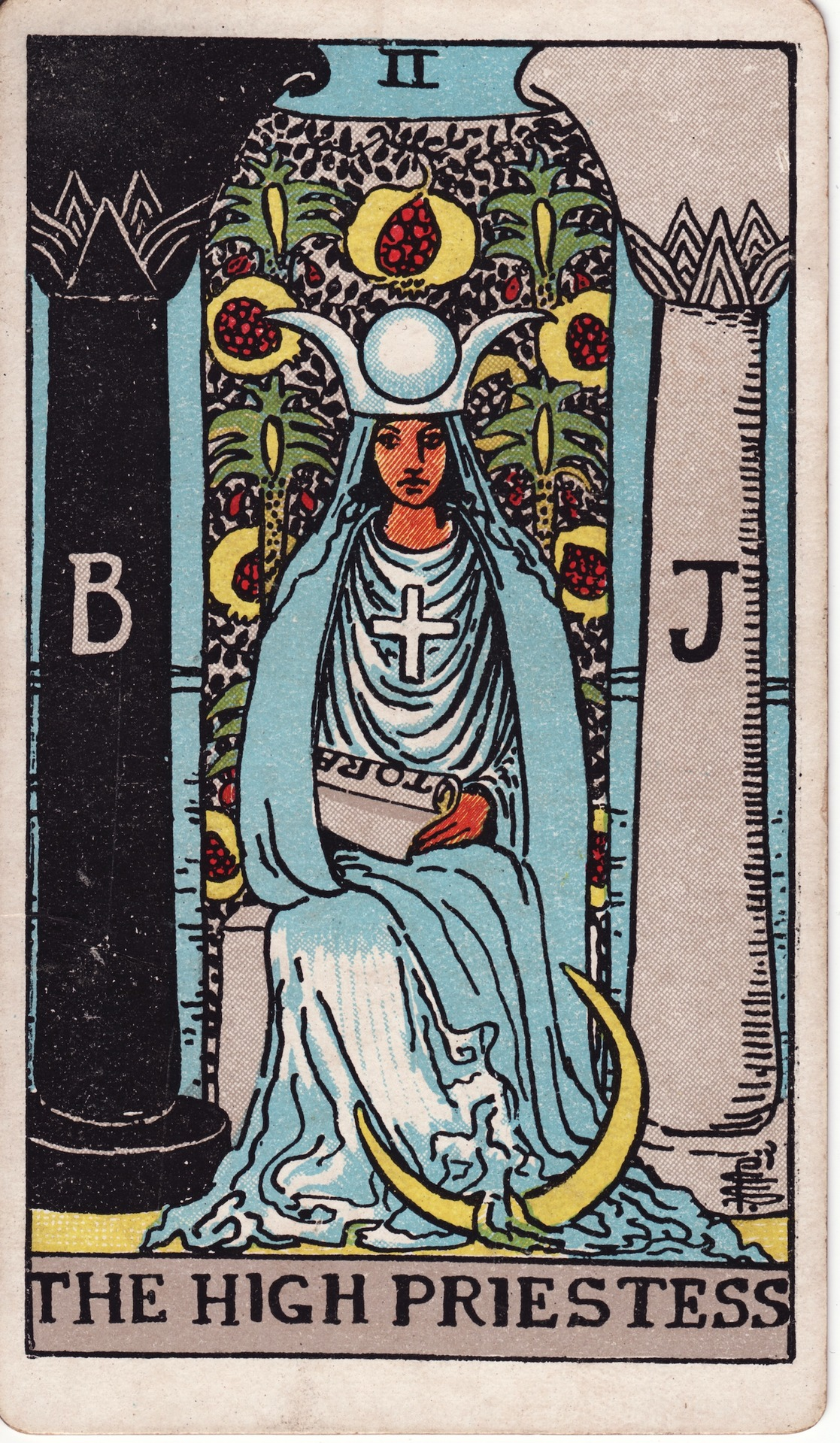
II – La Grande Prêtresse
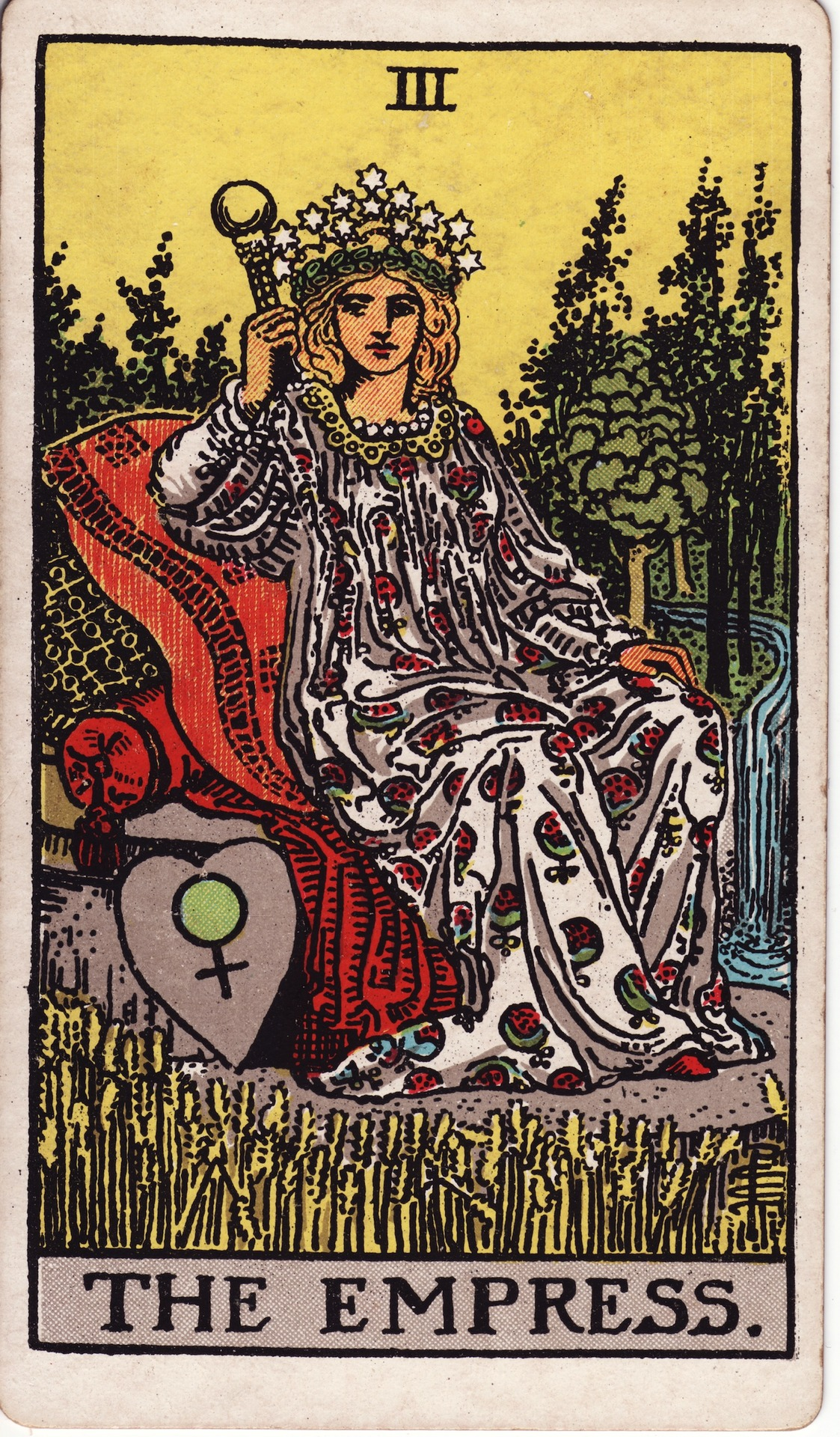
III – L'Impératrice
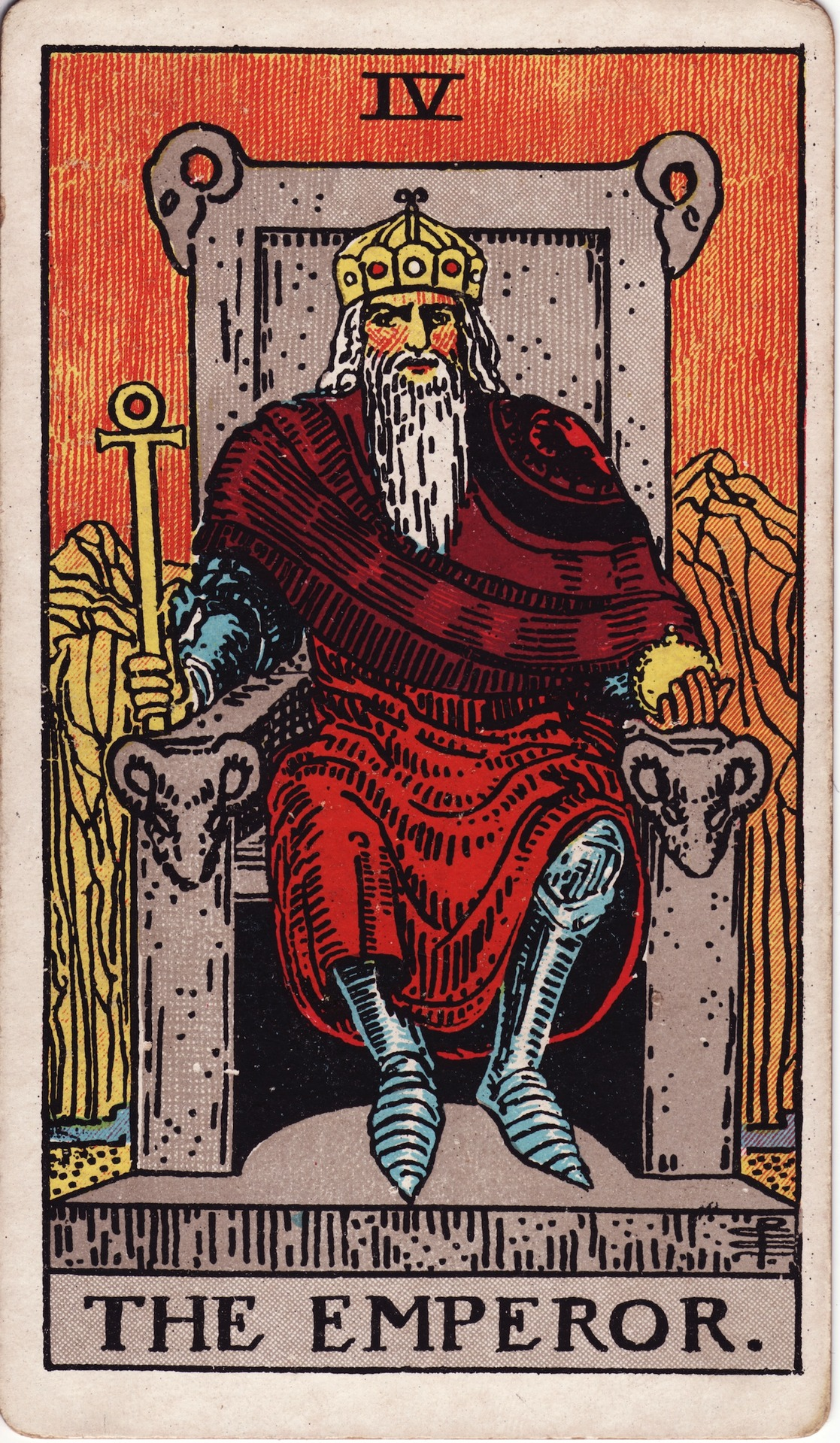
IV – L'Empereur
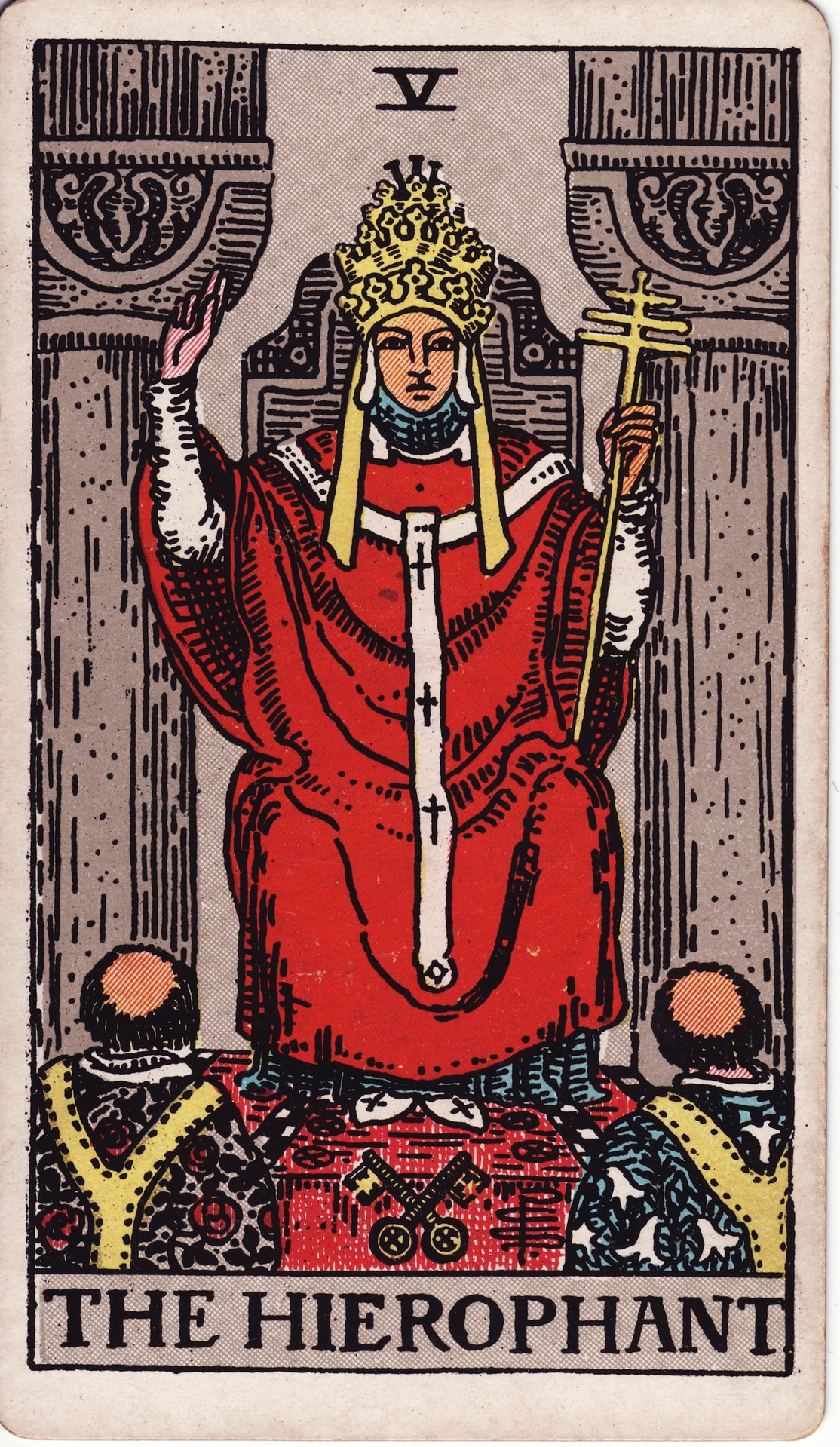
V – Le Hiérophante
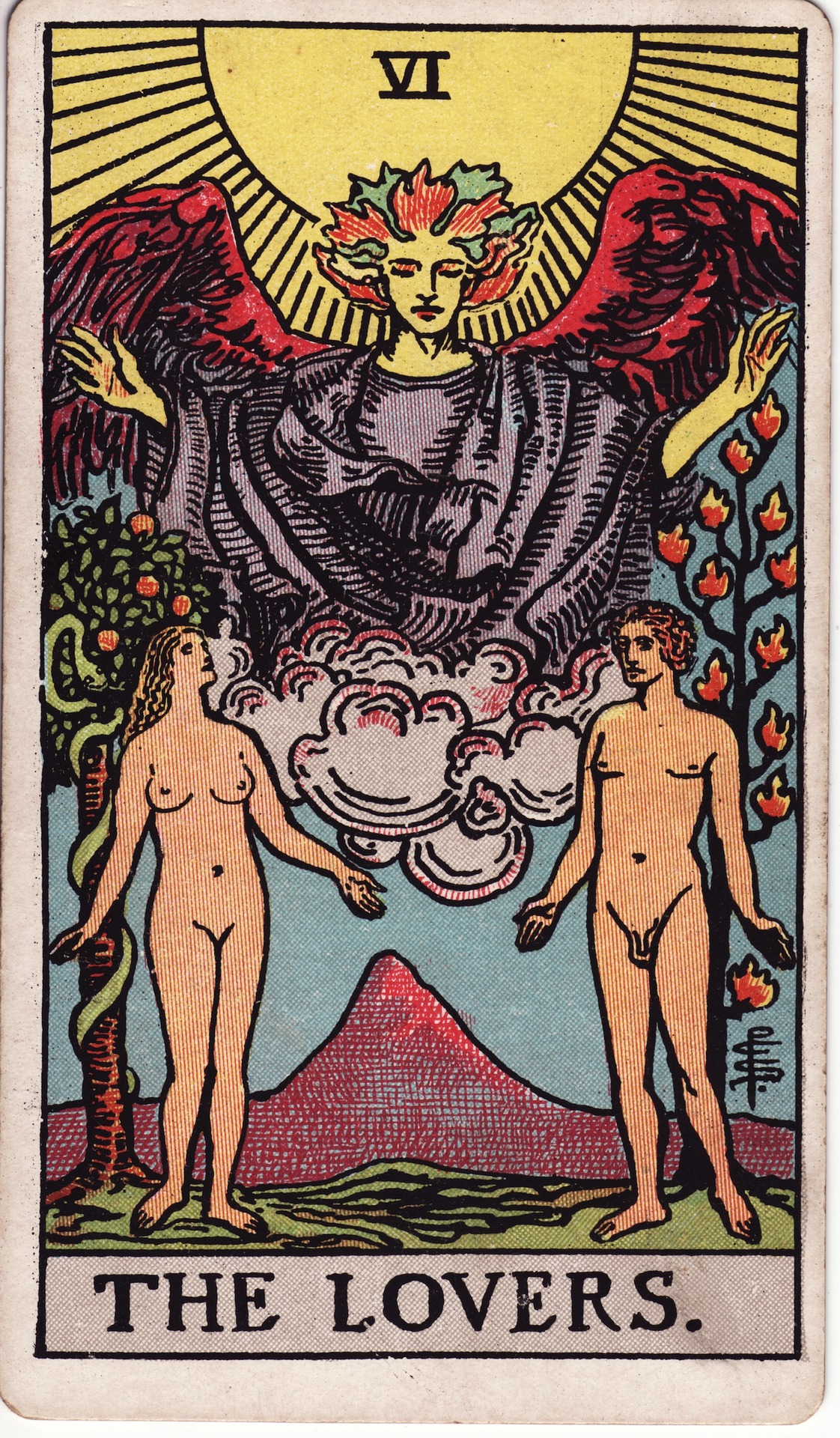
VI – Les Amoureux
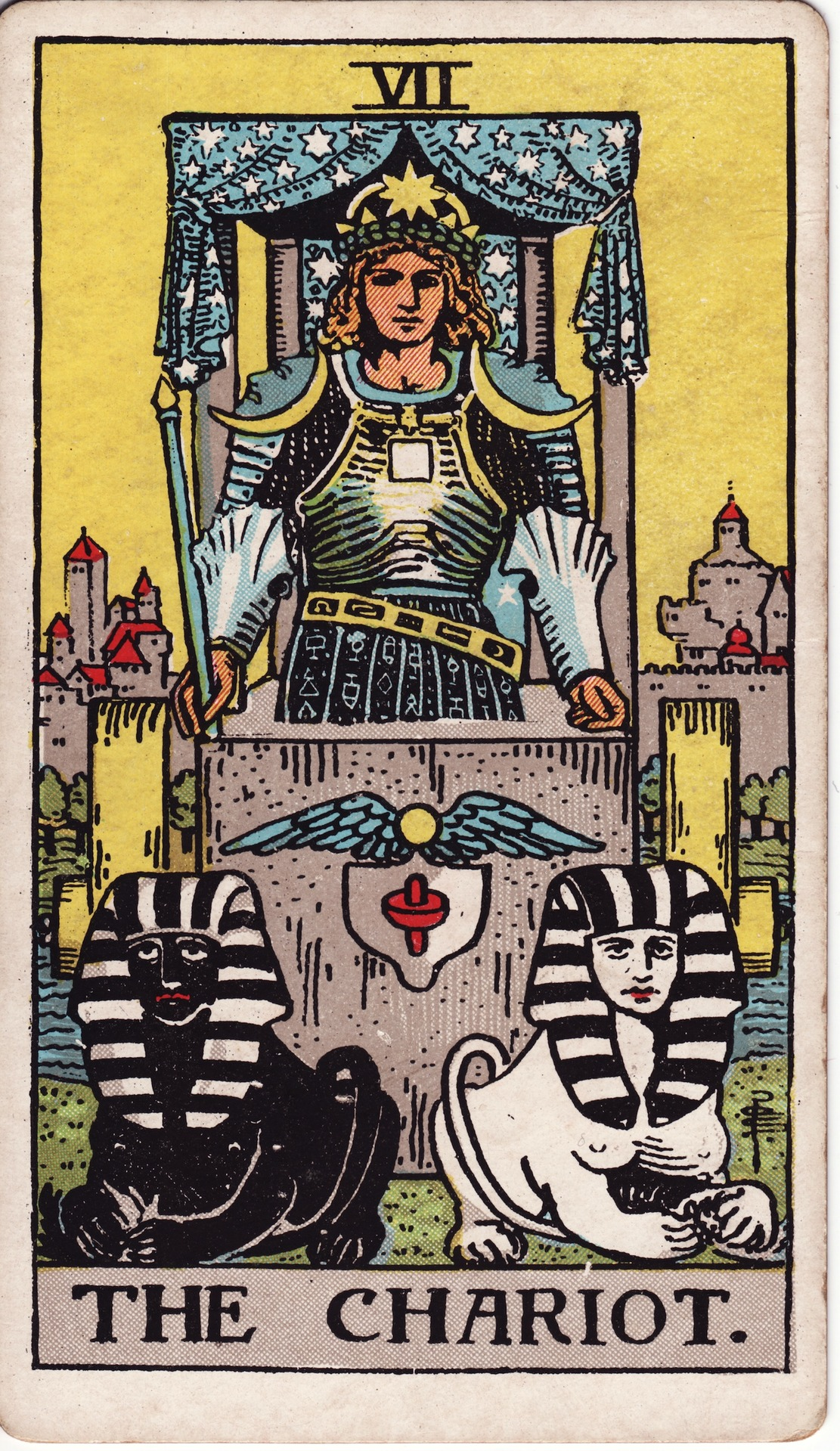
VII – Le Chariot
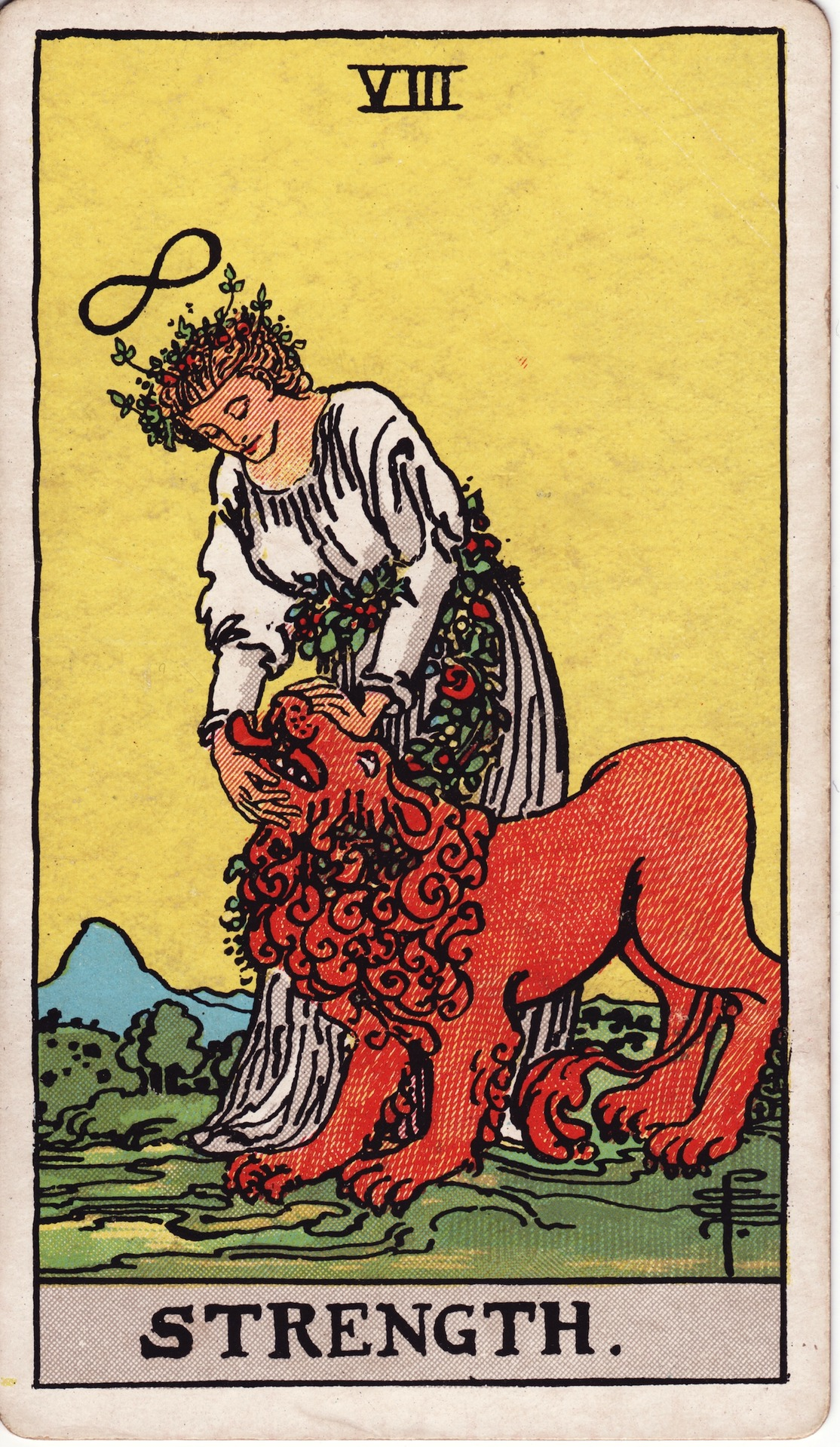
VIII – La Force
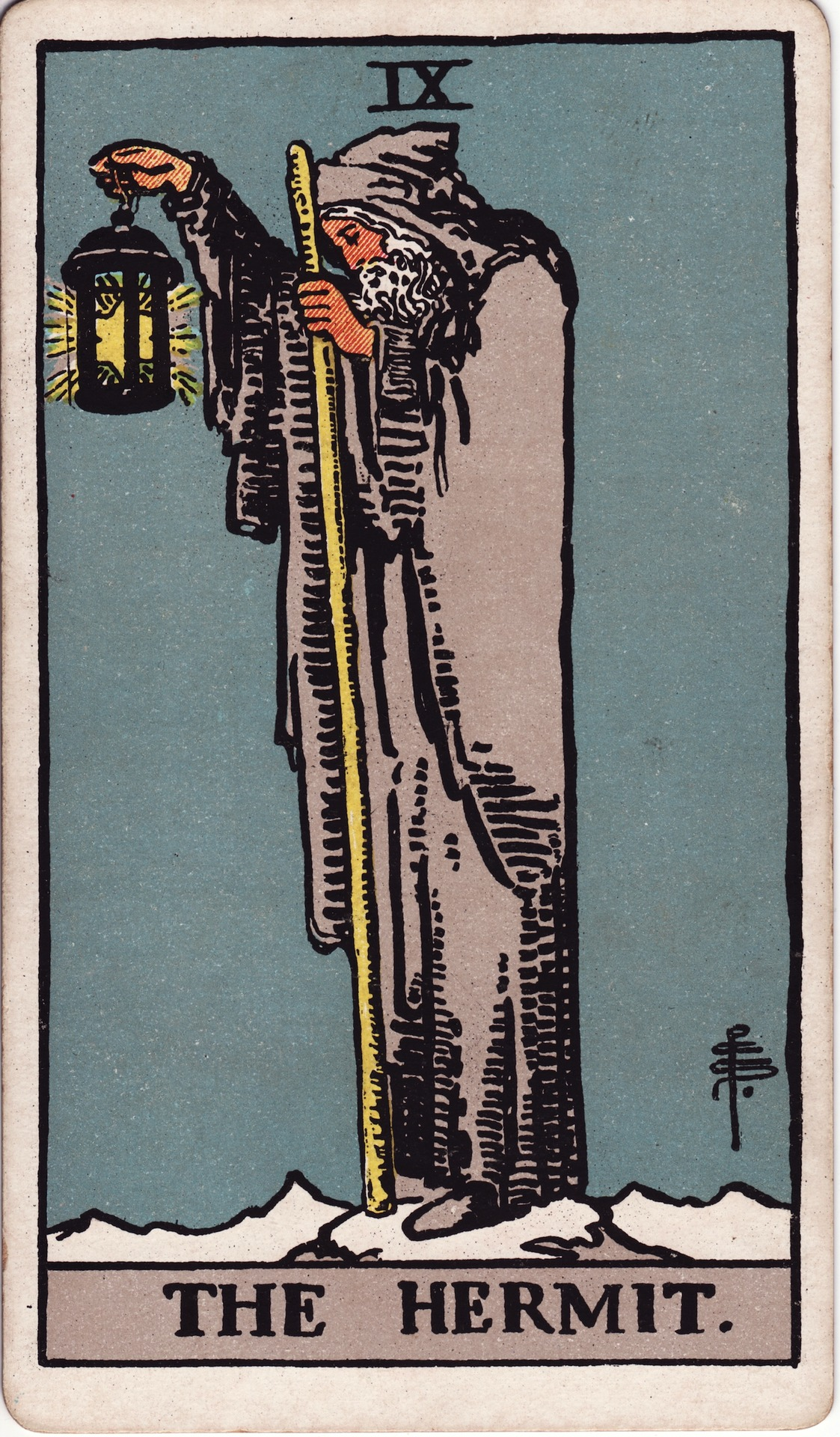
IX – L'Ermite
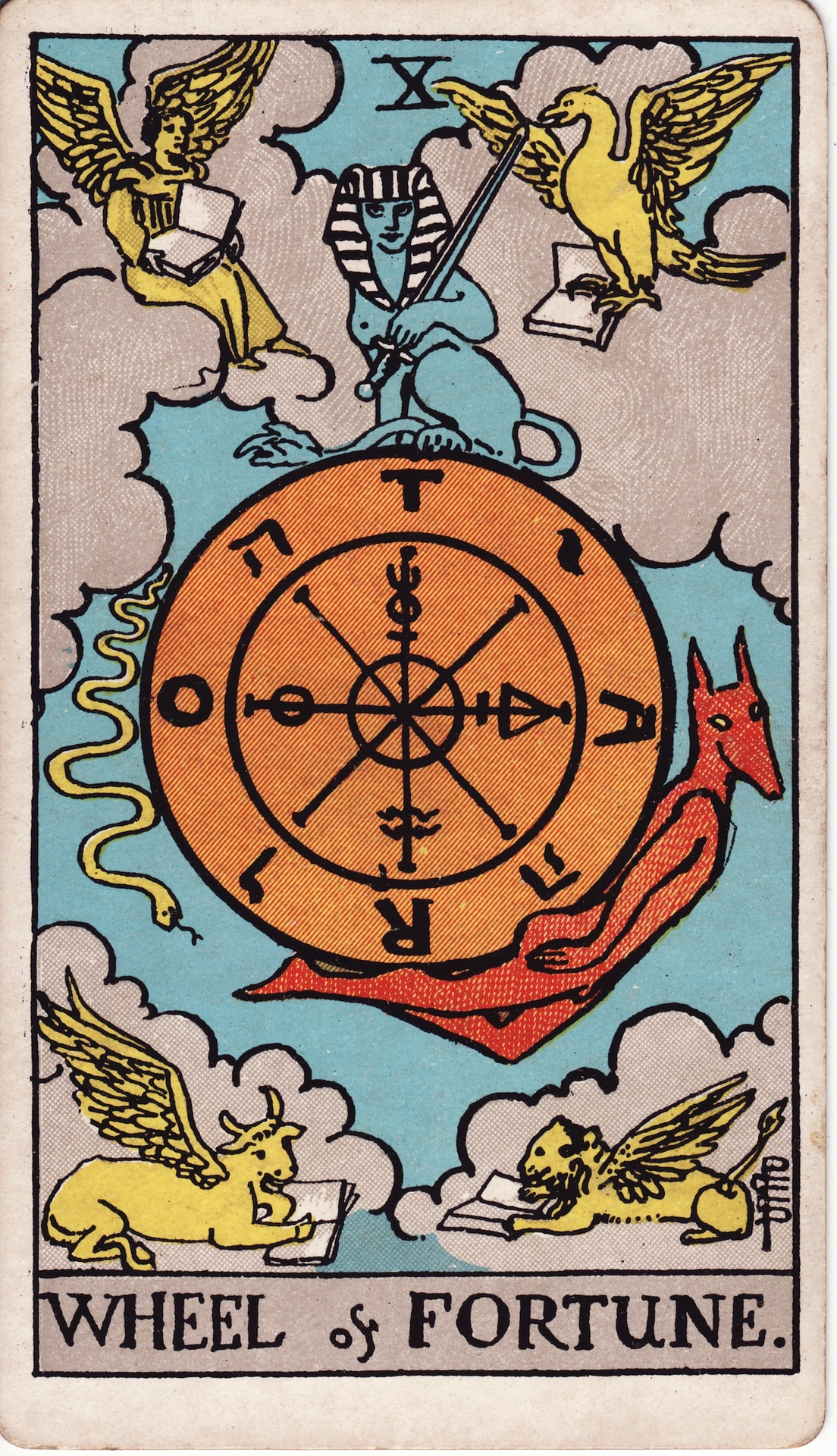
X – La Roue de Fortune
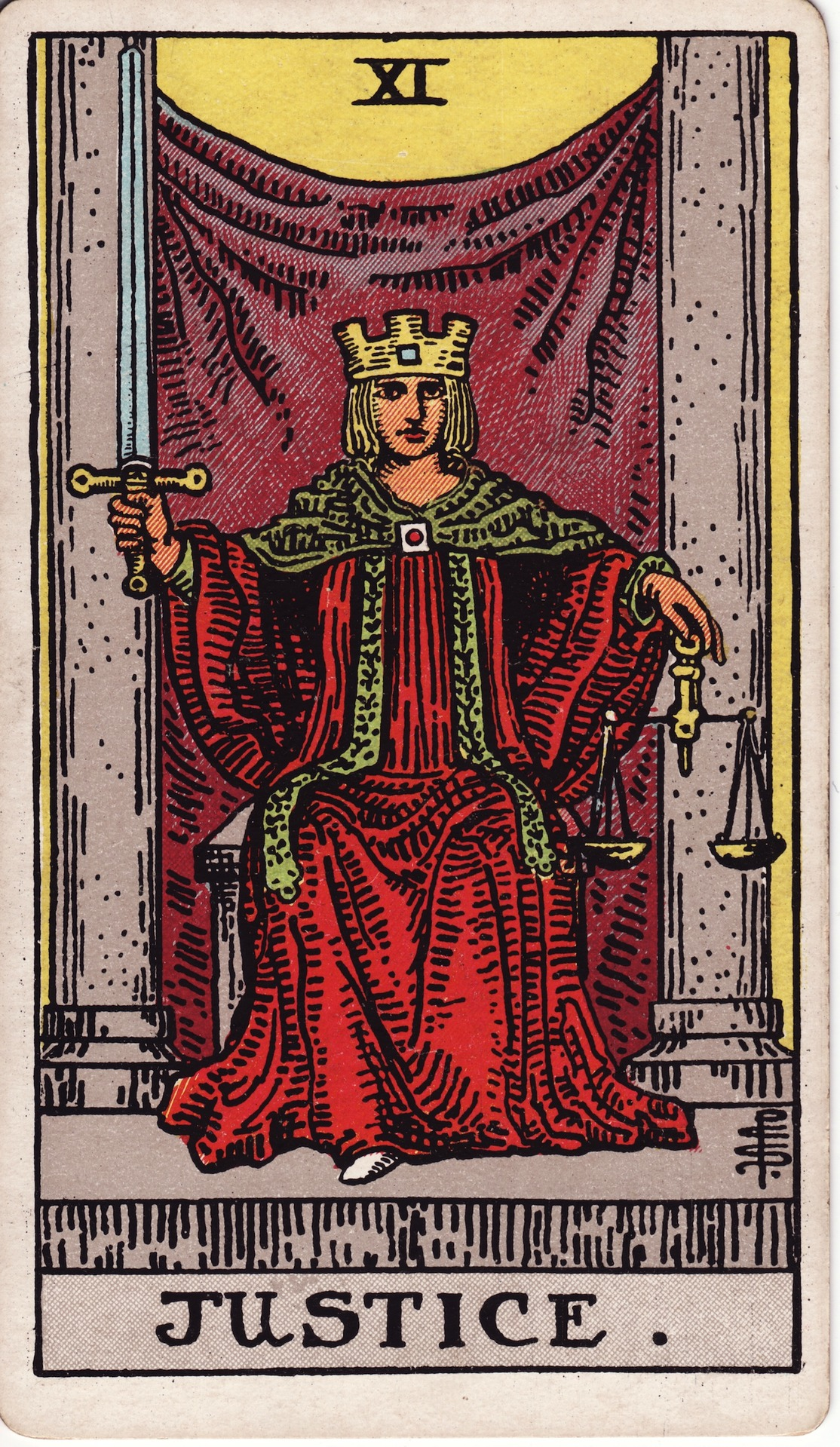
XI – La Justice
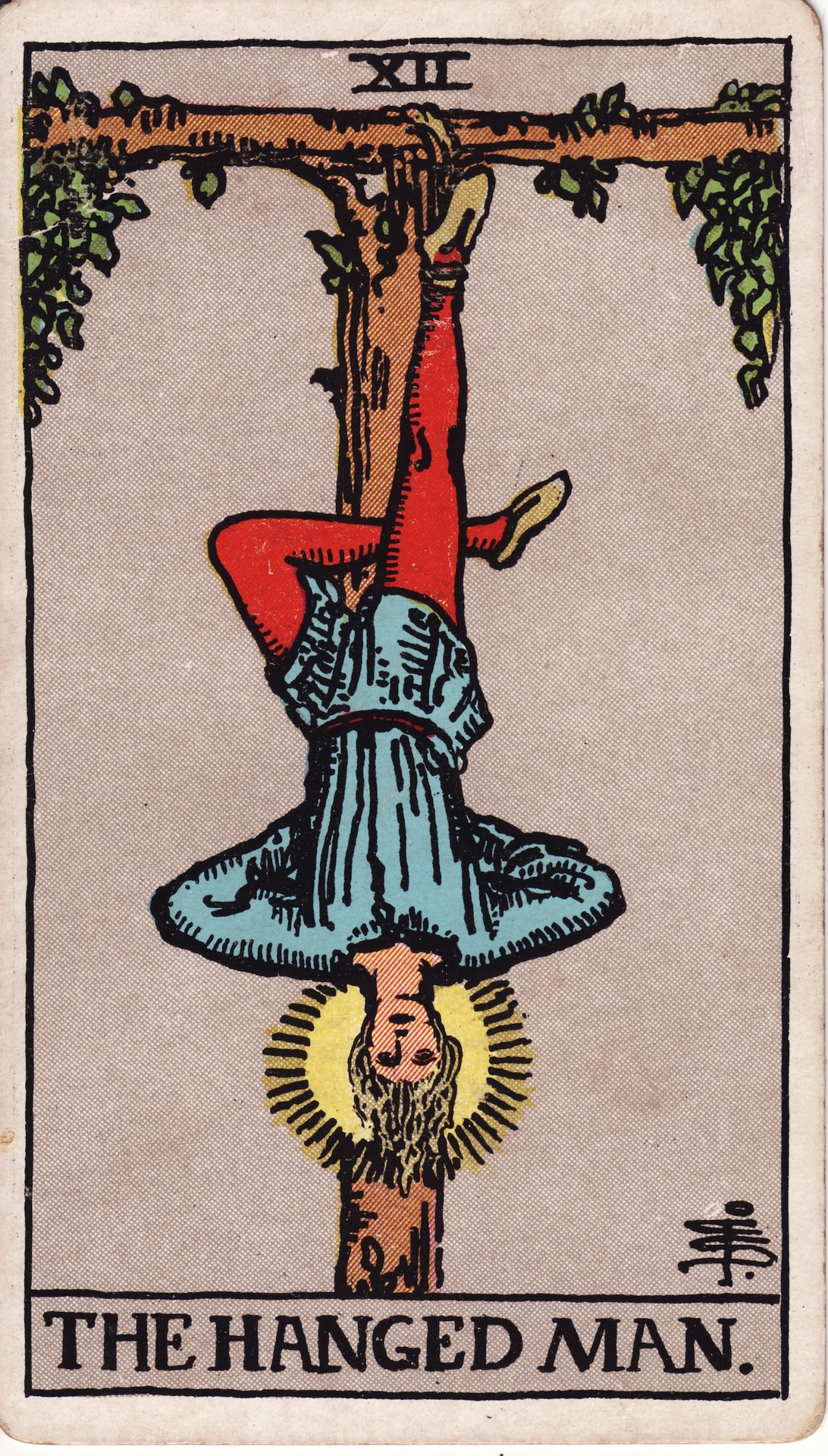
XII – Le Pendu
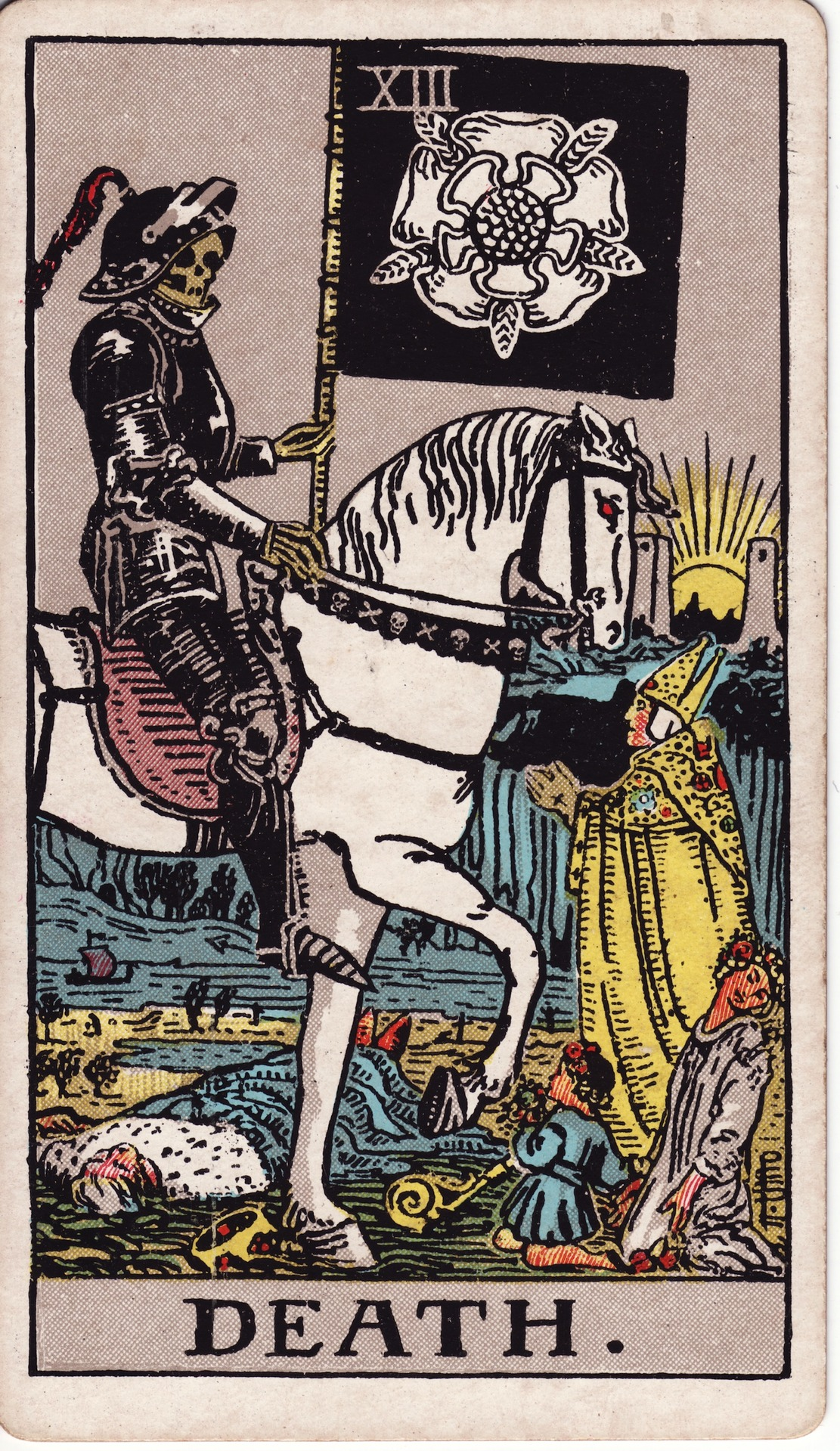
XIII – La Mort
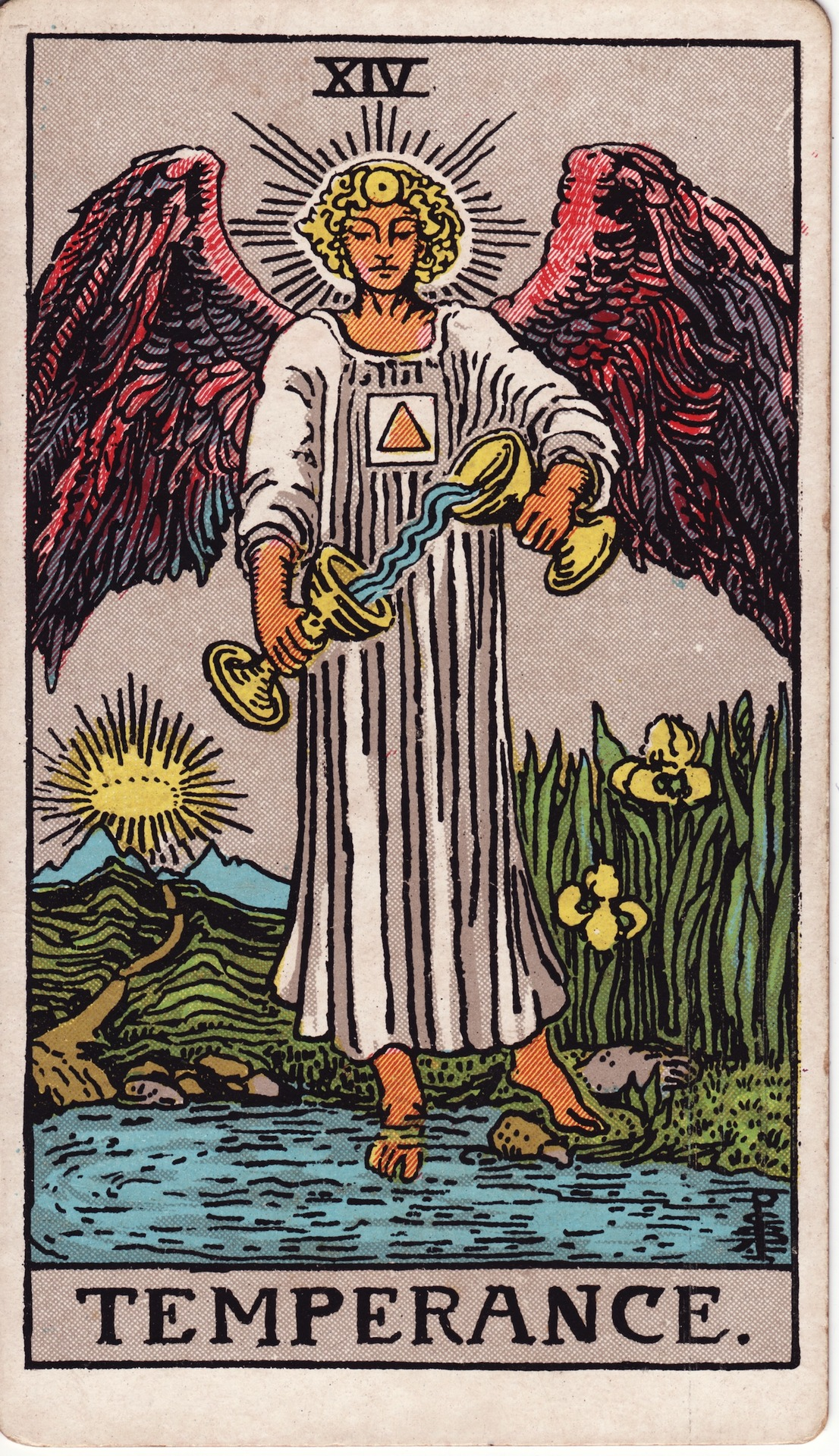
XIV – La Tempérance
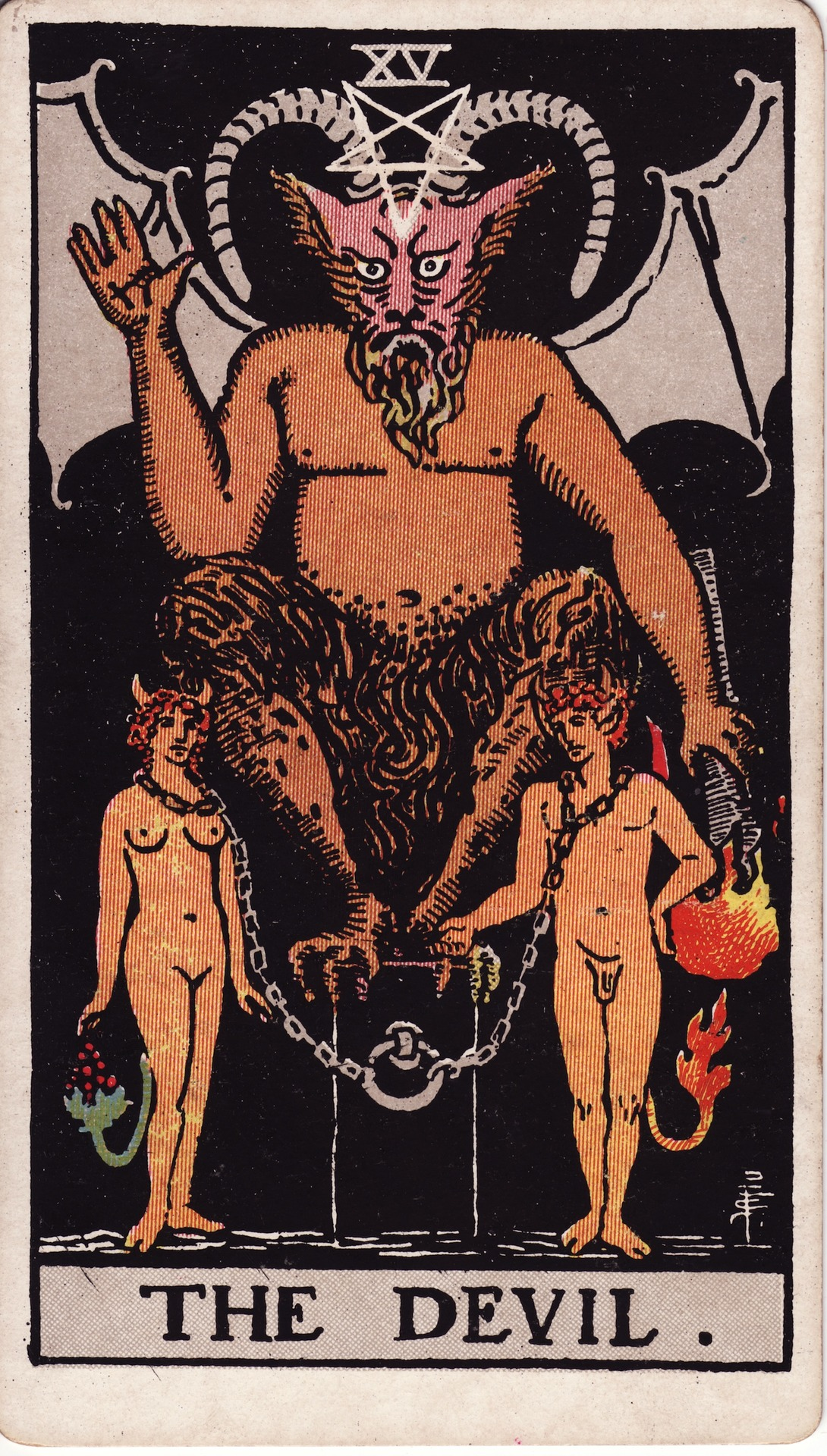
XV – Le Diable
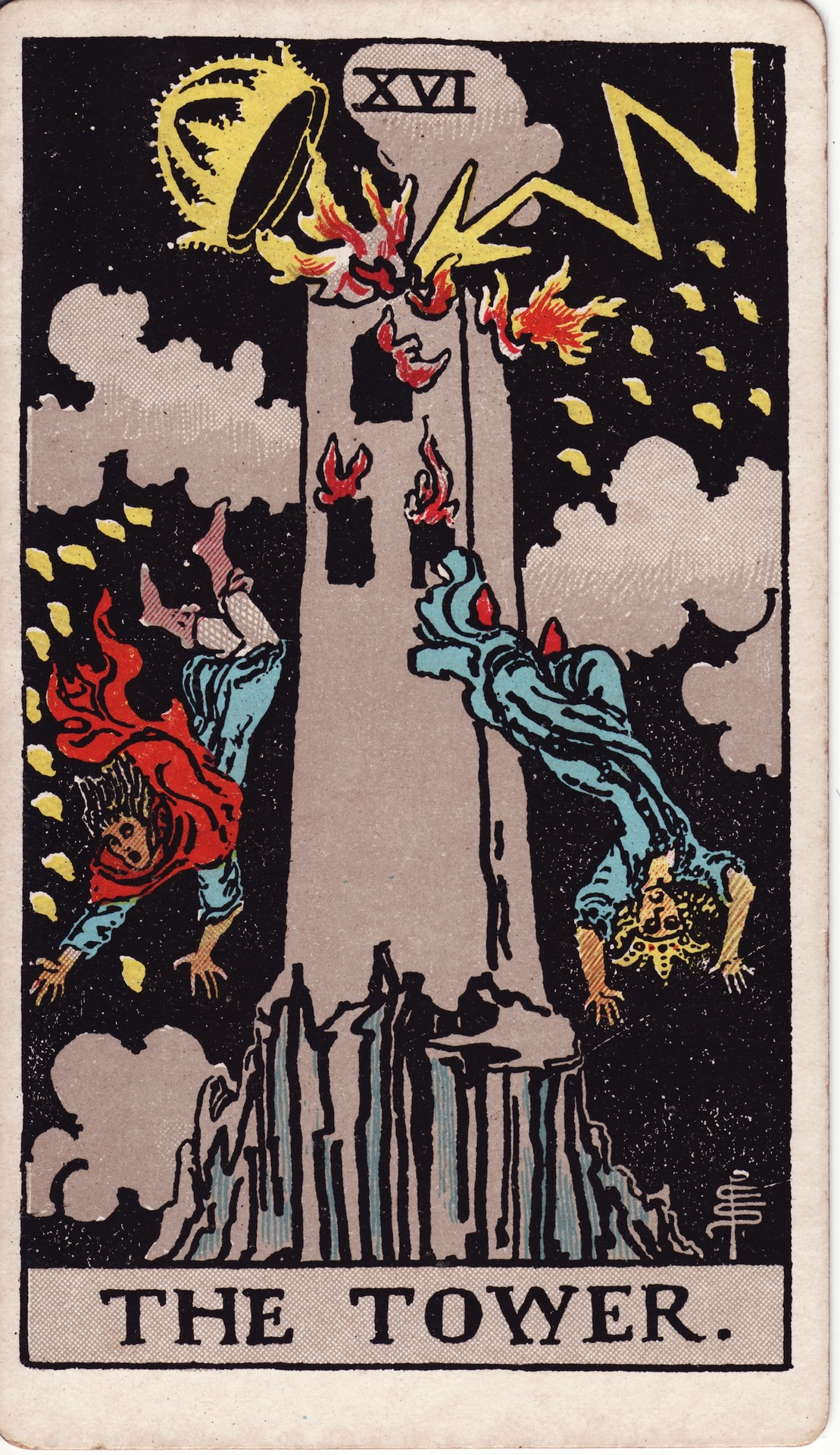
XVI – La Tour
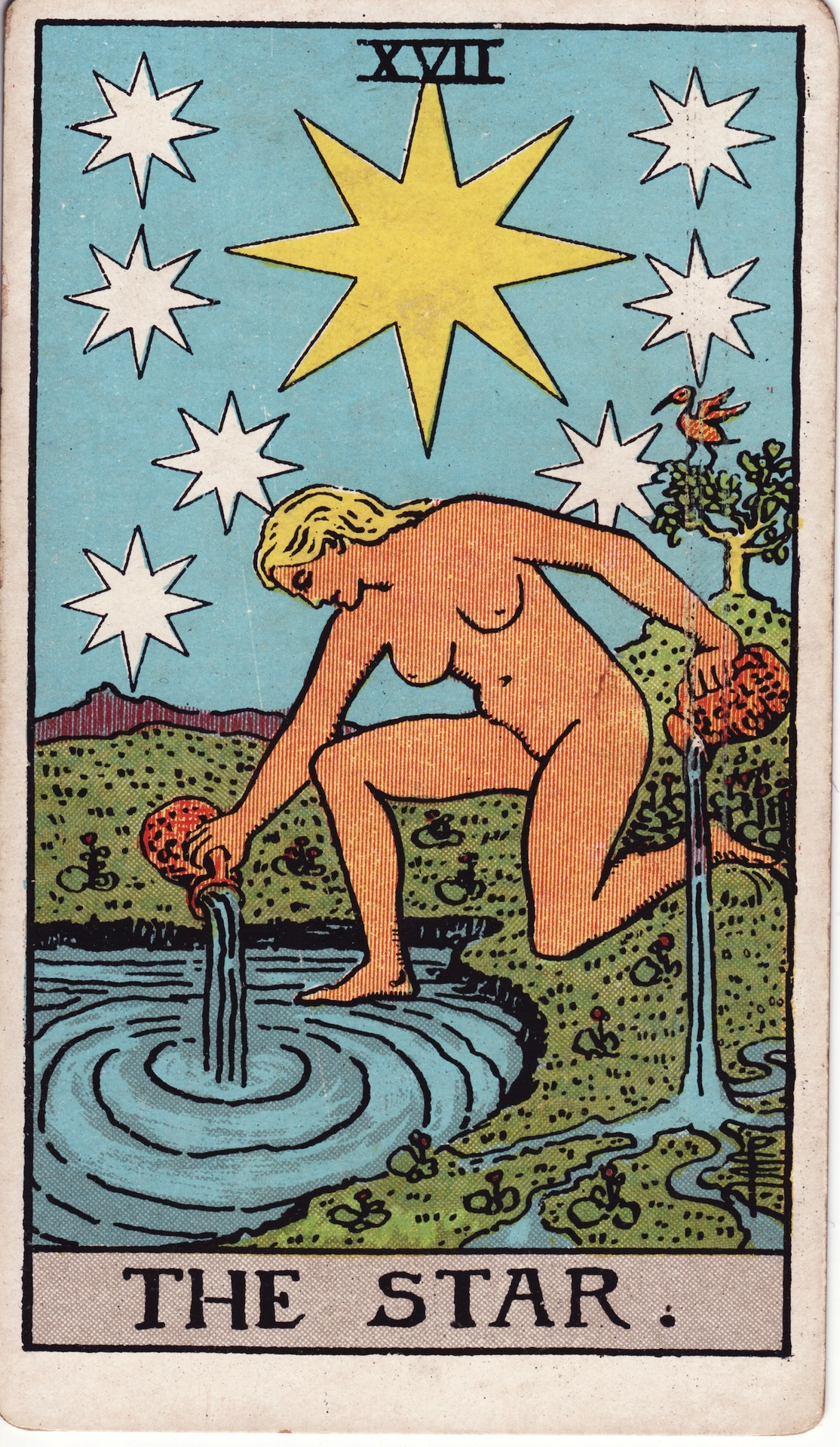
XVII – L'Étoile
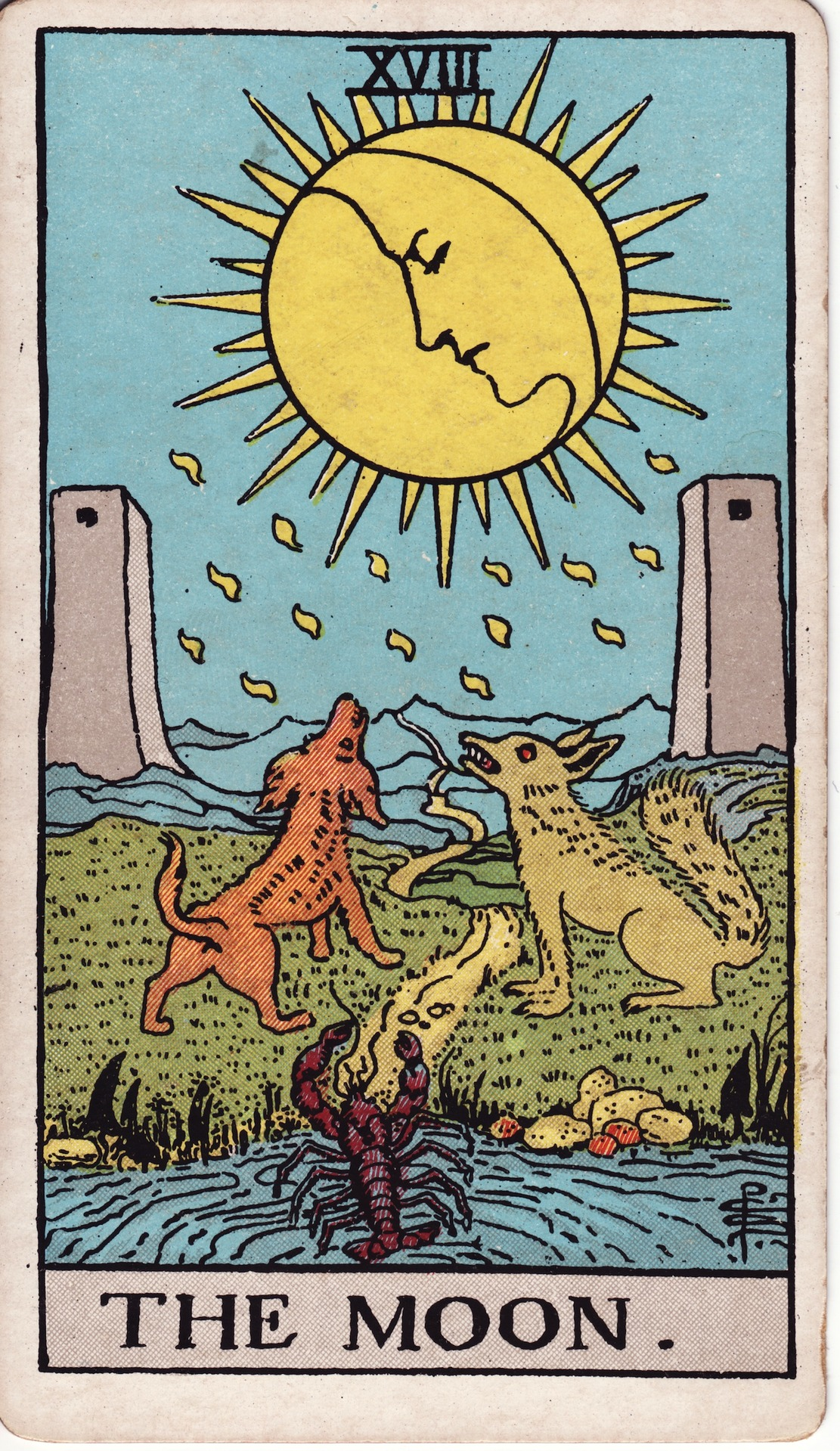
XVIII – La Lune
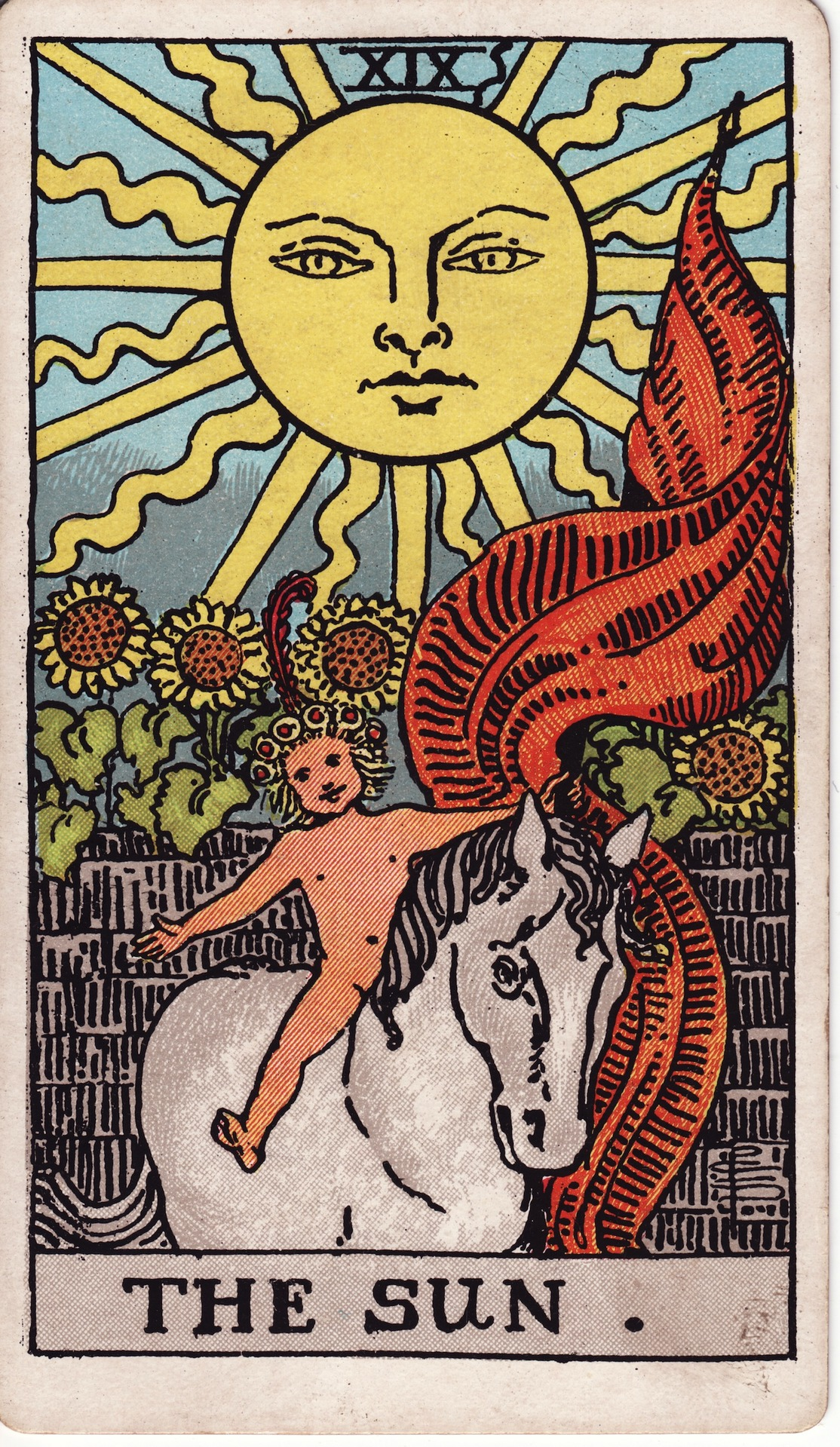
XIX – Le Soleil
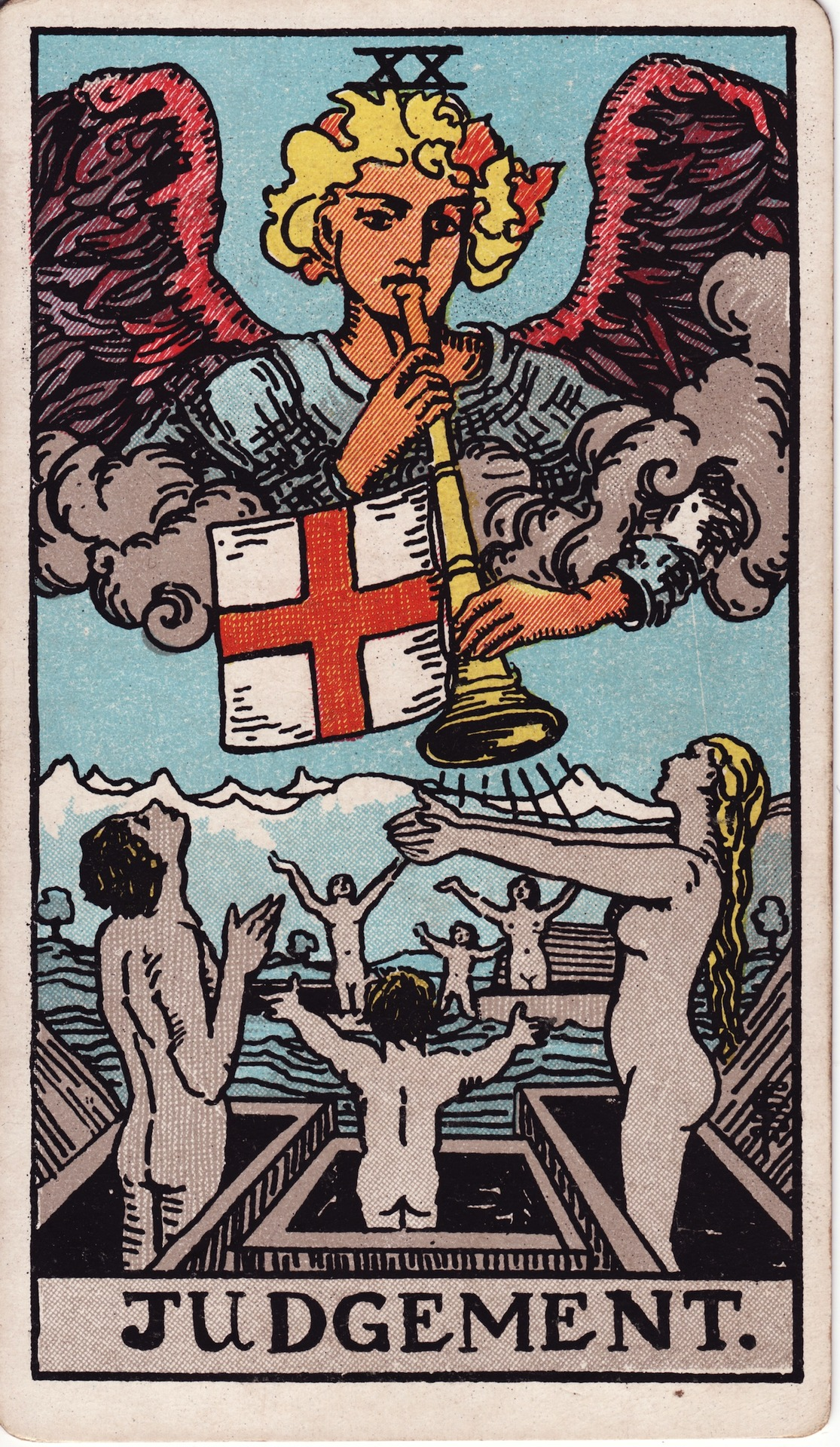
XX – Le Jugement
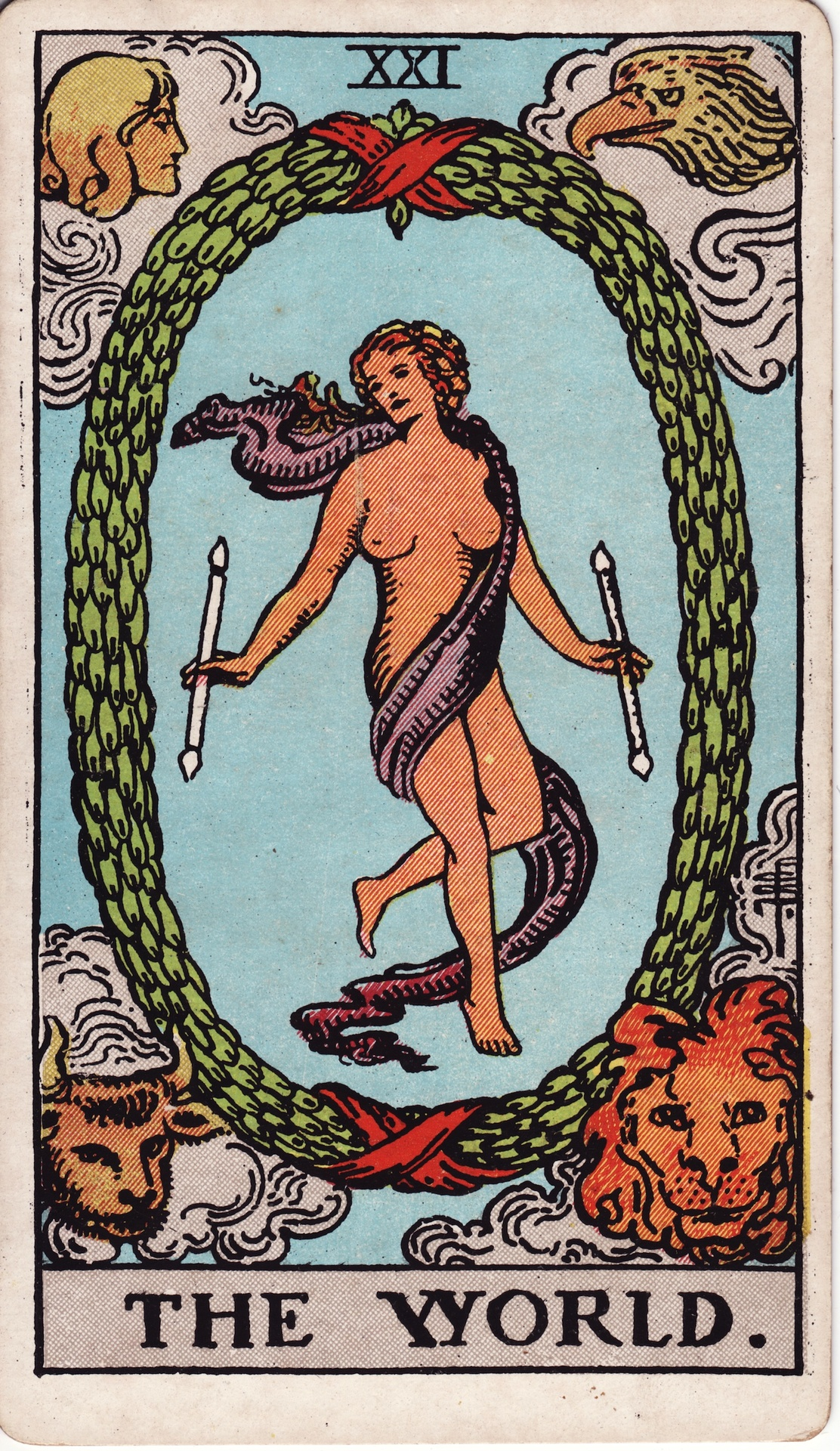
XXI – Le Monde

## Arcanes mineurs
Les arcanes mineurs du tarot Rider-Waite sont illustrés ci-dessous.

### Les Bâtons
La suite de bâtons correspond aux trèfles des cartes à jouer modernes :

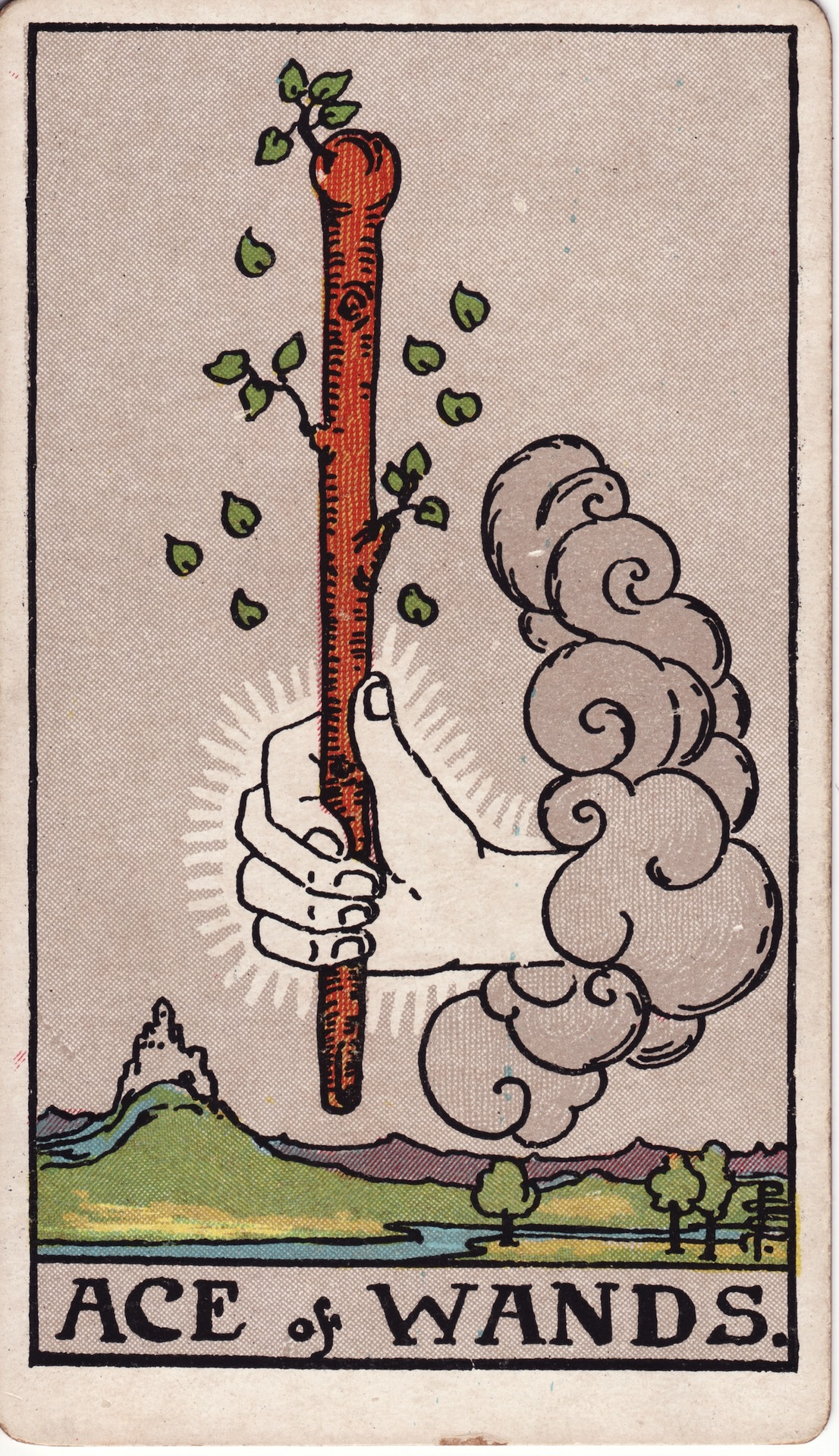
As de Bâtons
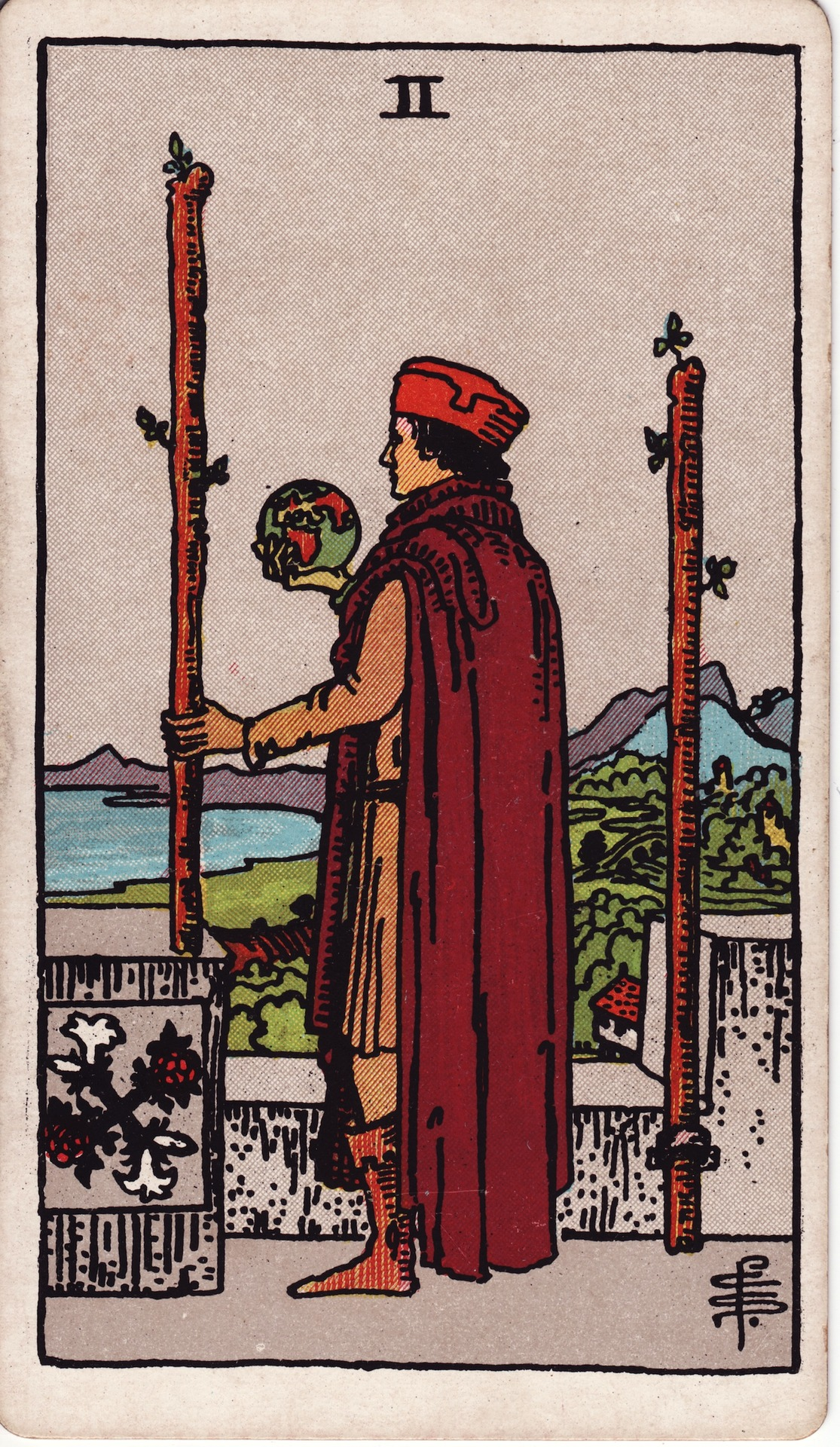
Deux de Bâtons
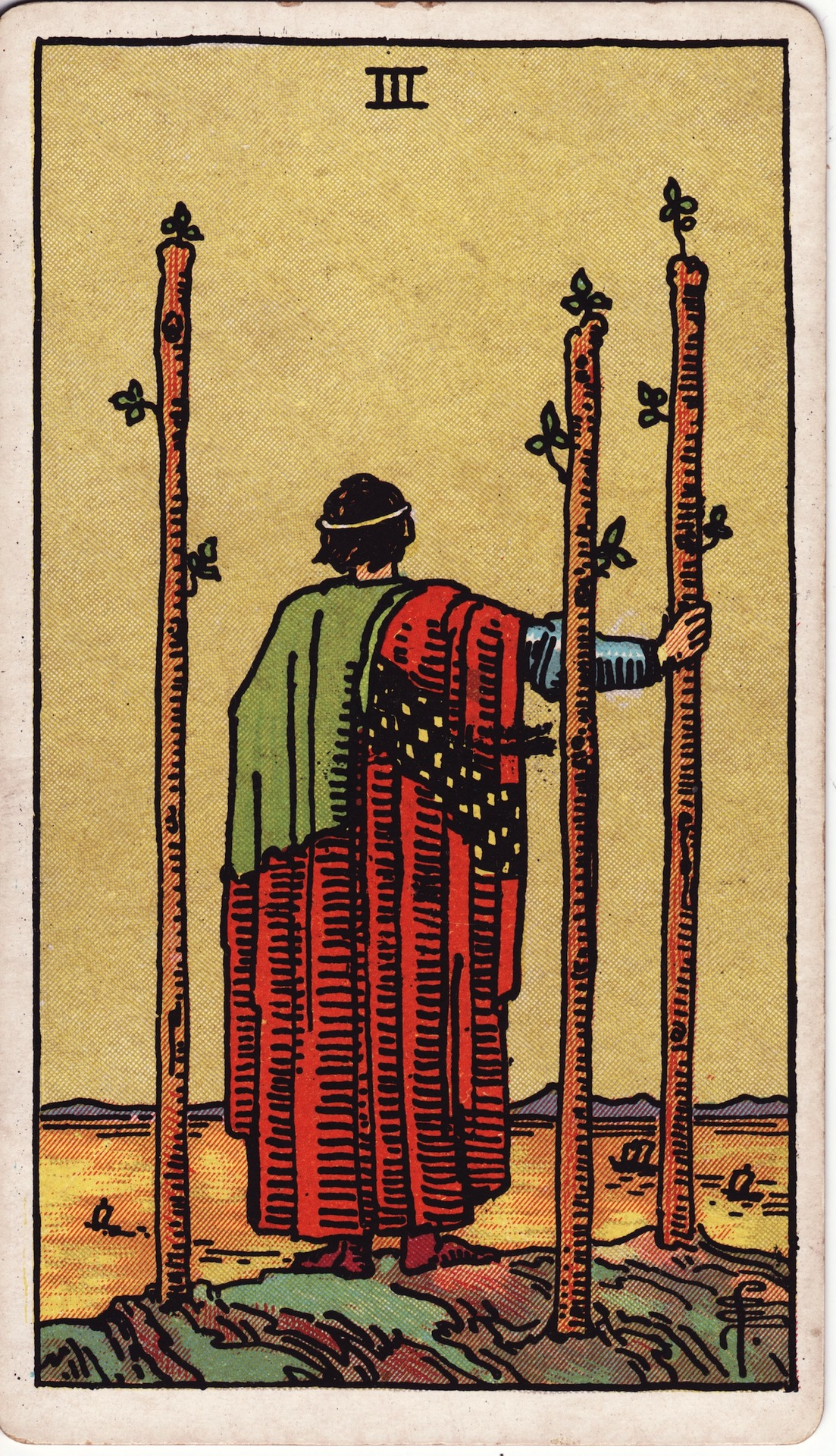
Trois de Bâtons
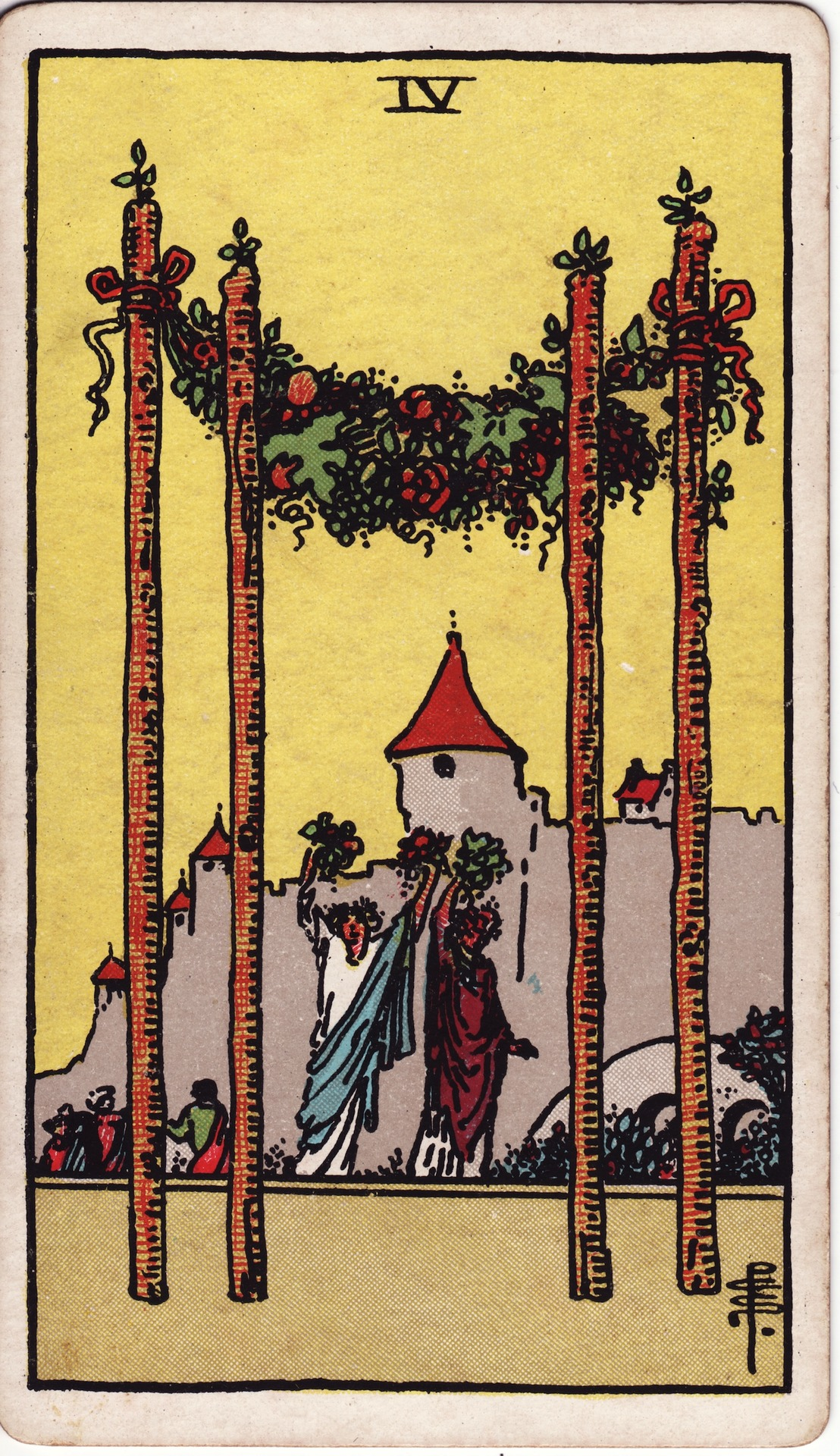
Quatre de Bâtons
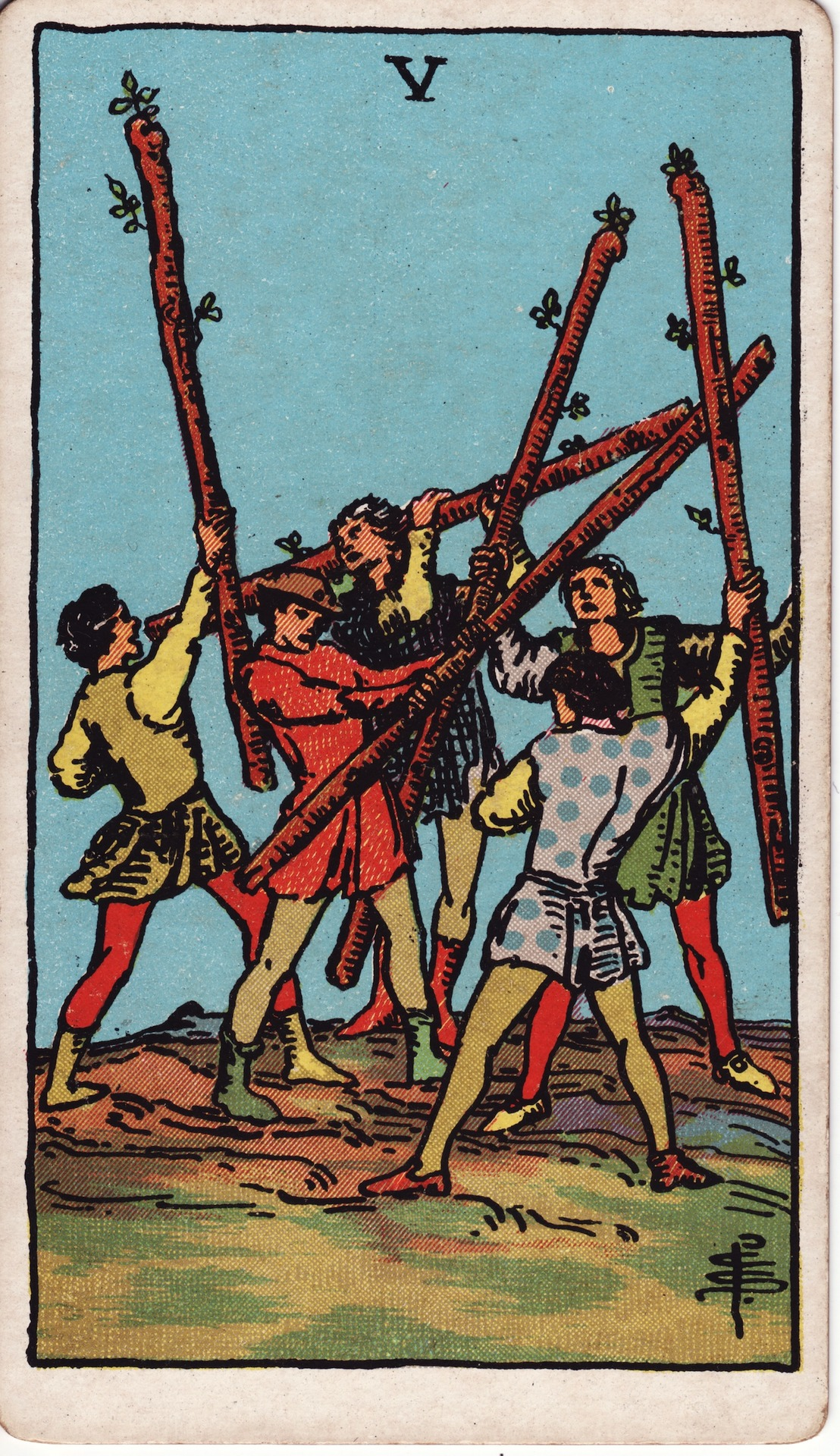
Cinq de Bâtons
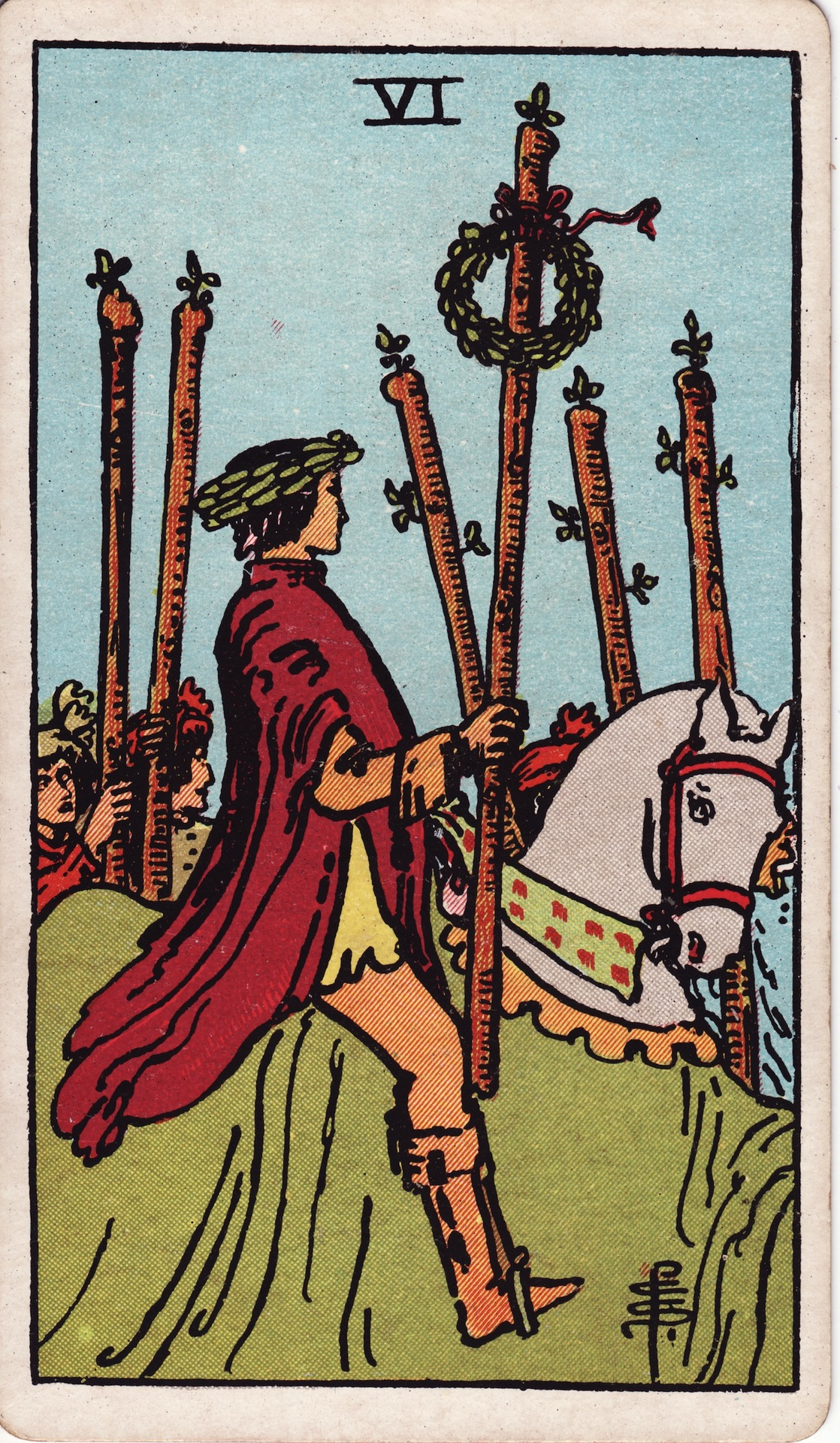
Six de Bâtons
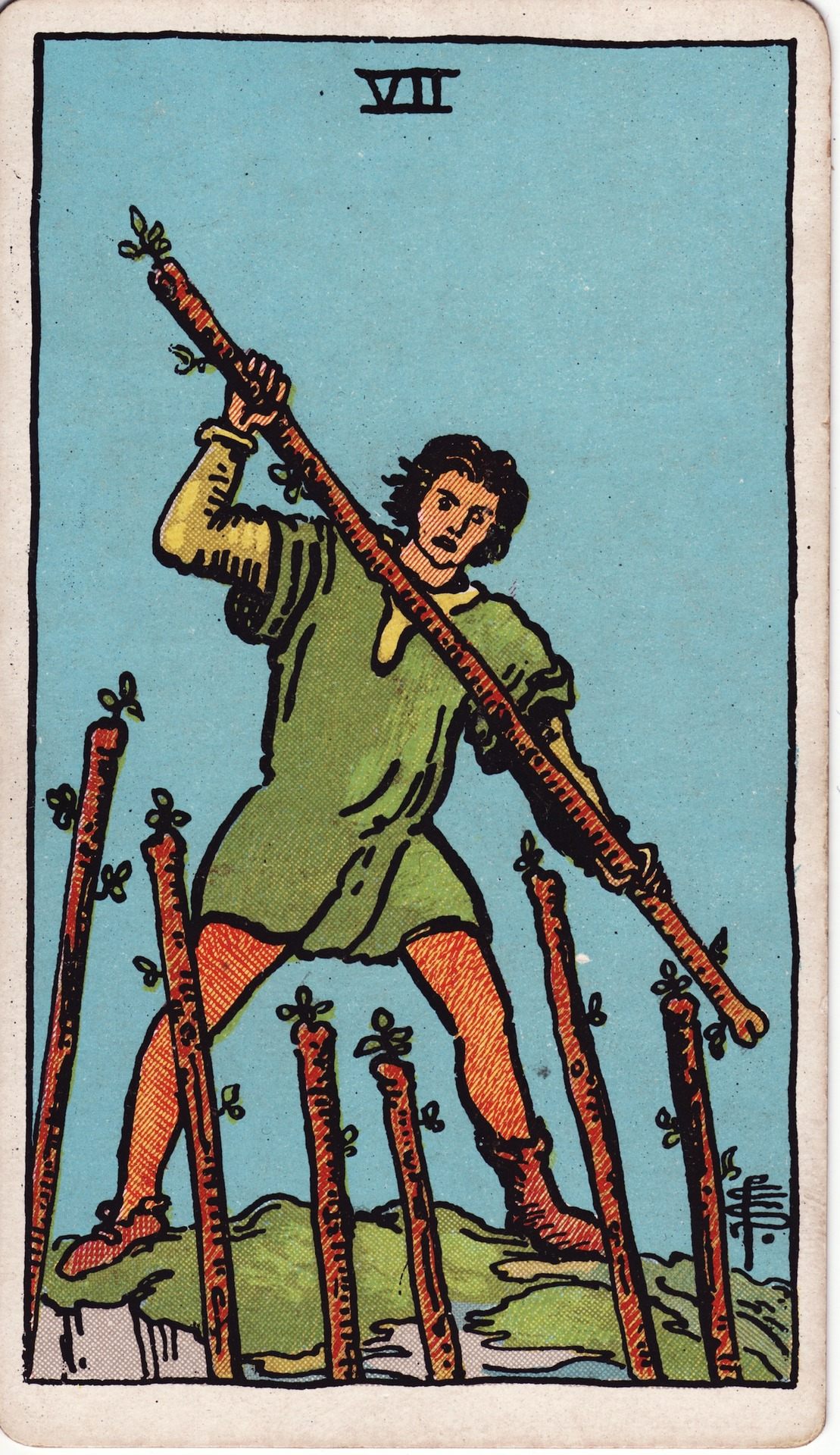
Sept de Bâtons
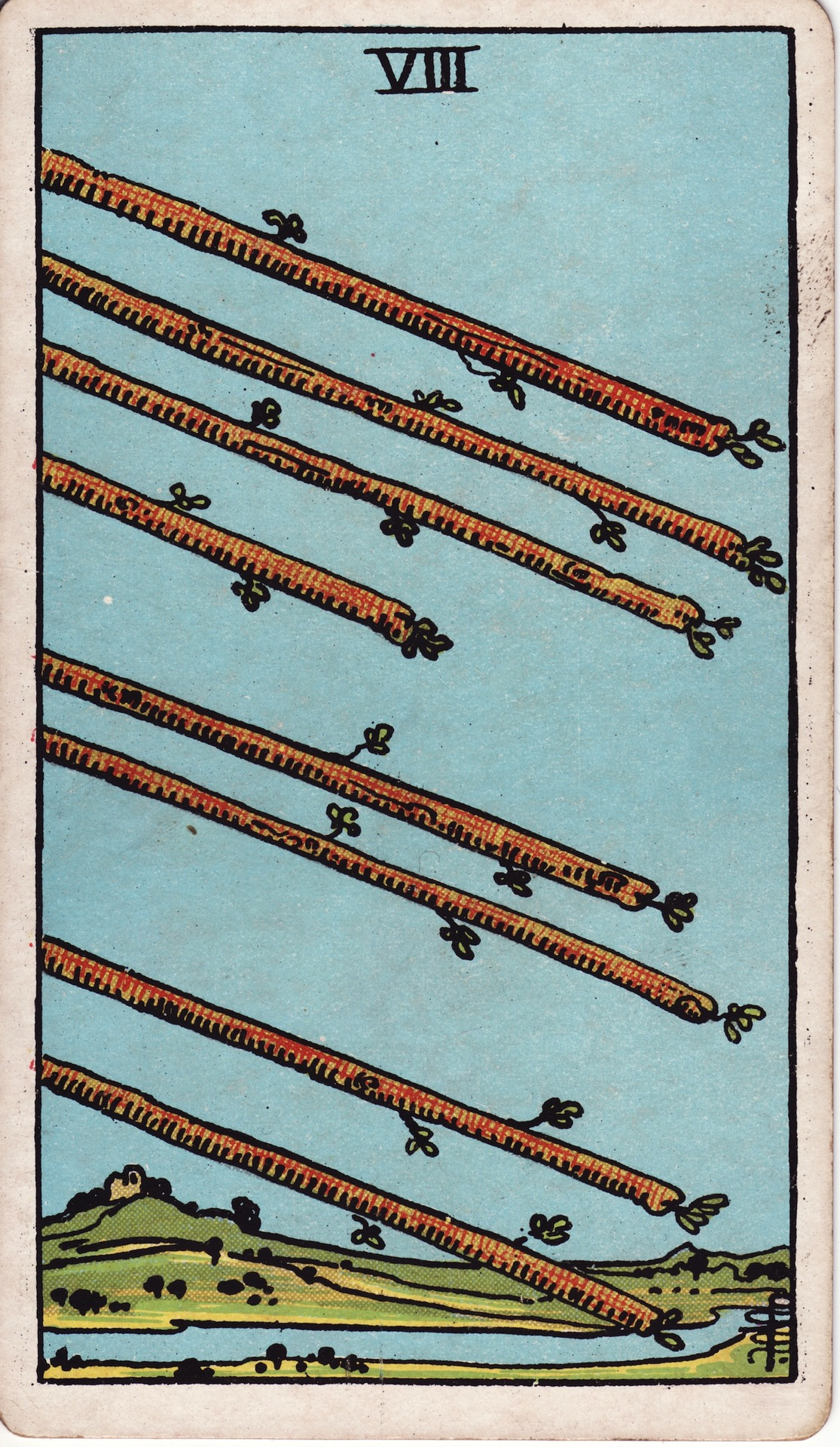
Huit de Bâtons
Neuf de Bâtons
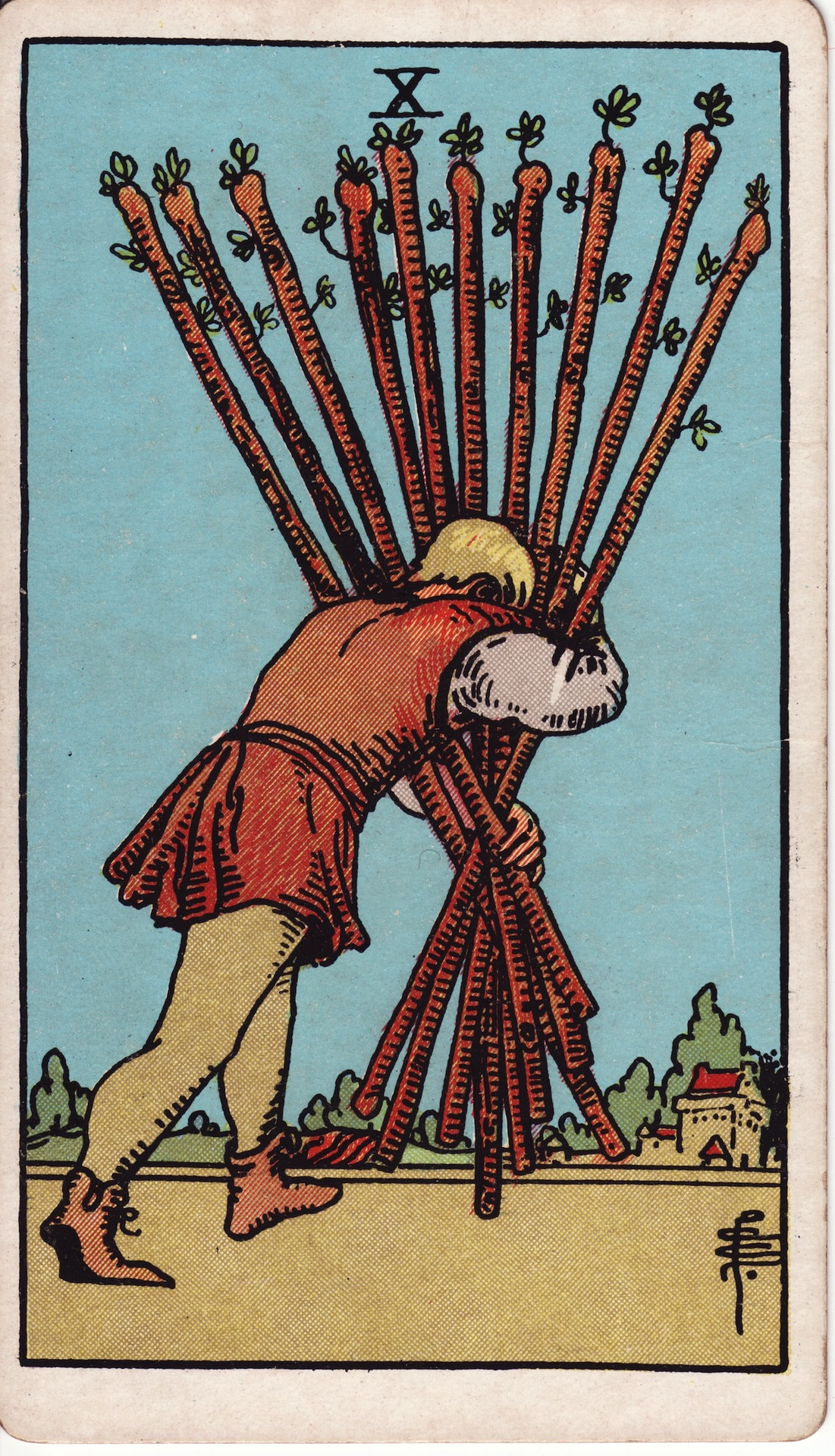
Dix de Bâtons
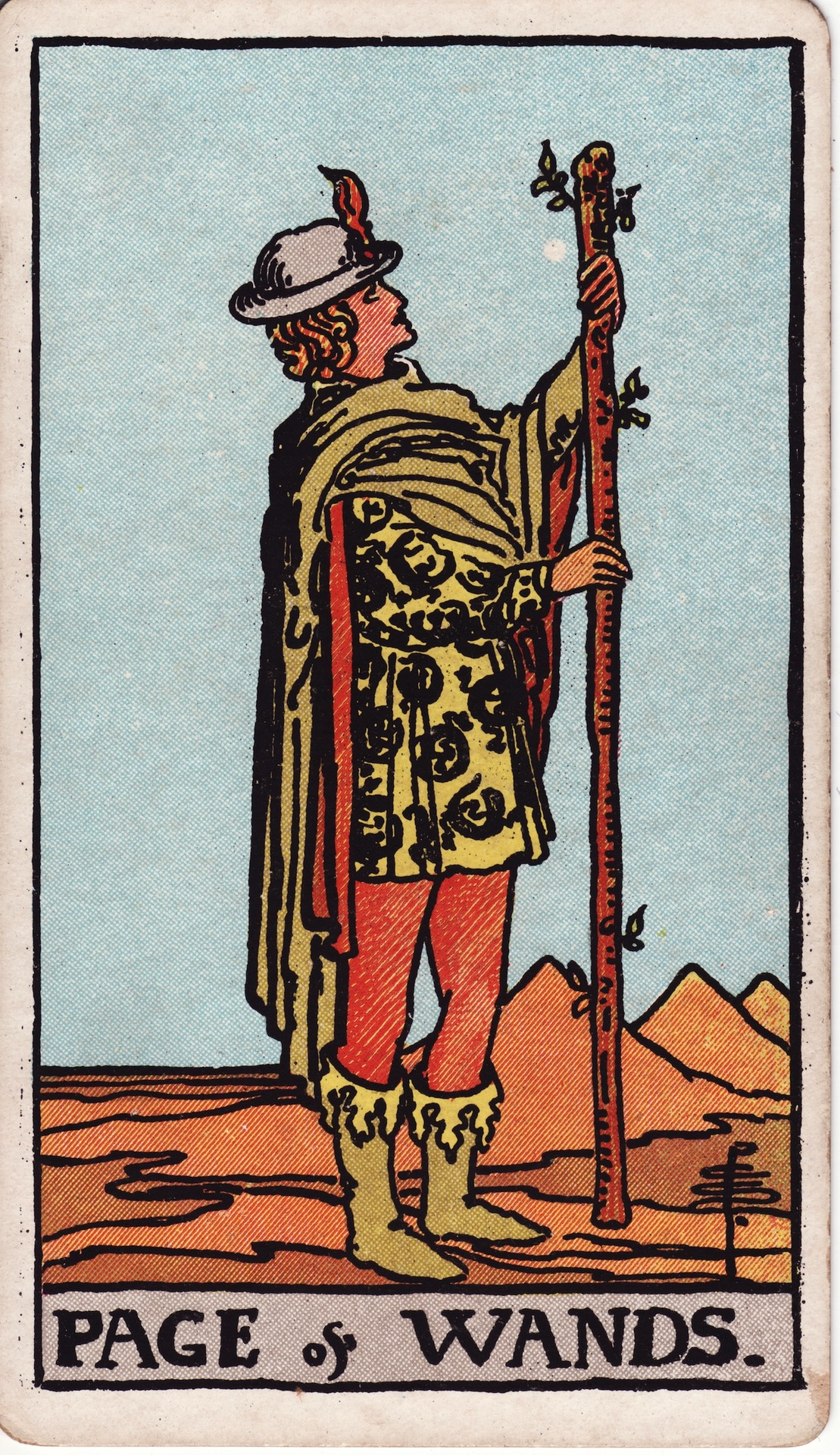
Valet de Bâtons
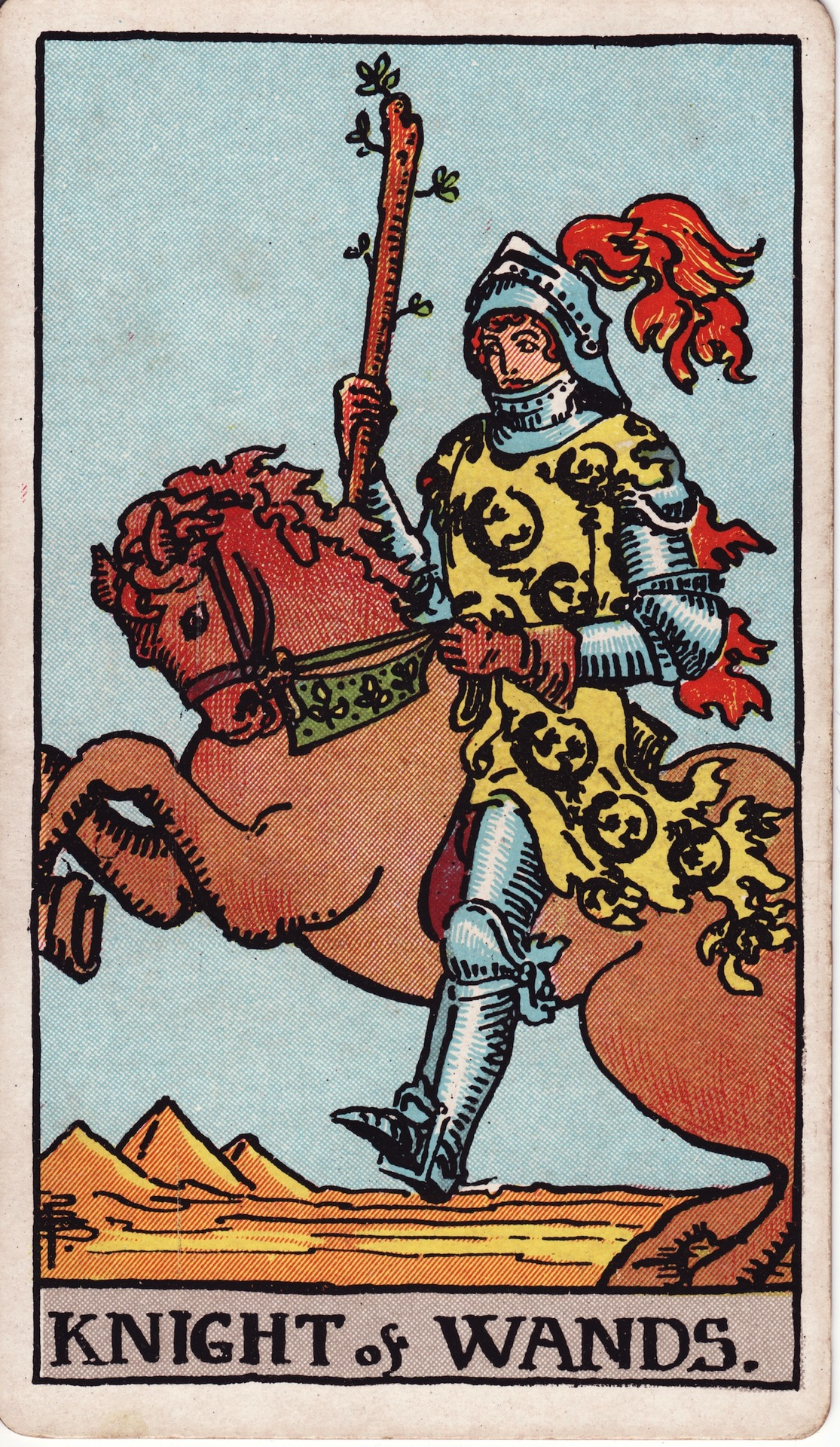
Cavalier de Bâtons
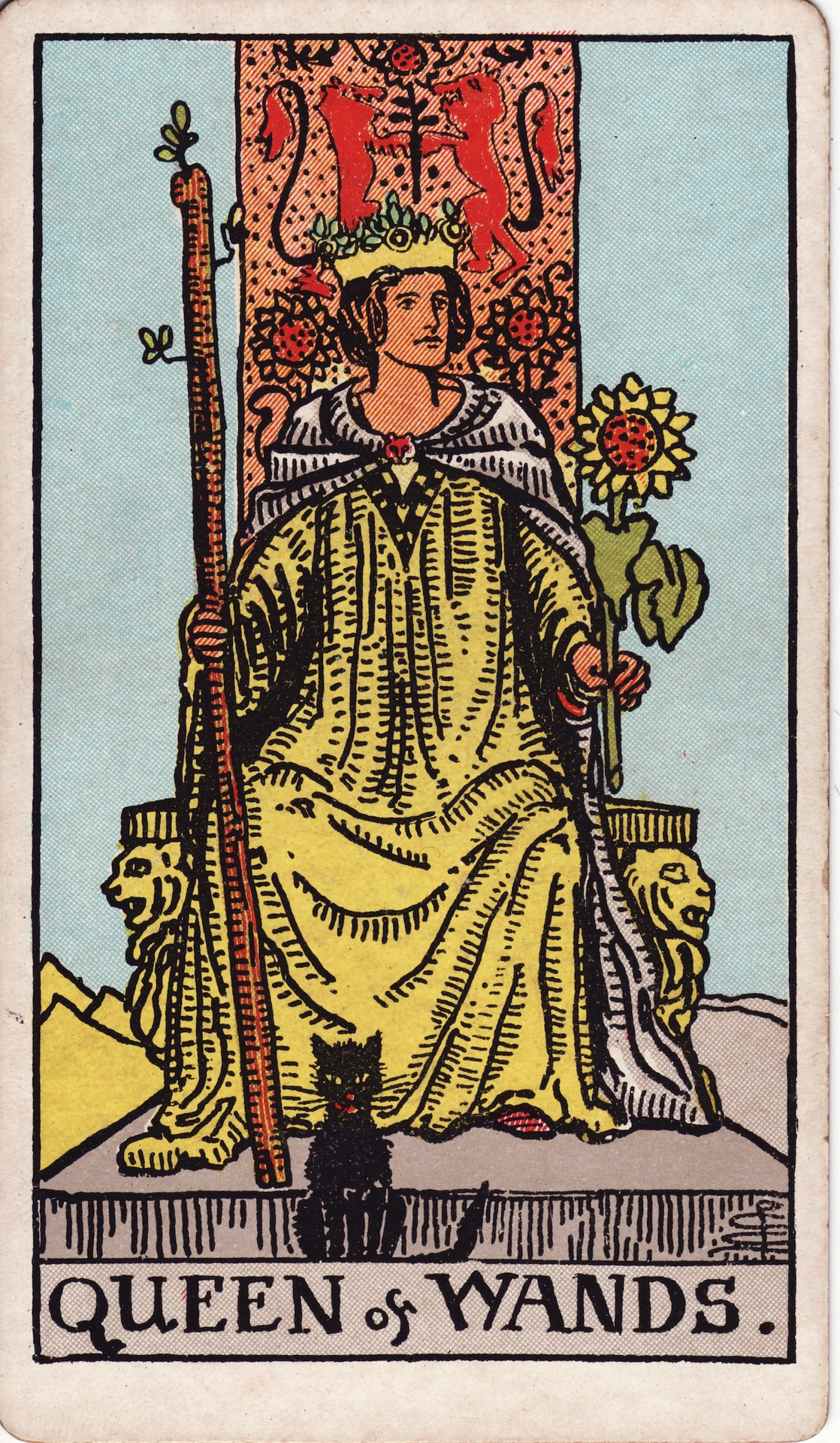
Reine de Bâtons
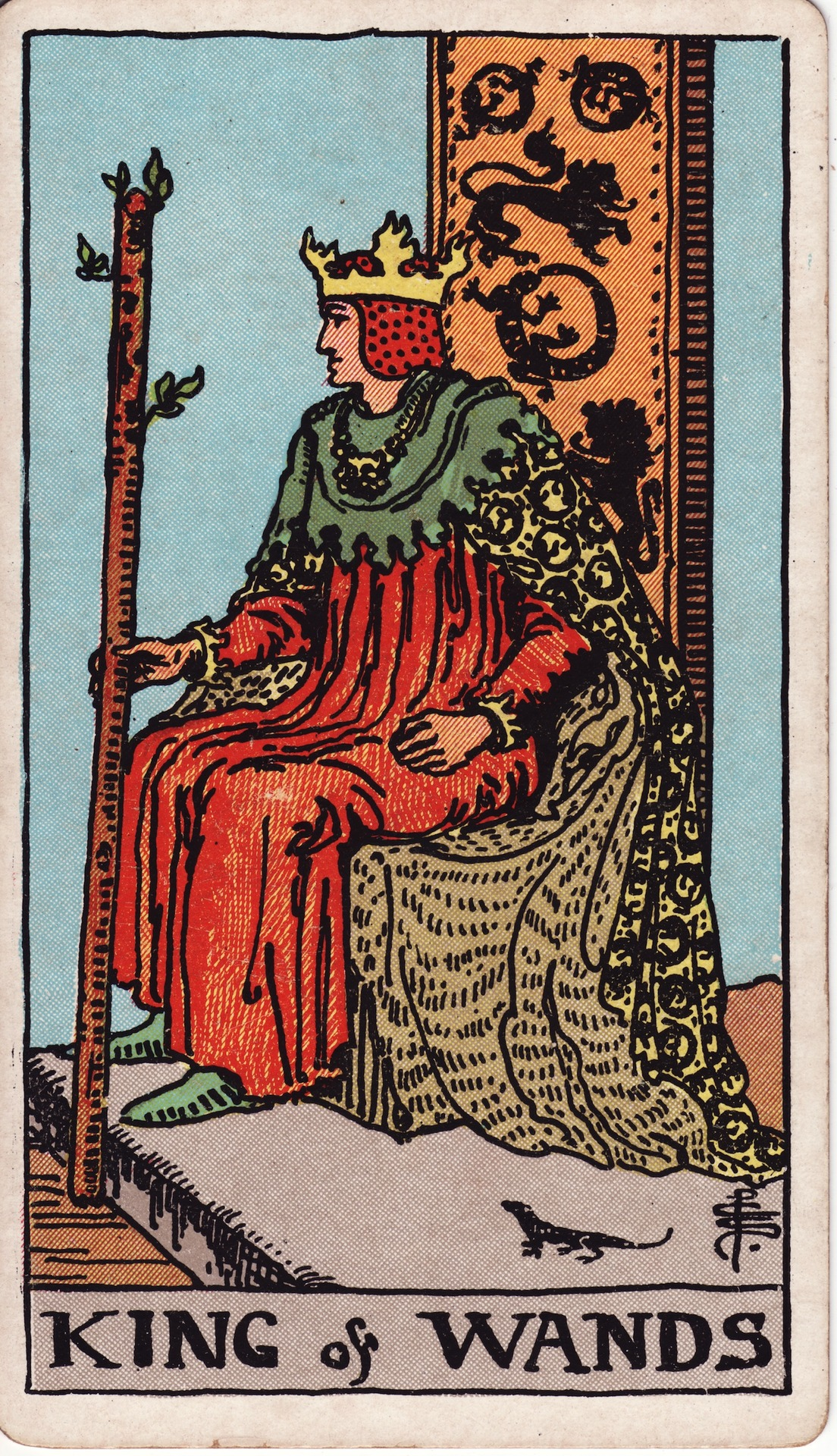
Roi de Bâtons

### Les Coupes
La suite de coupes correspond aux cœurs des cartes à jouer modernes :

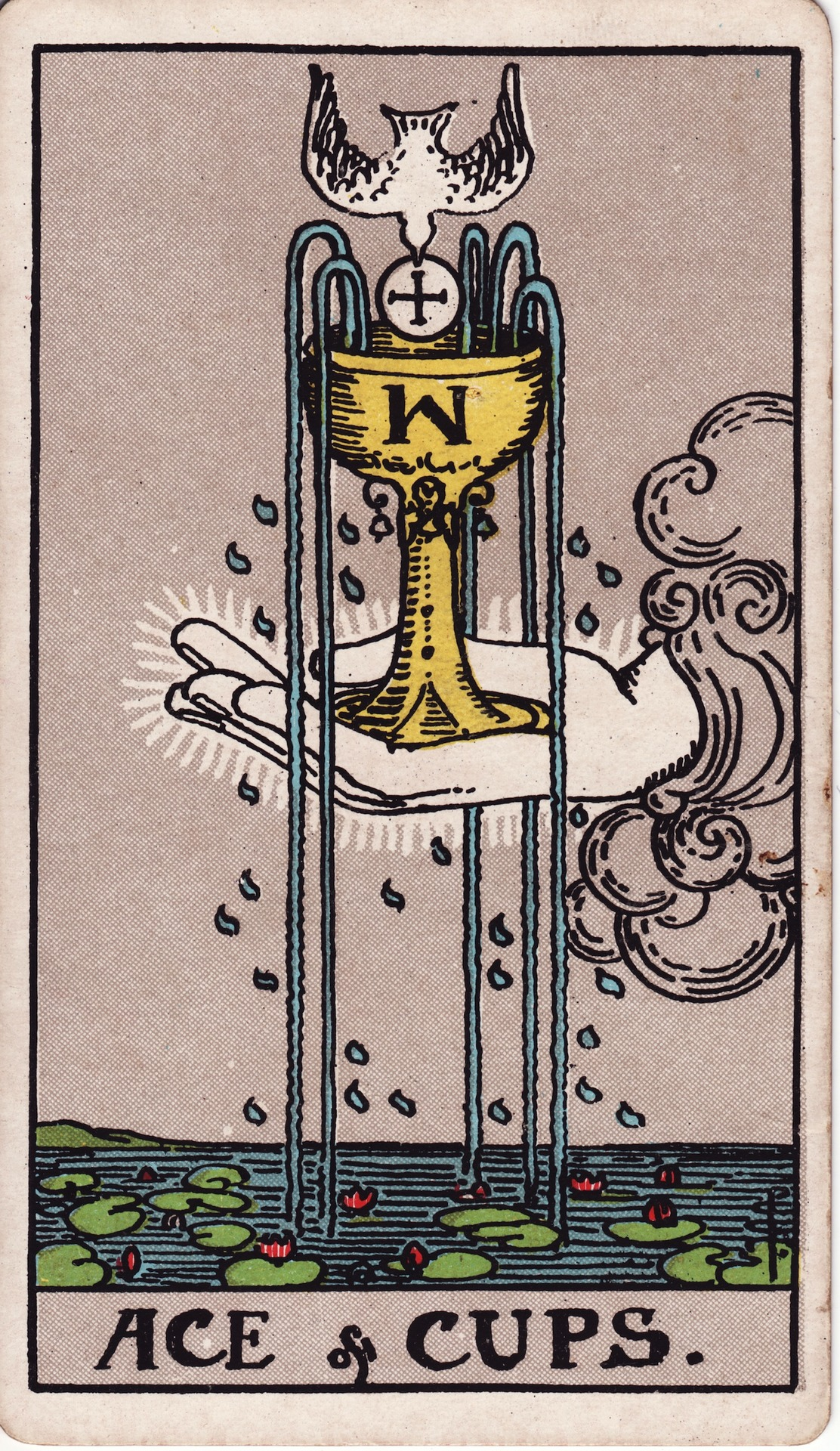
As de Coupes
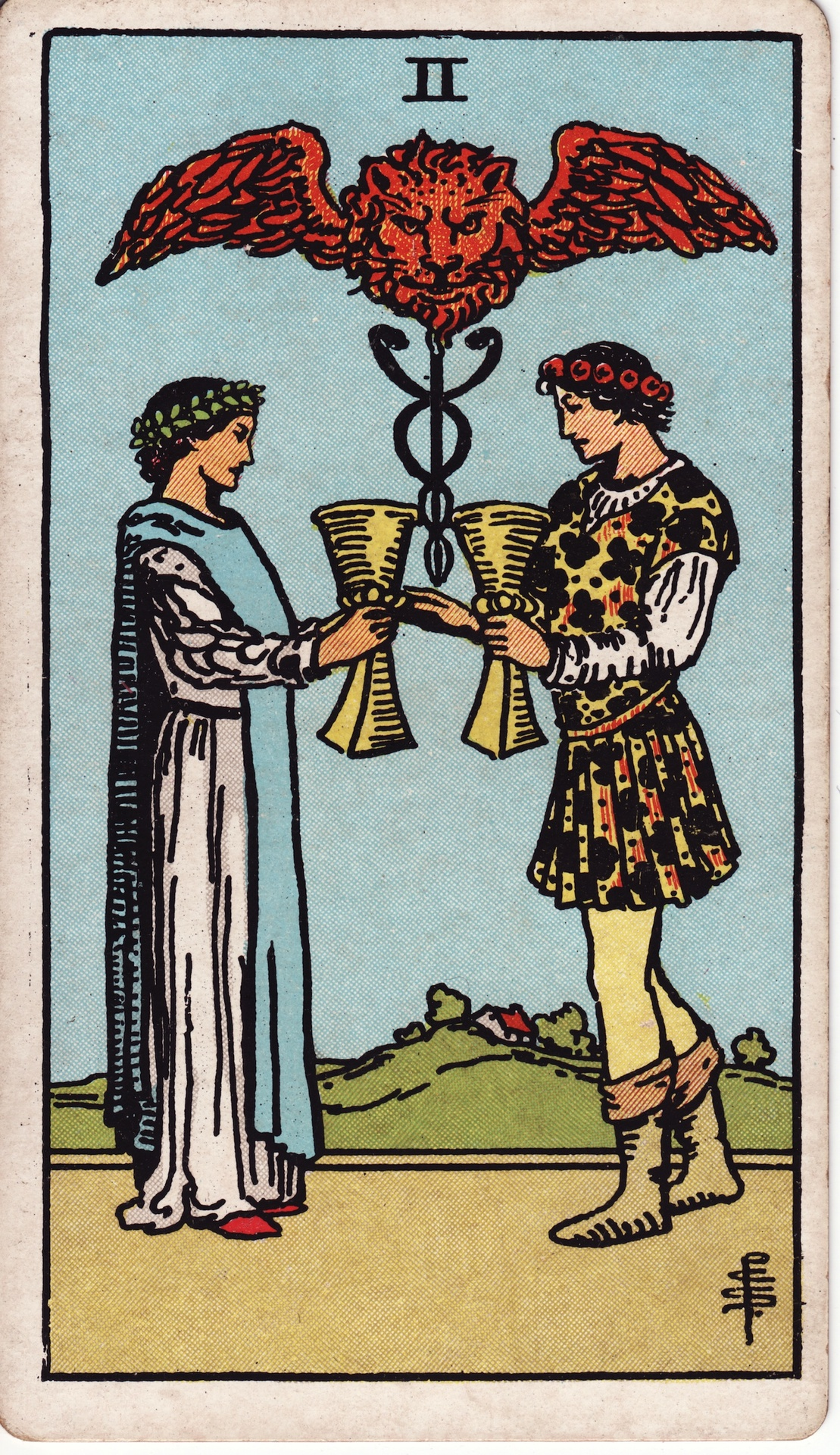
Deux de Coupes
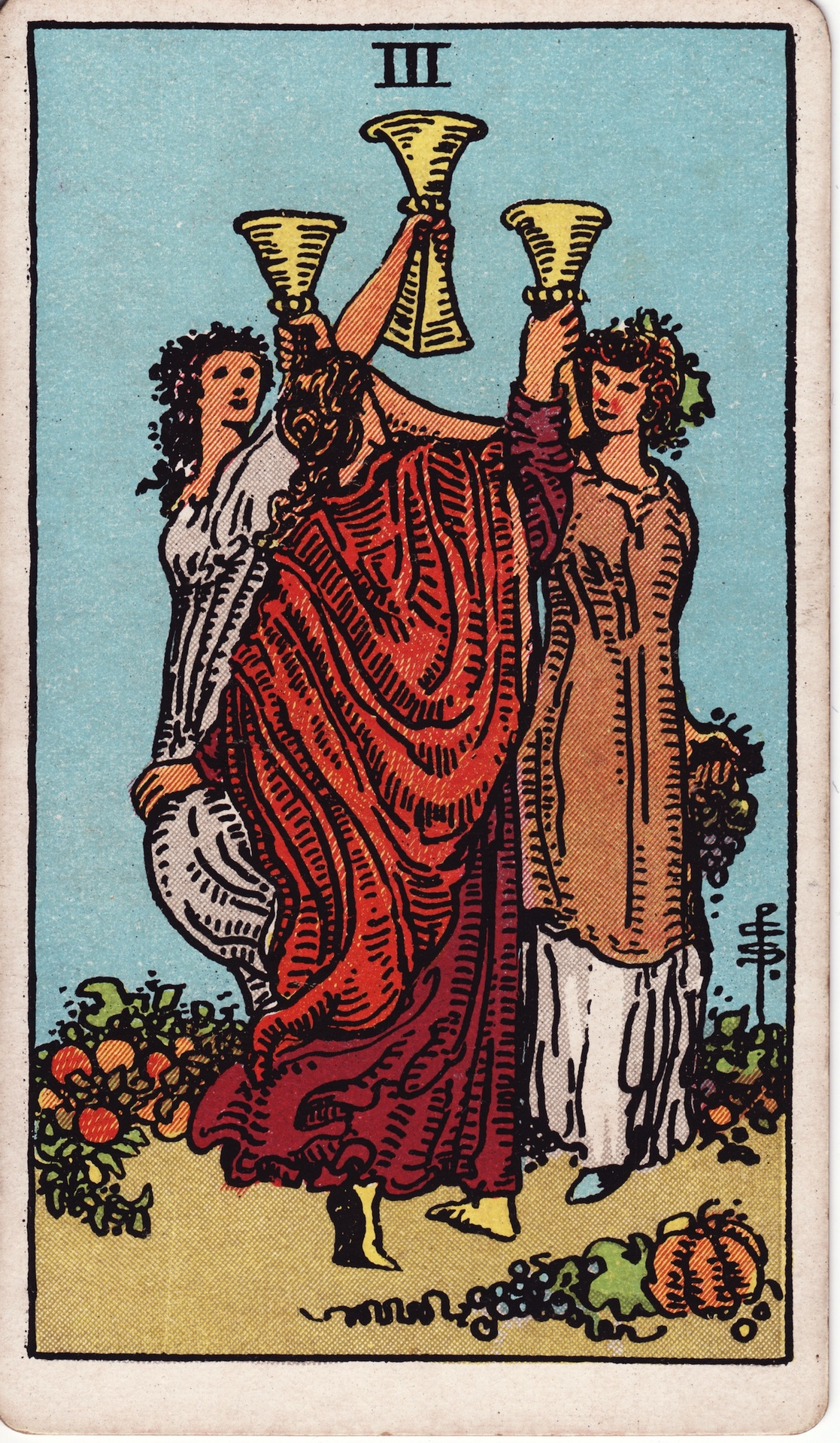
Trois de Coupes
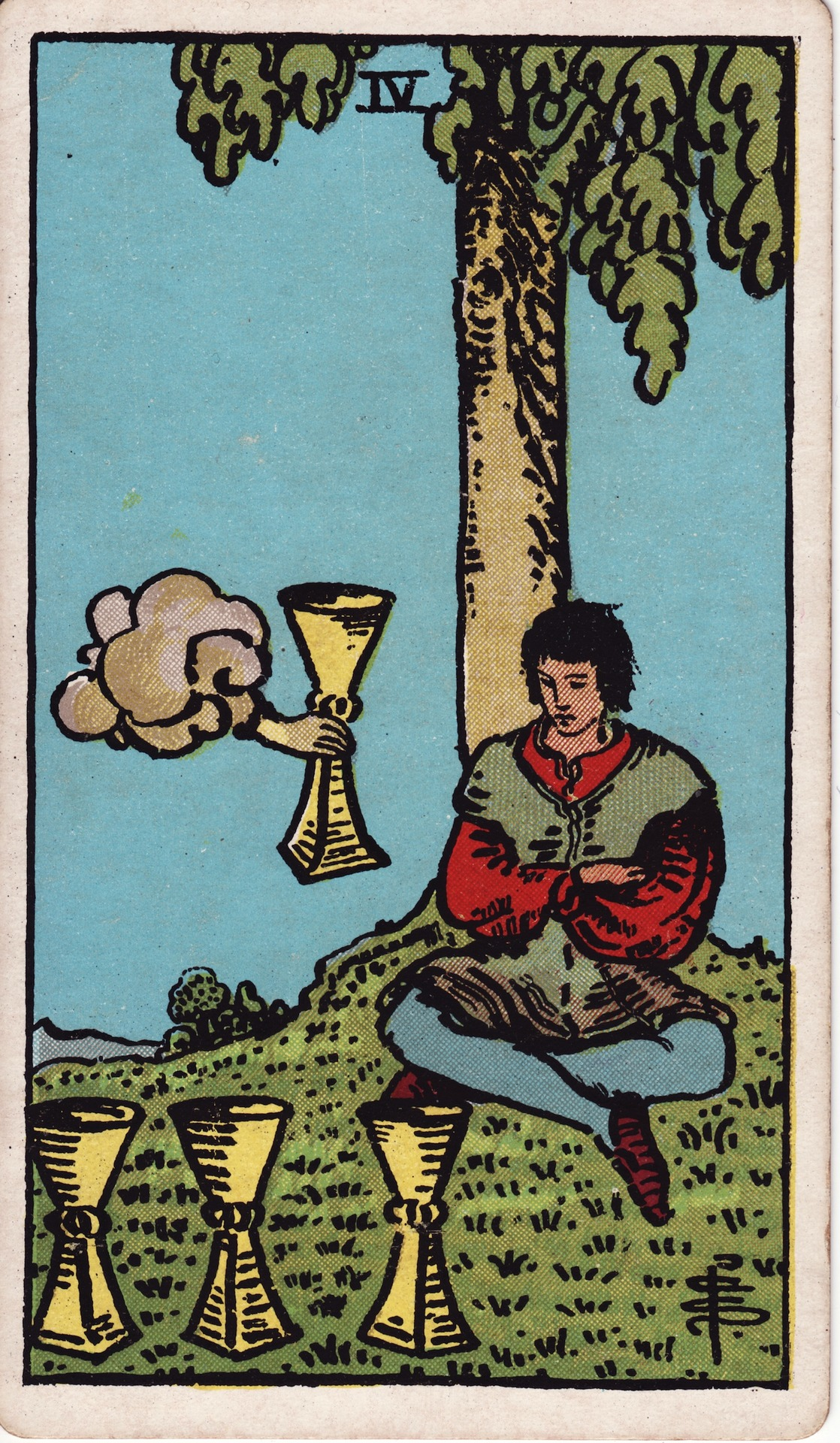
Quatre de Coupes
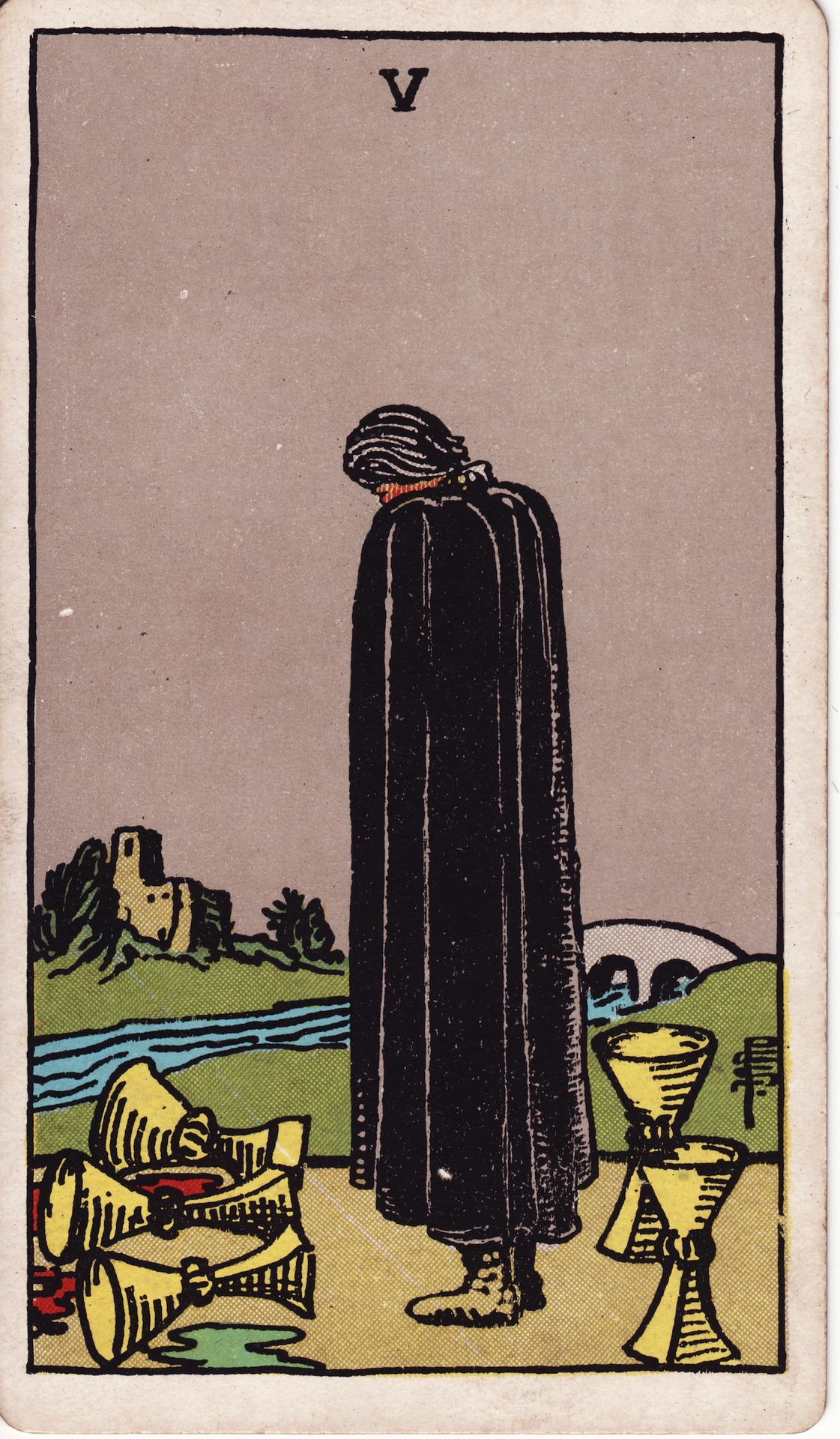
Cinq de Coupes
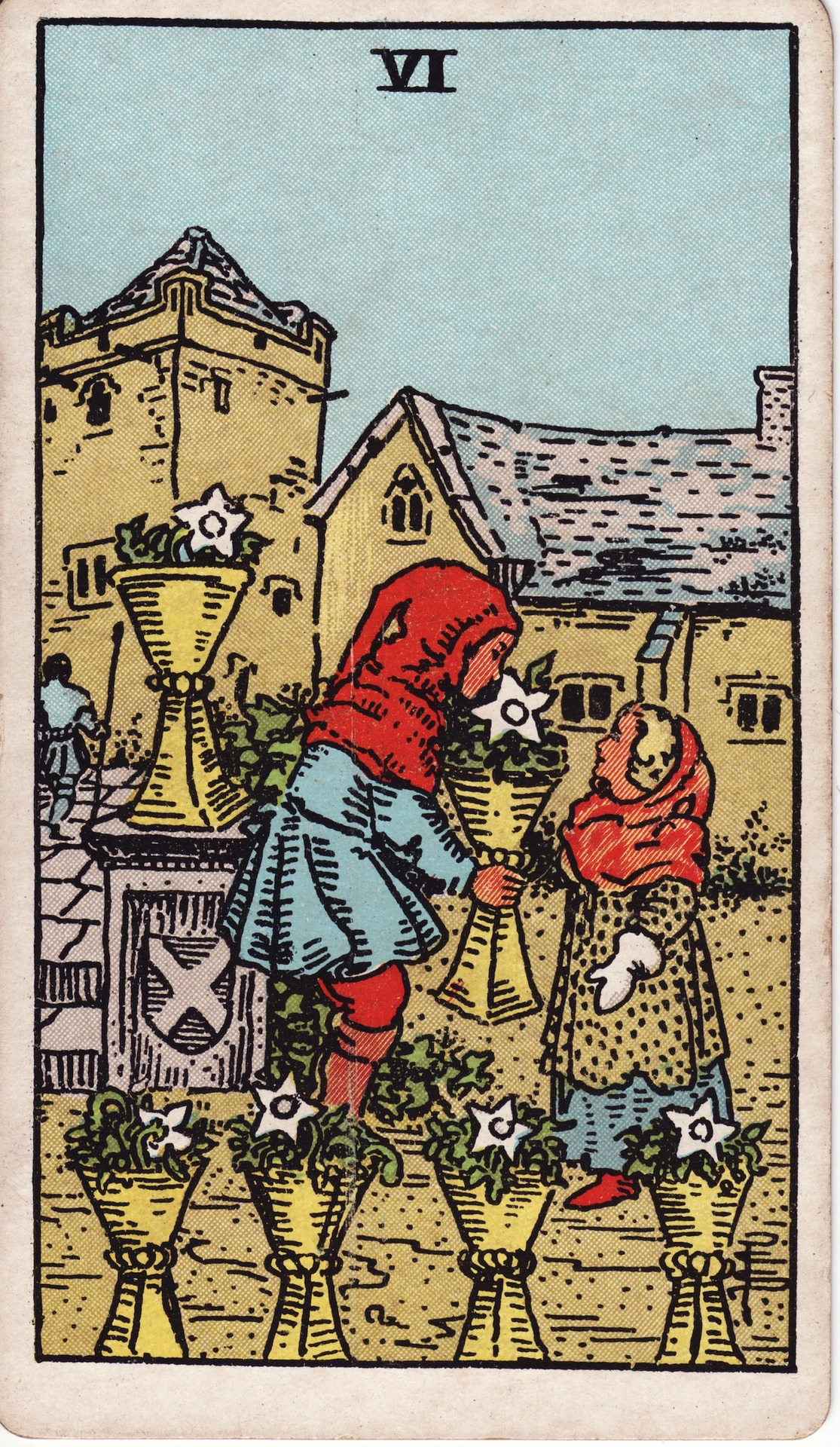
Six de Coupes
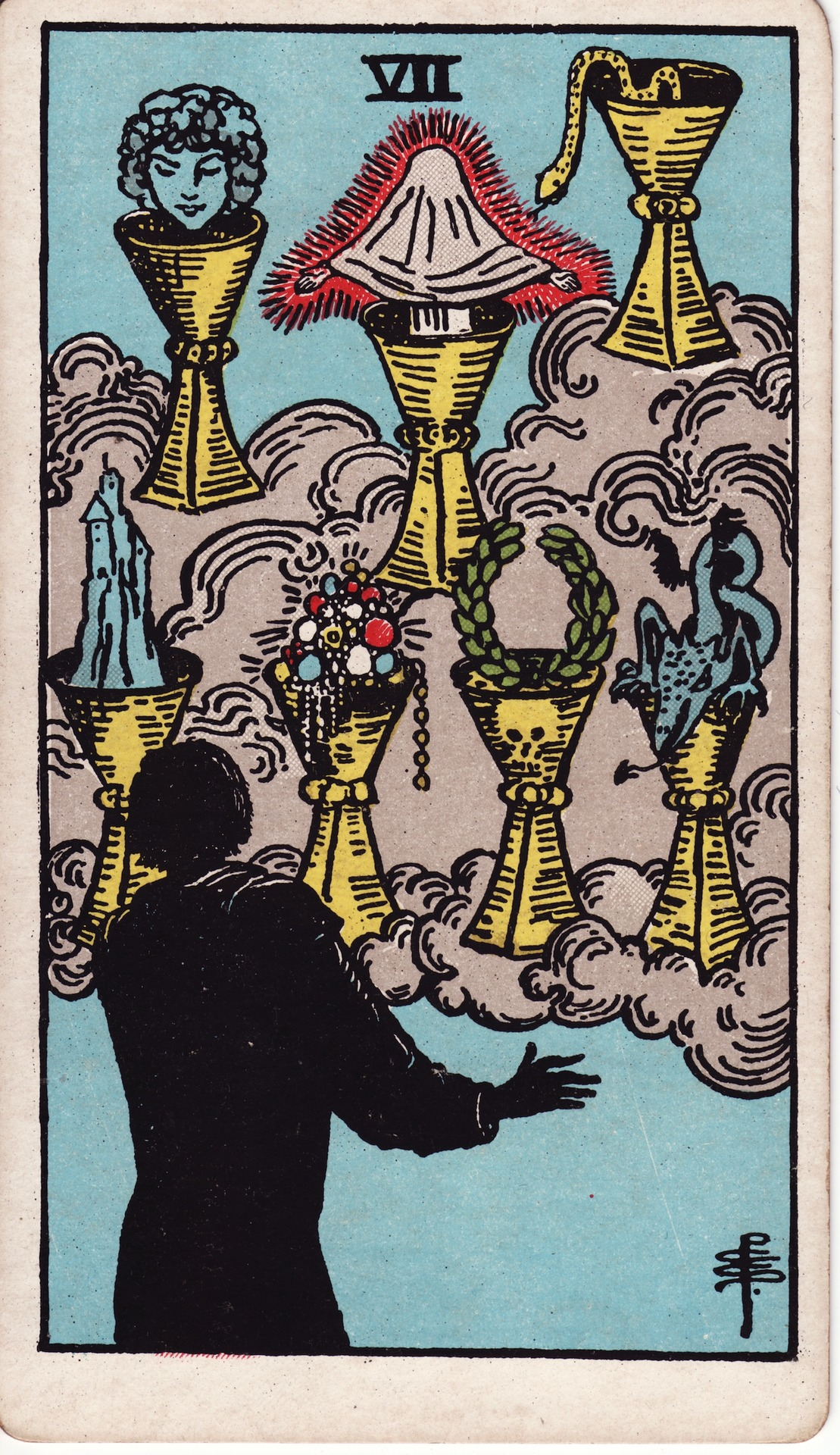
Sept de Coupes
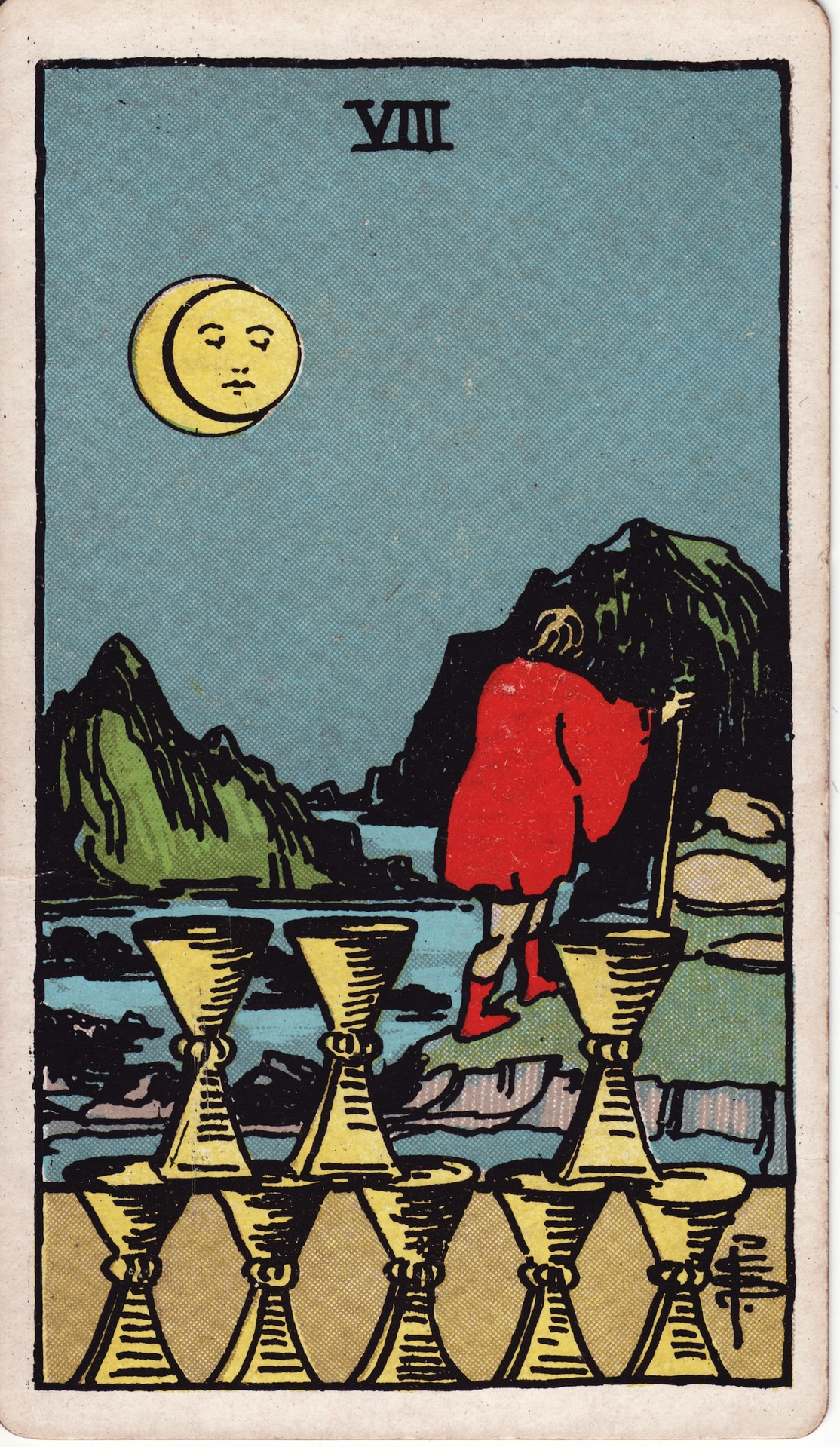
Huit de Coupes
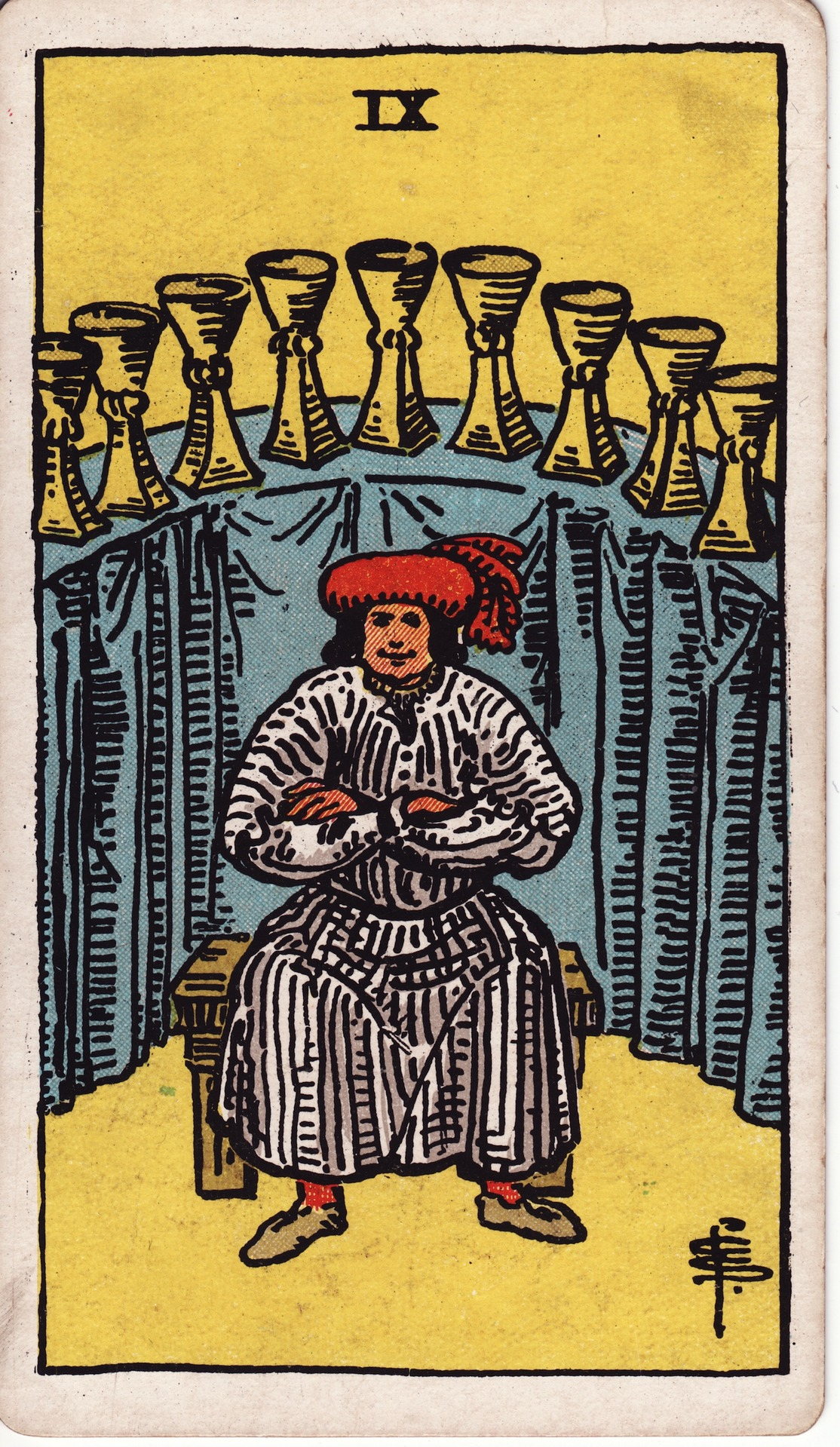
Neuf de Coupes
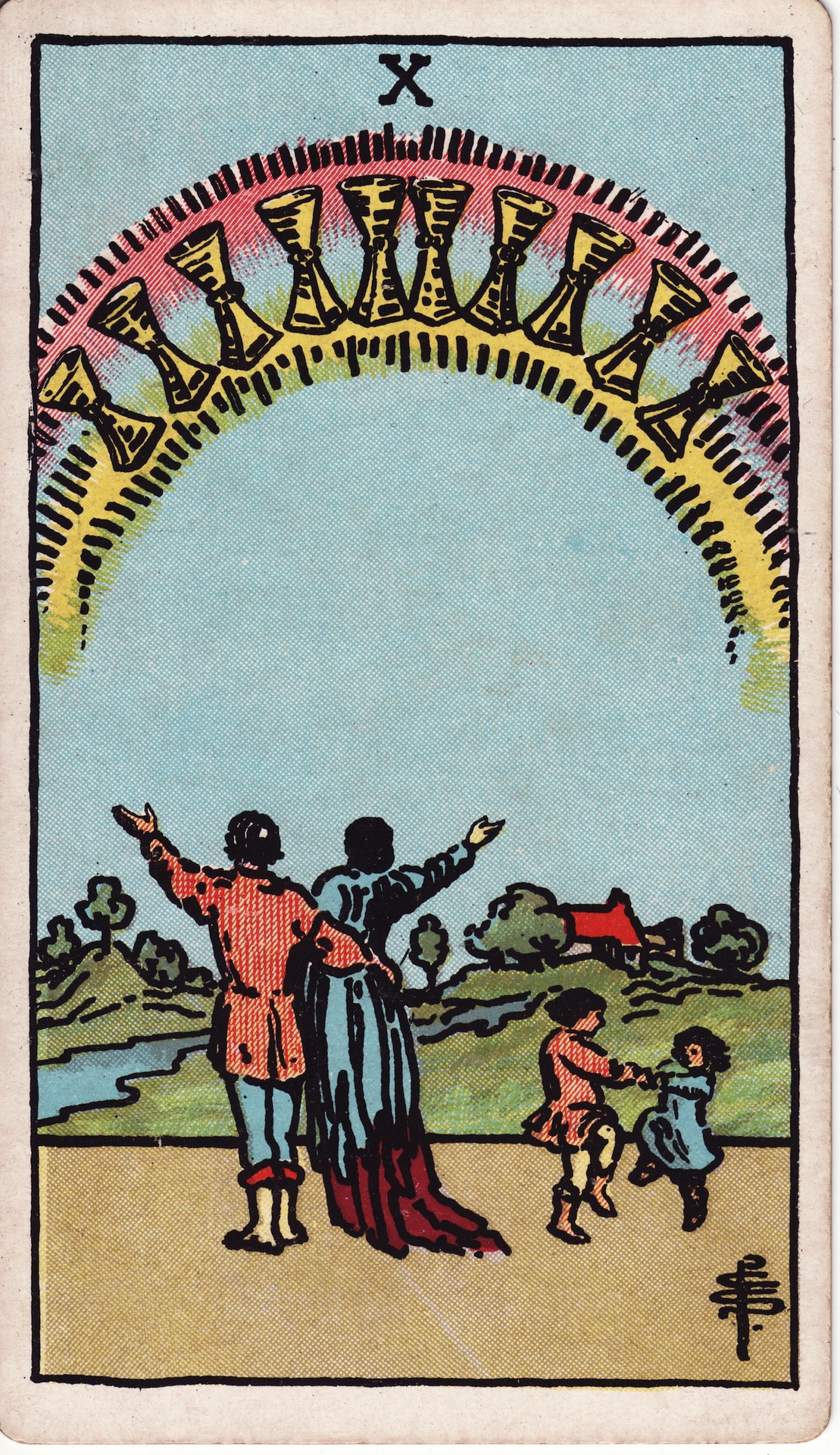
Dix de Coupes
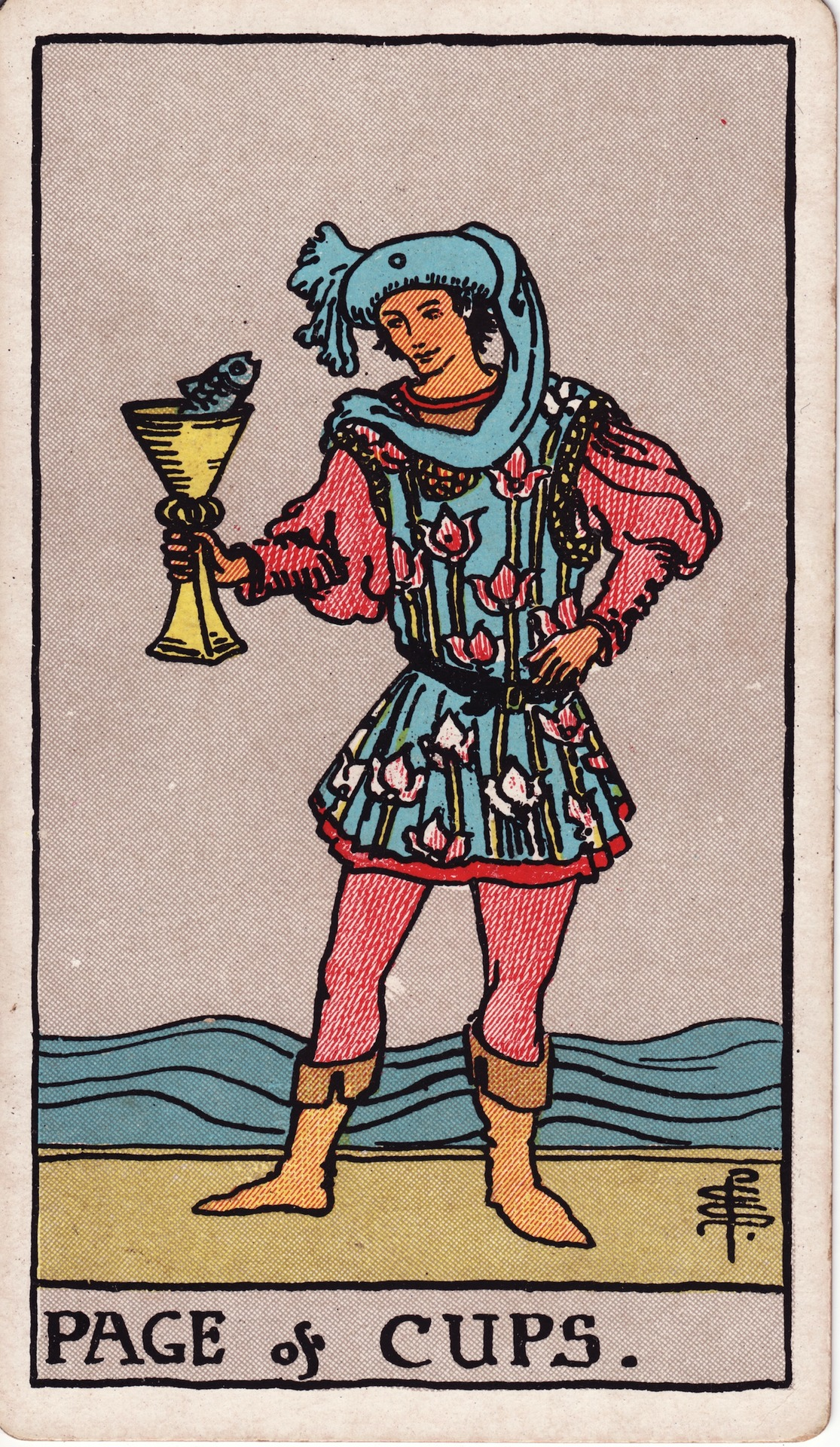
Valet de Coupes
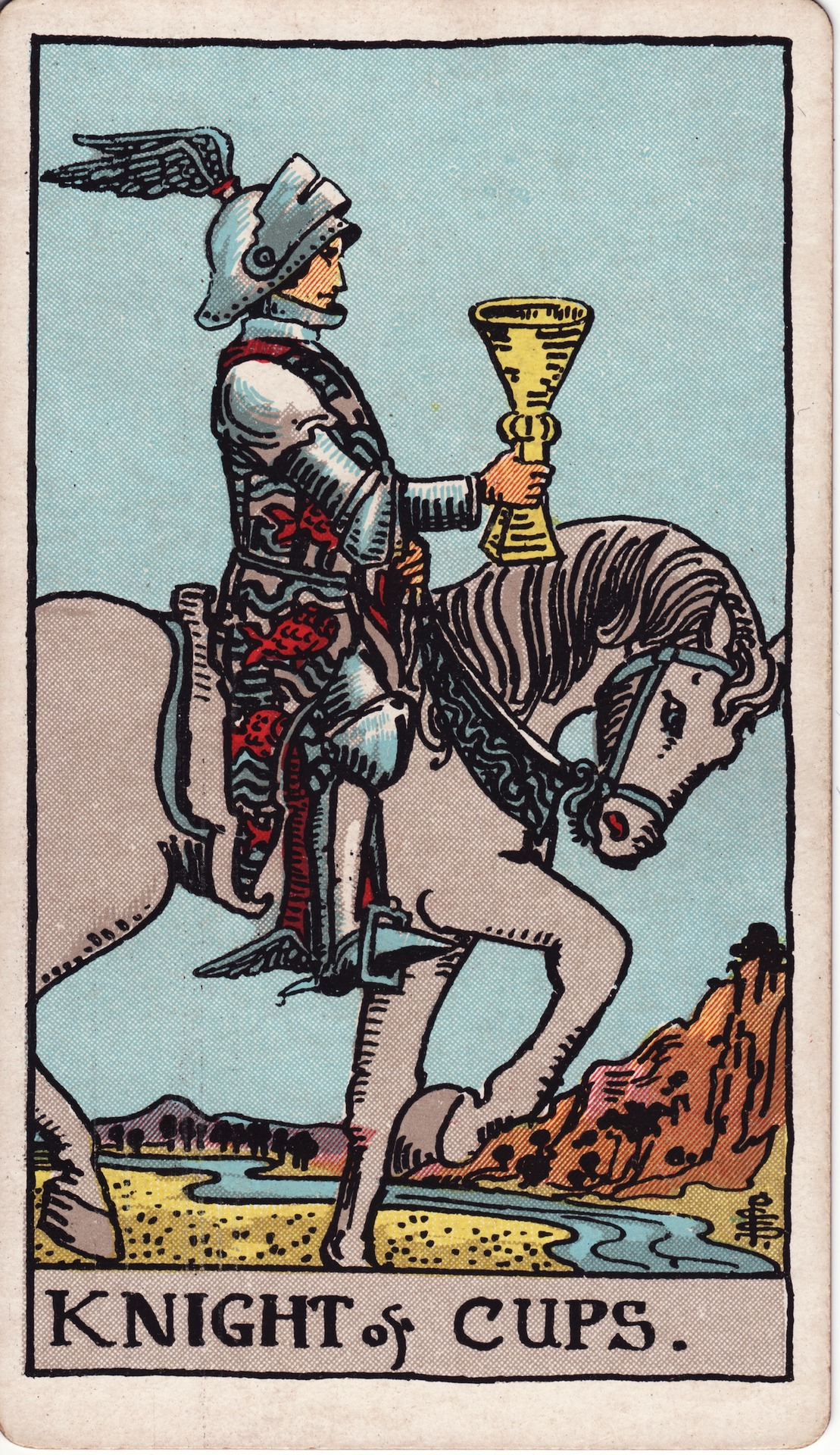
Cavalier de Coupes
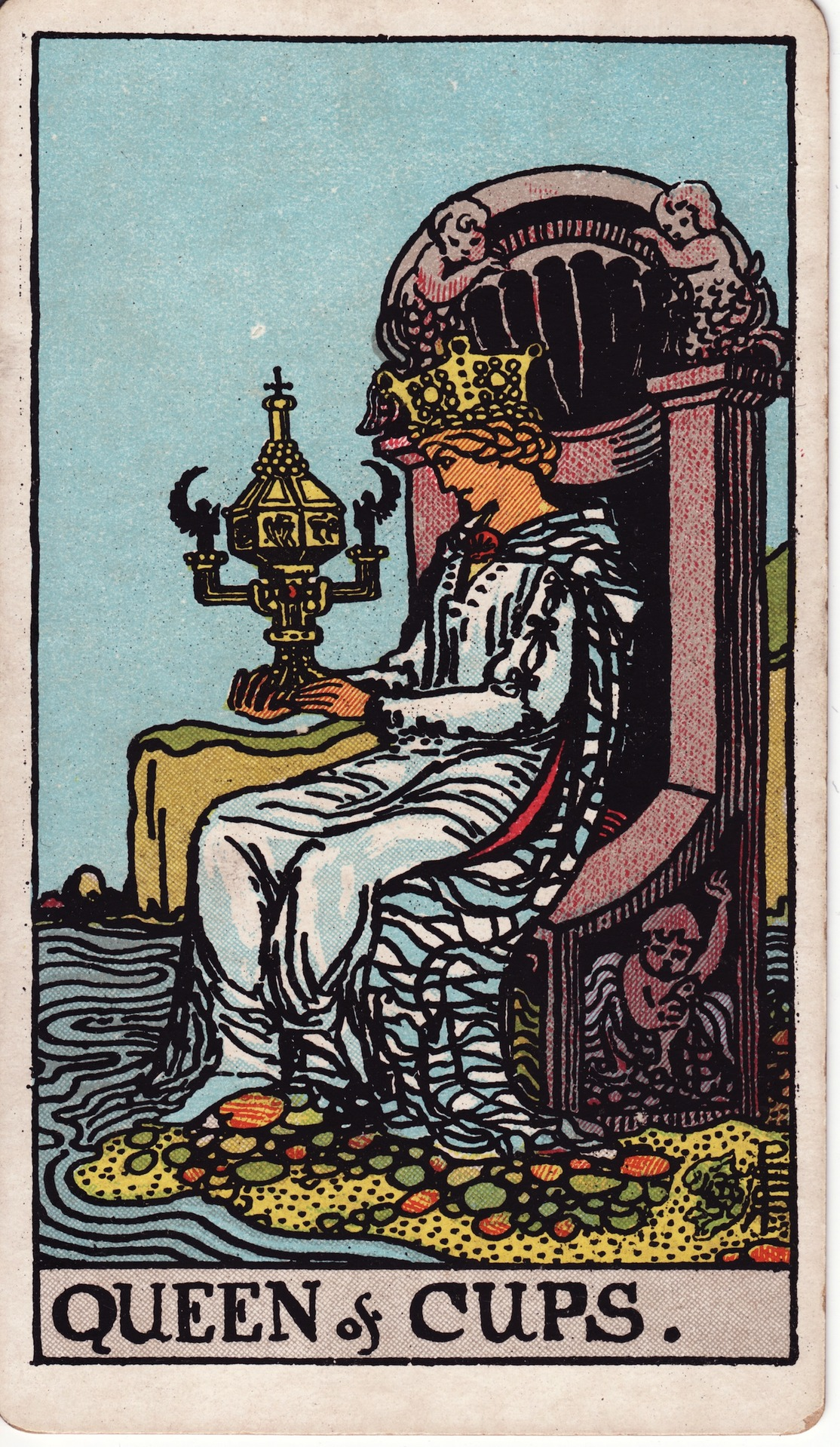
Reine de Coupes
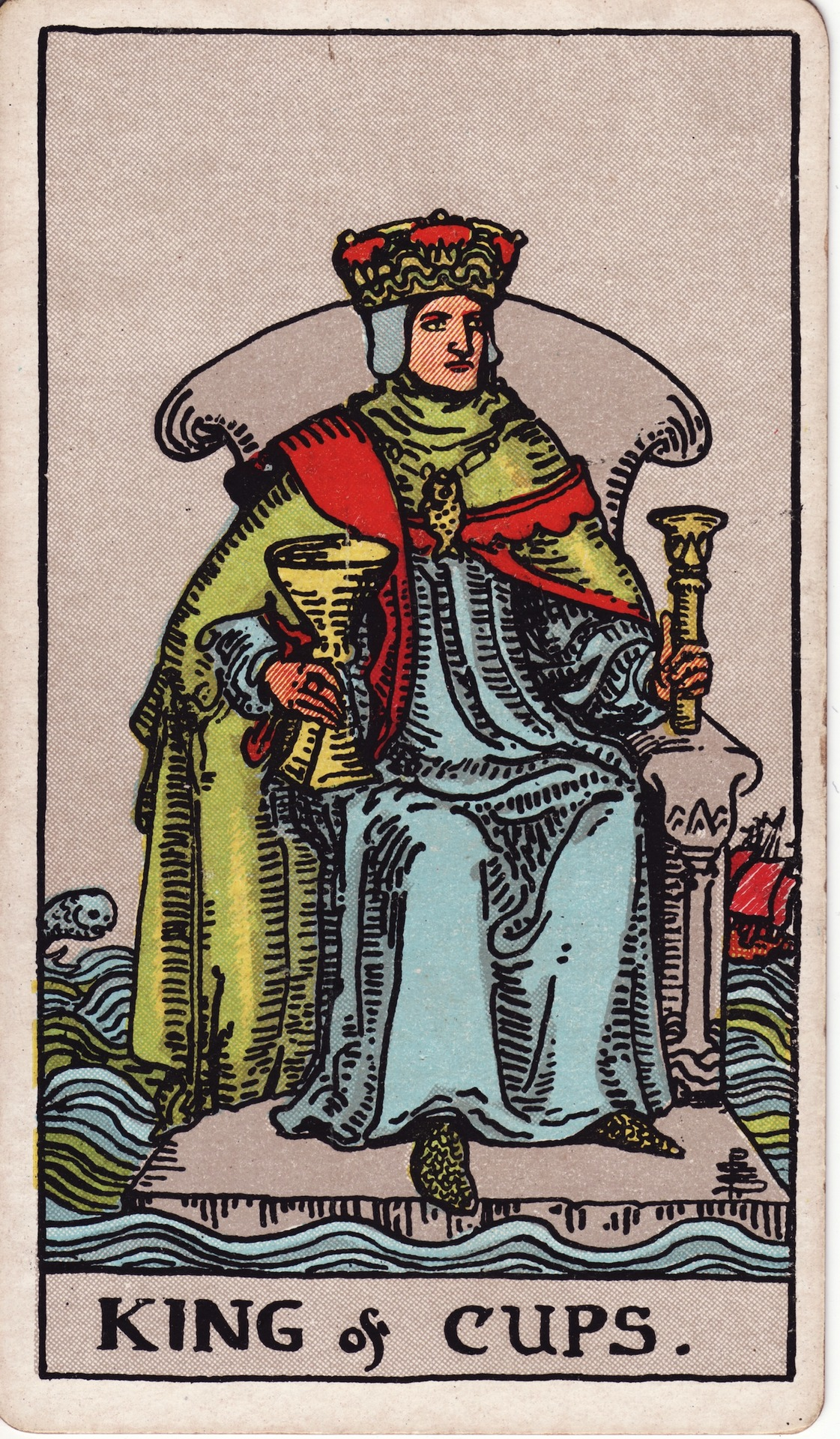
Roi de Coupes

### Les Épées
La suite des épées correspond aux piques des cartes à jouer modernes :

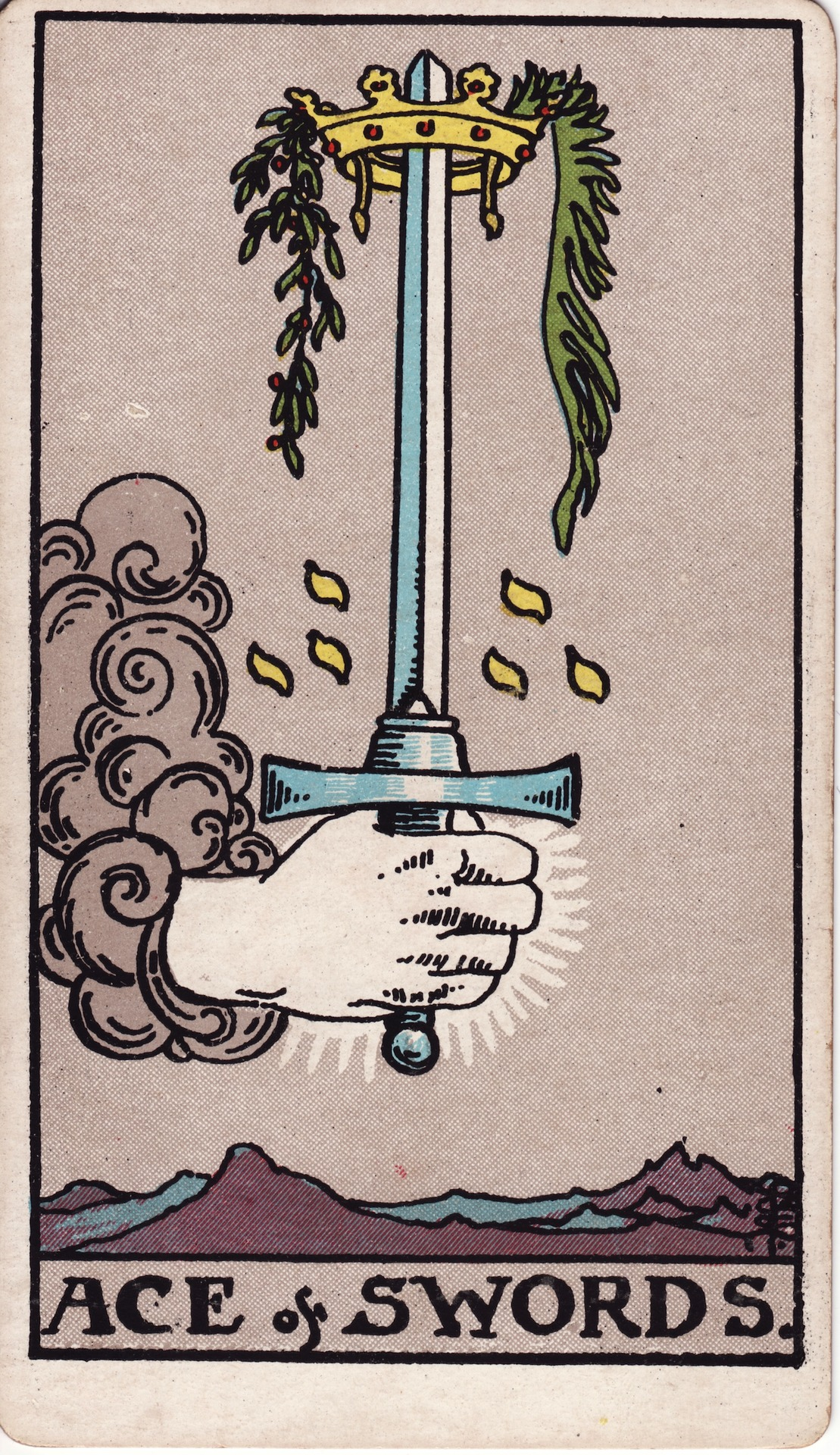
As d'Épées
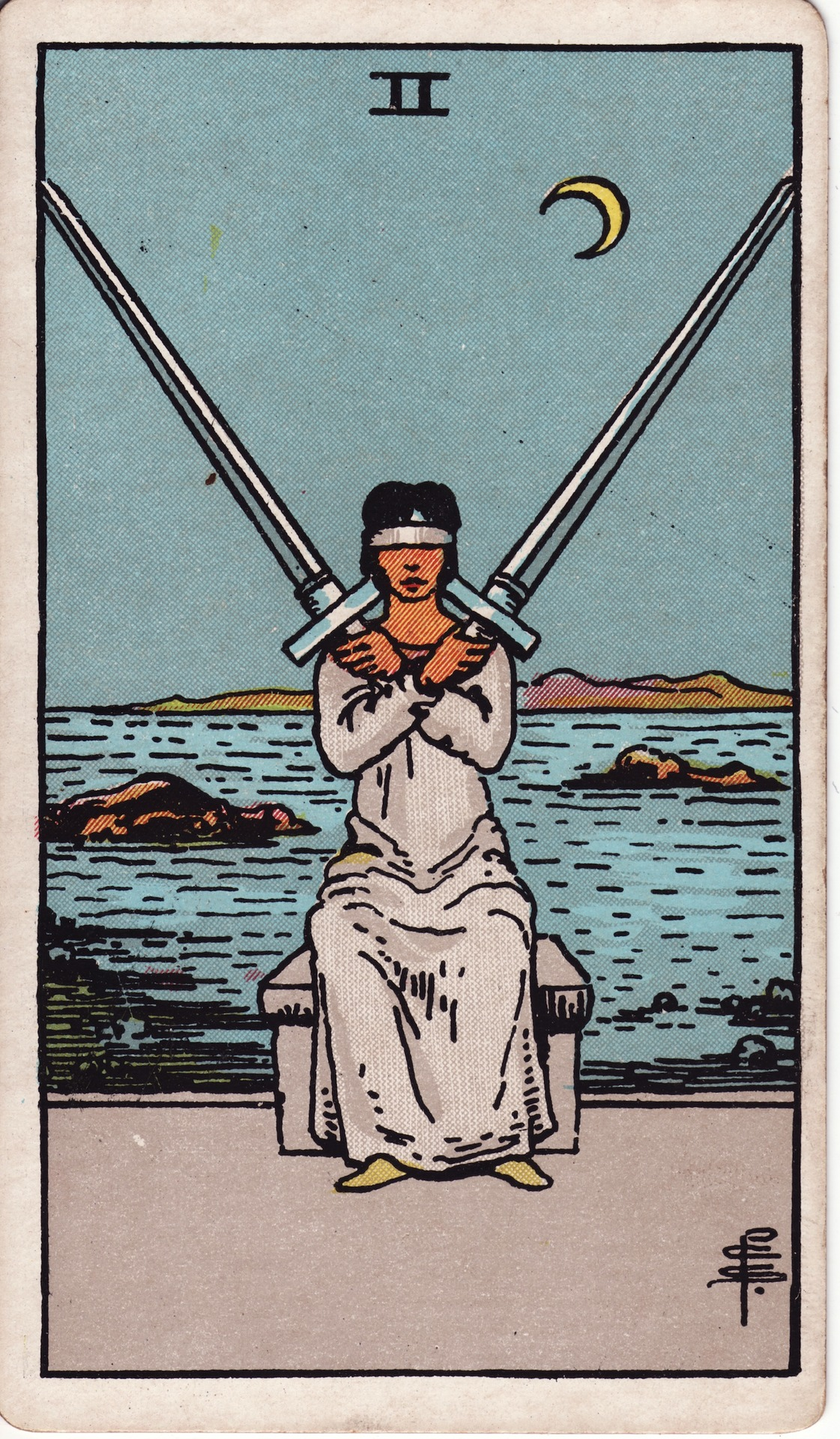
Deux d'Épées
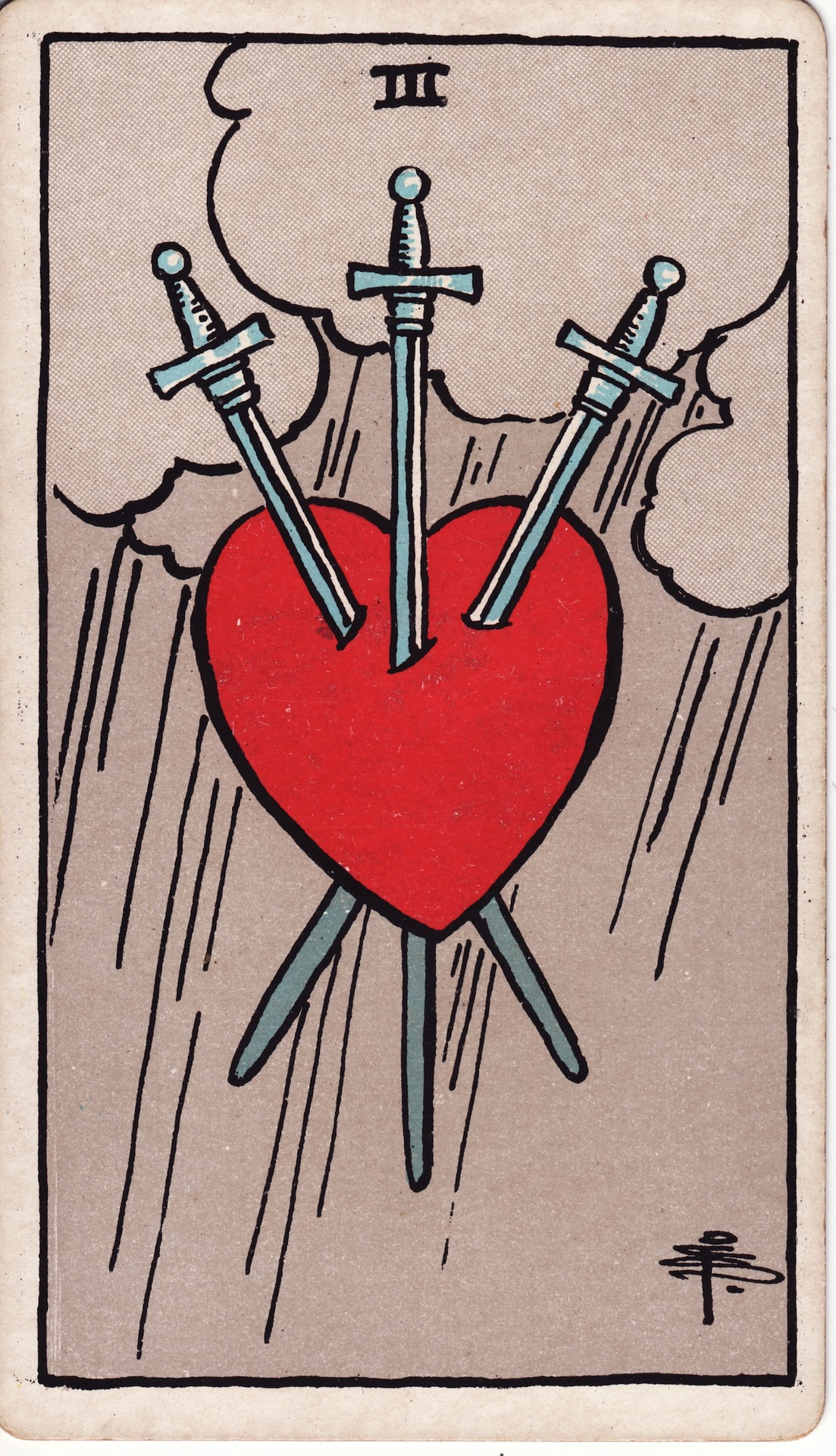
Trois d'Épées
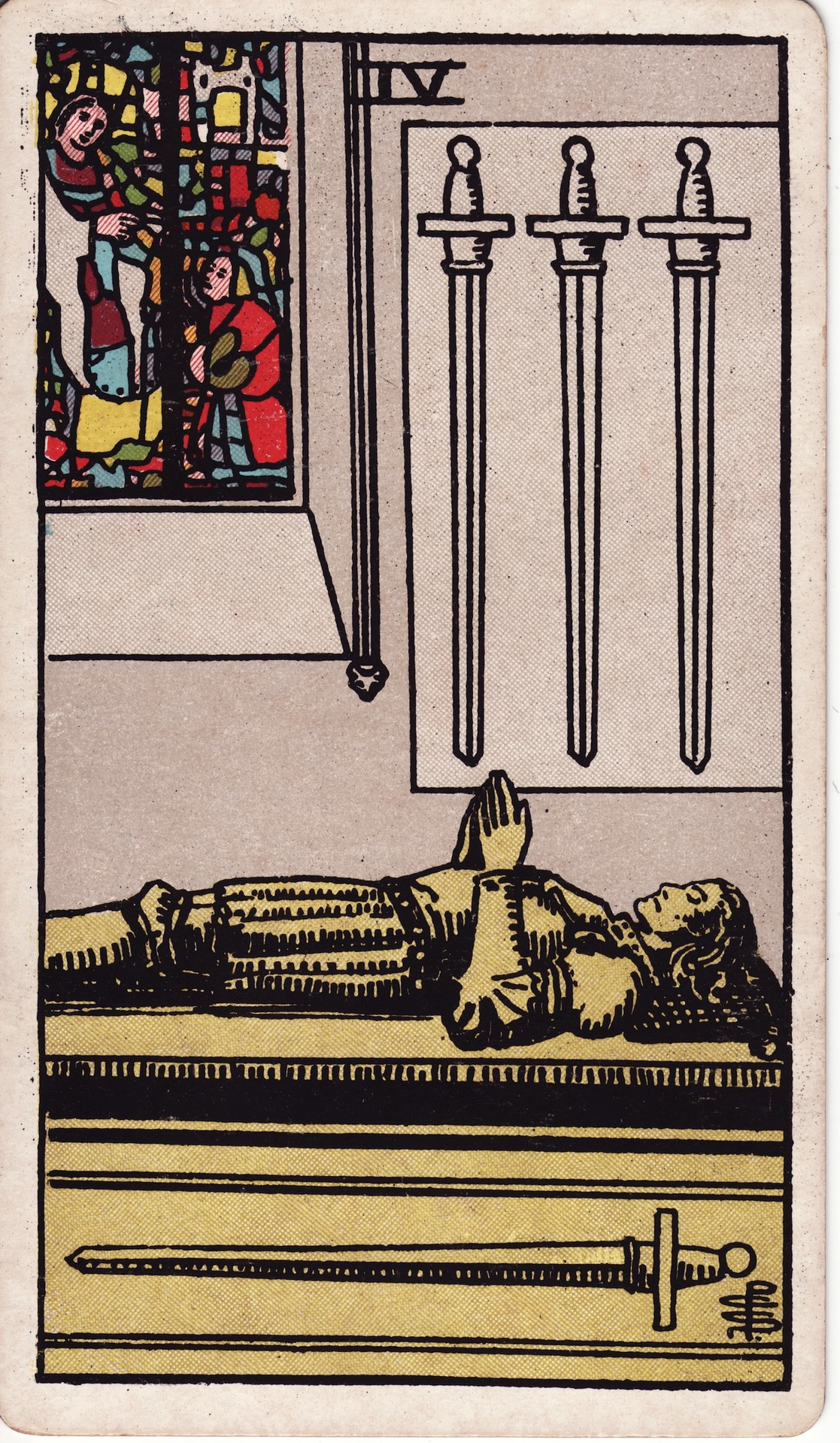
Quatre d'Épées
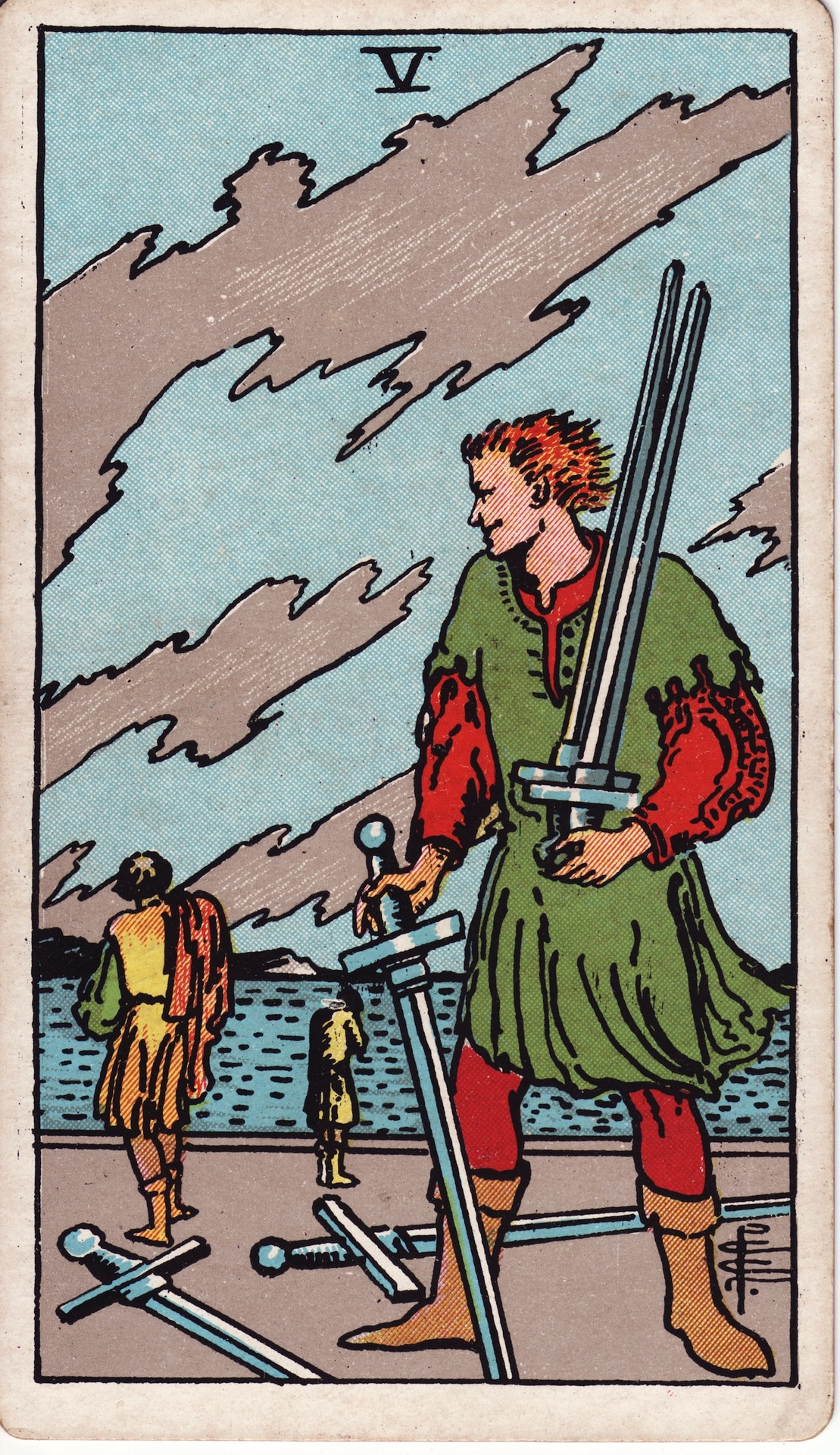
Cinq d'Épées
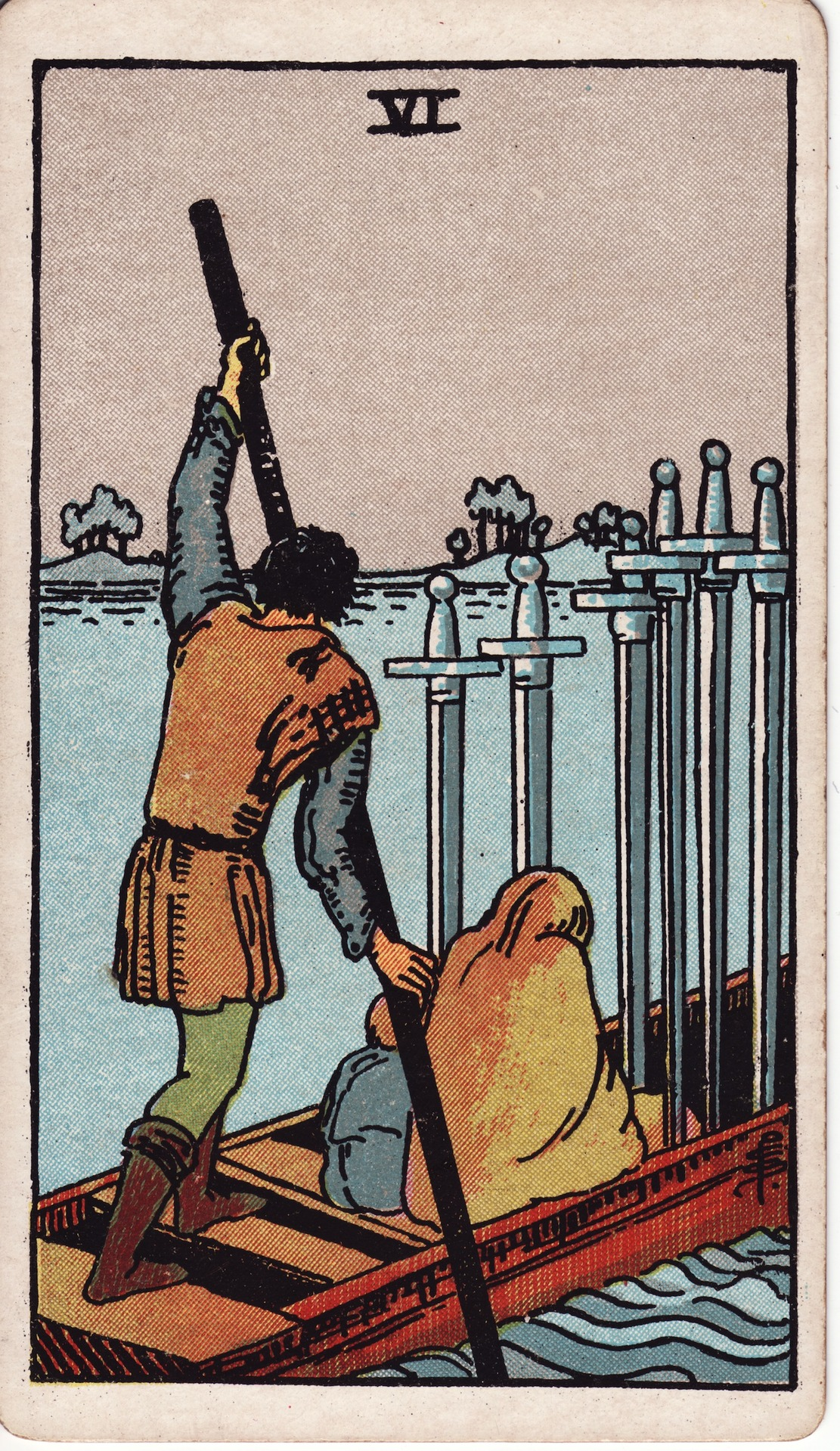
Six d'Épées
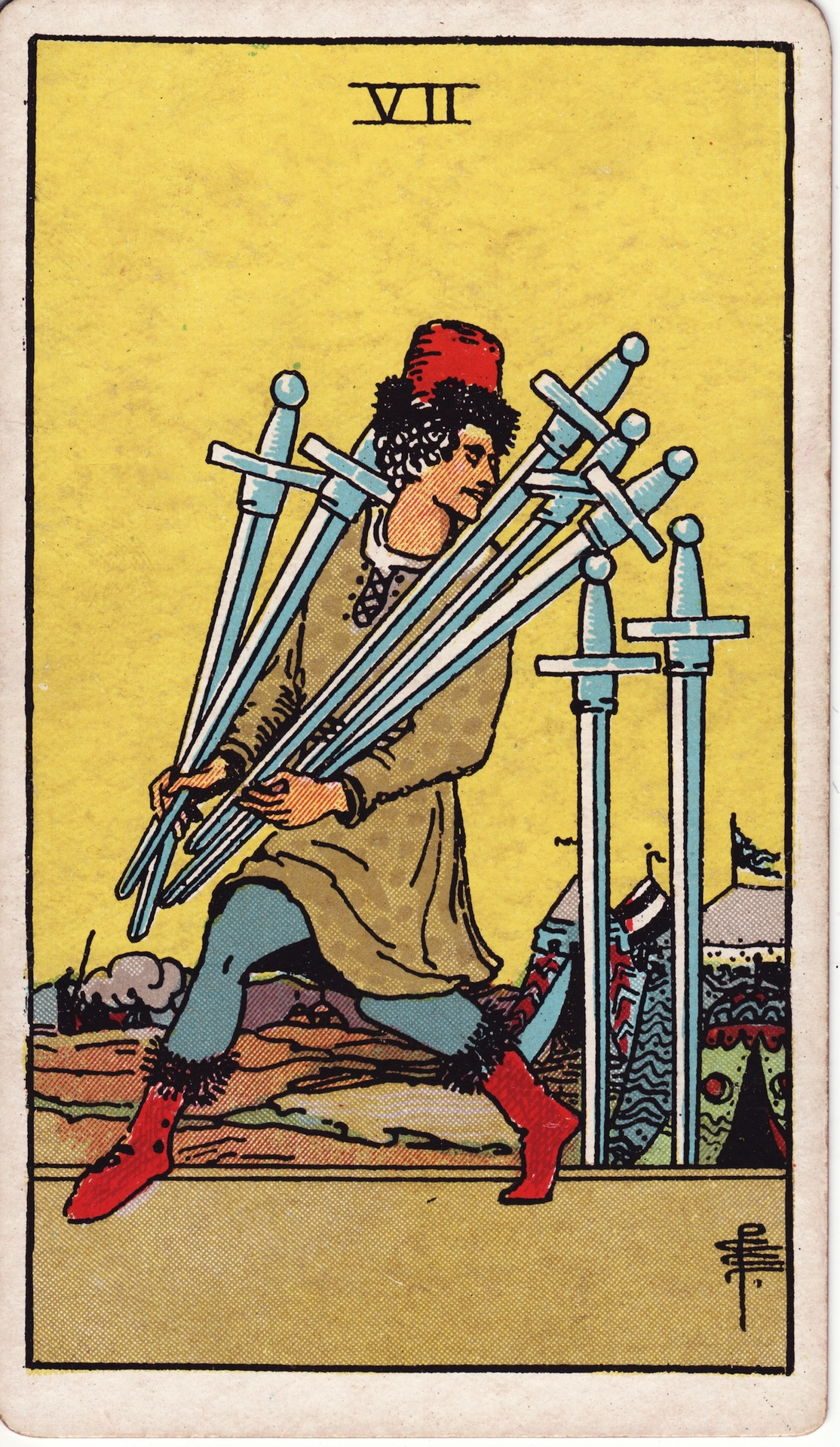
Sept d'Épées
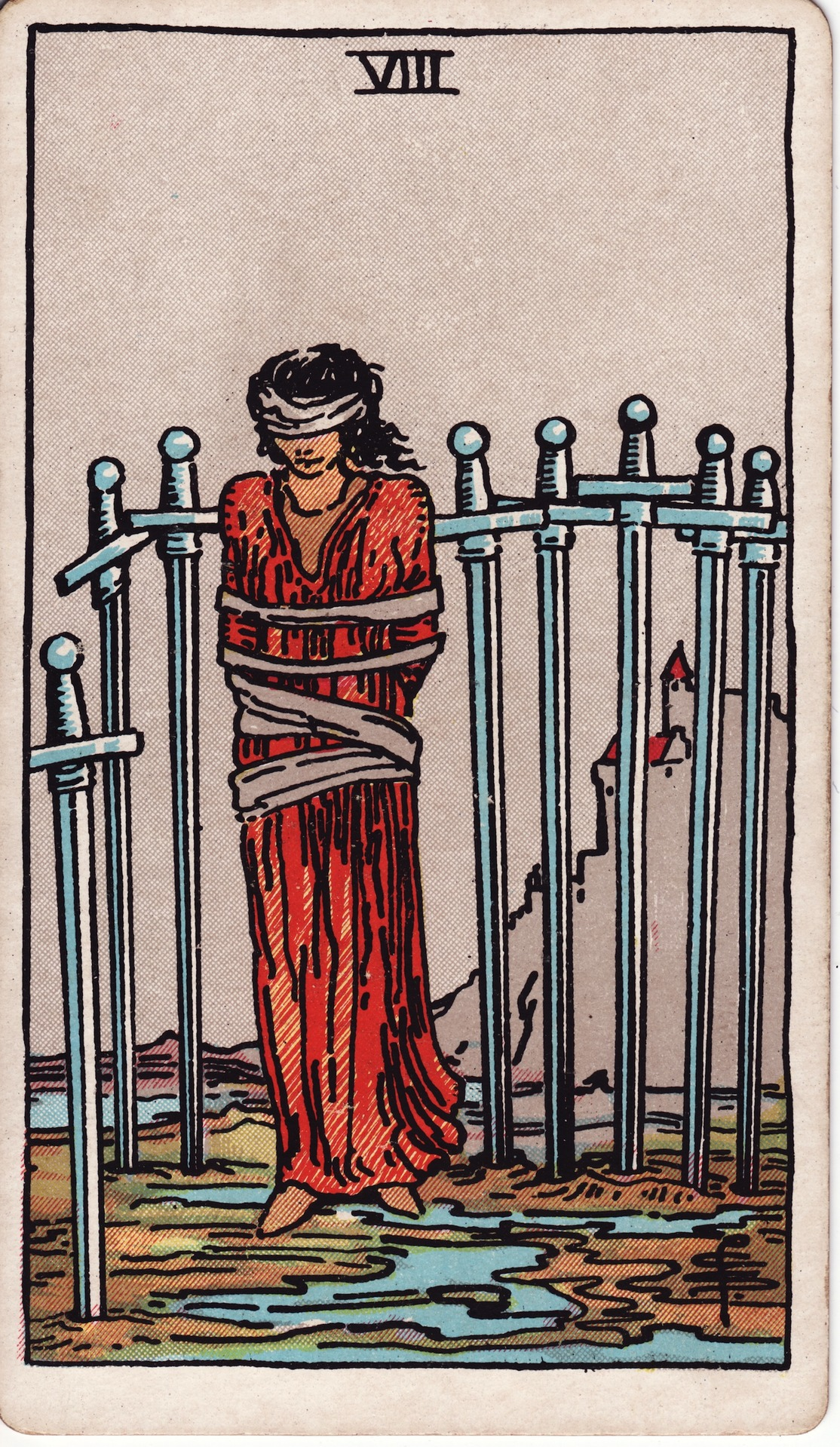
Huit d'Épées
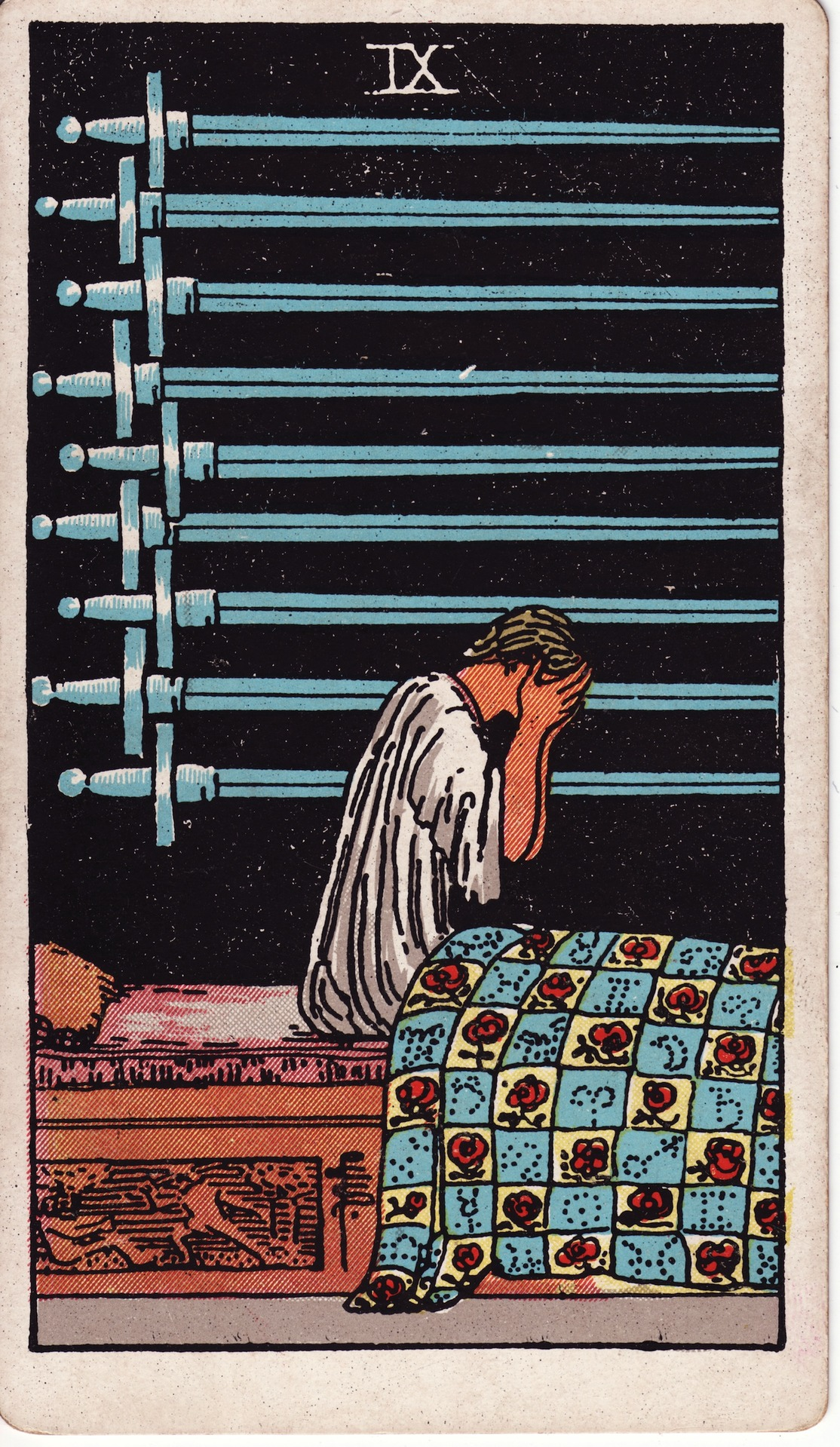
Neuf d'Épées
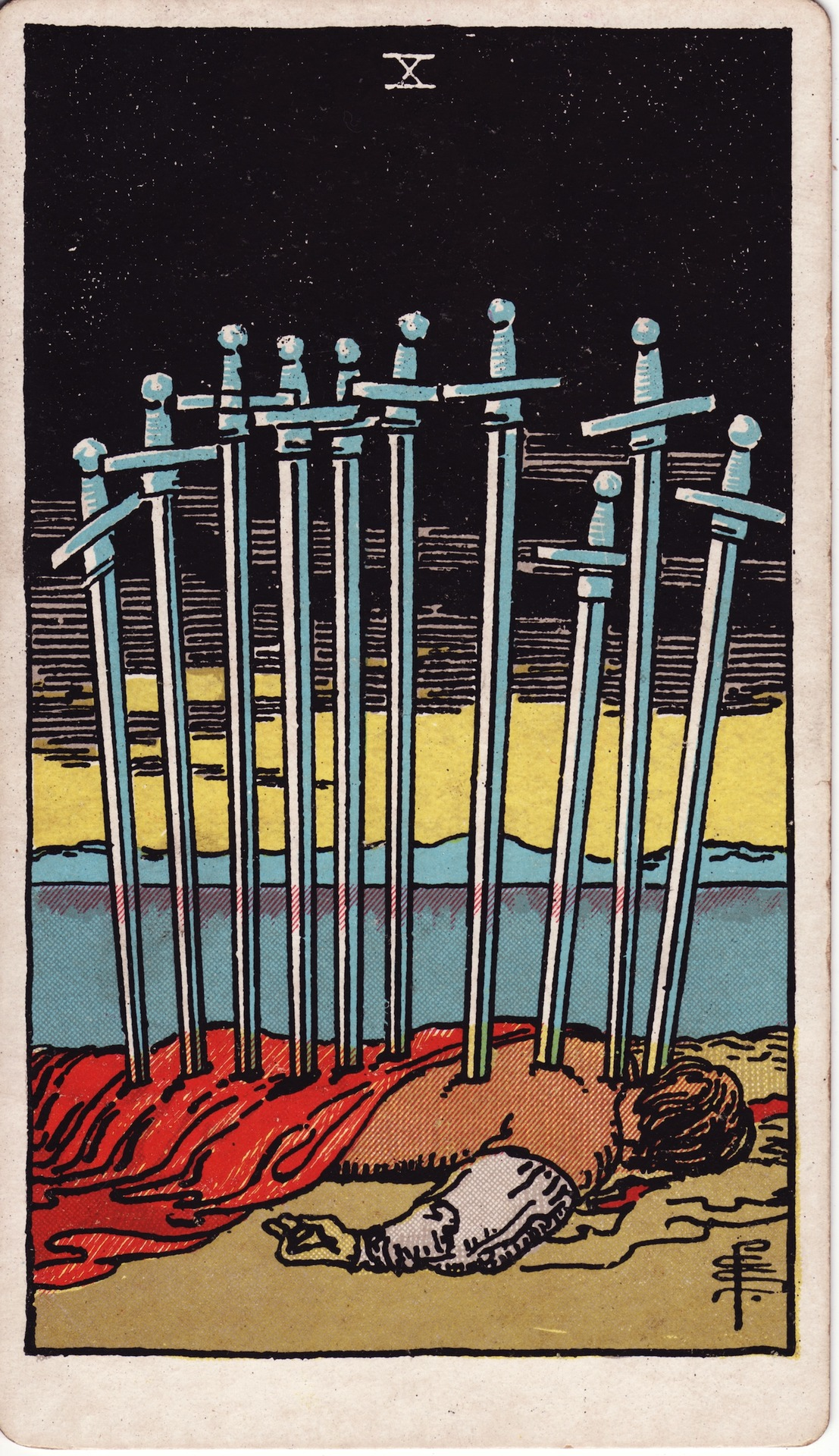
Dix d'Épées
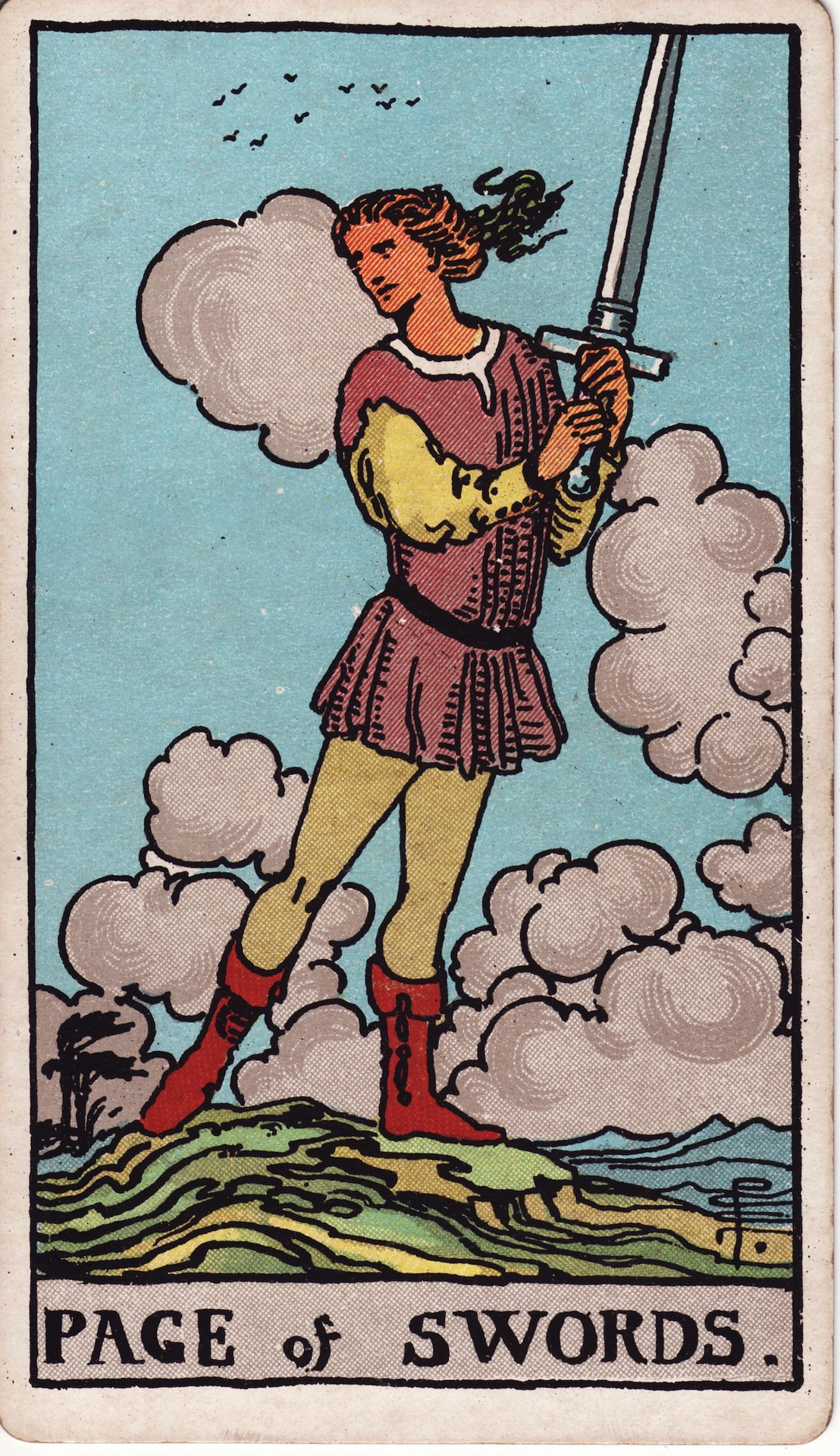
Valet d'Épées
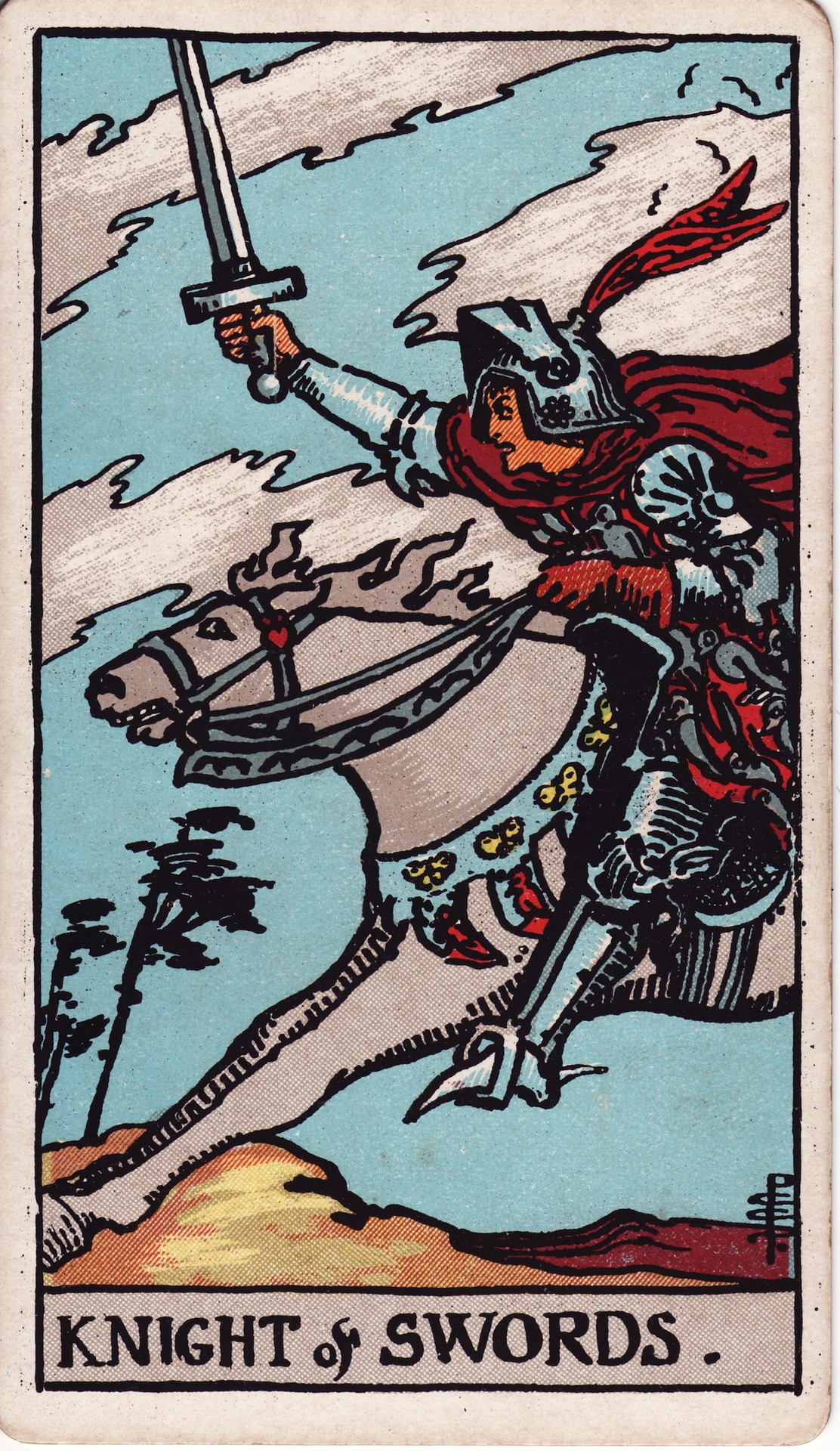
Cavalier d'Épées
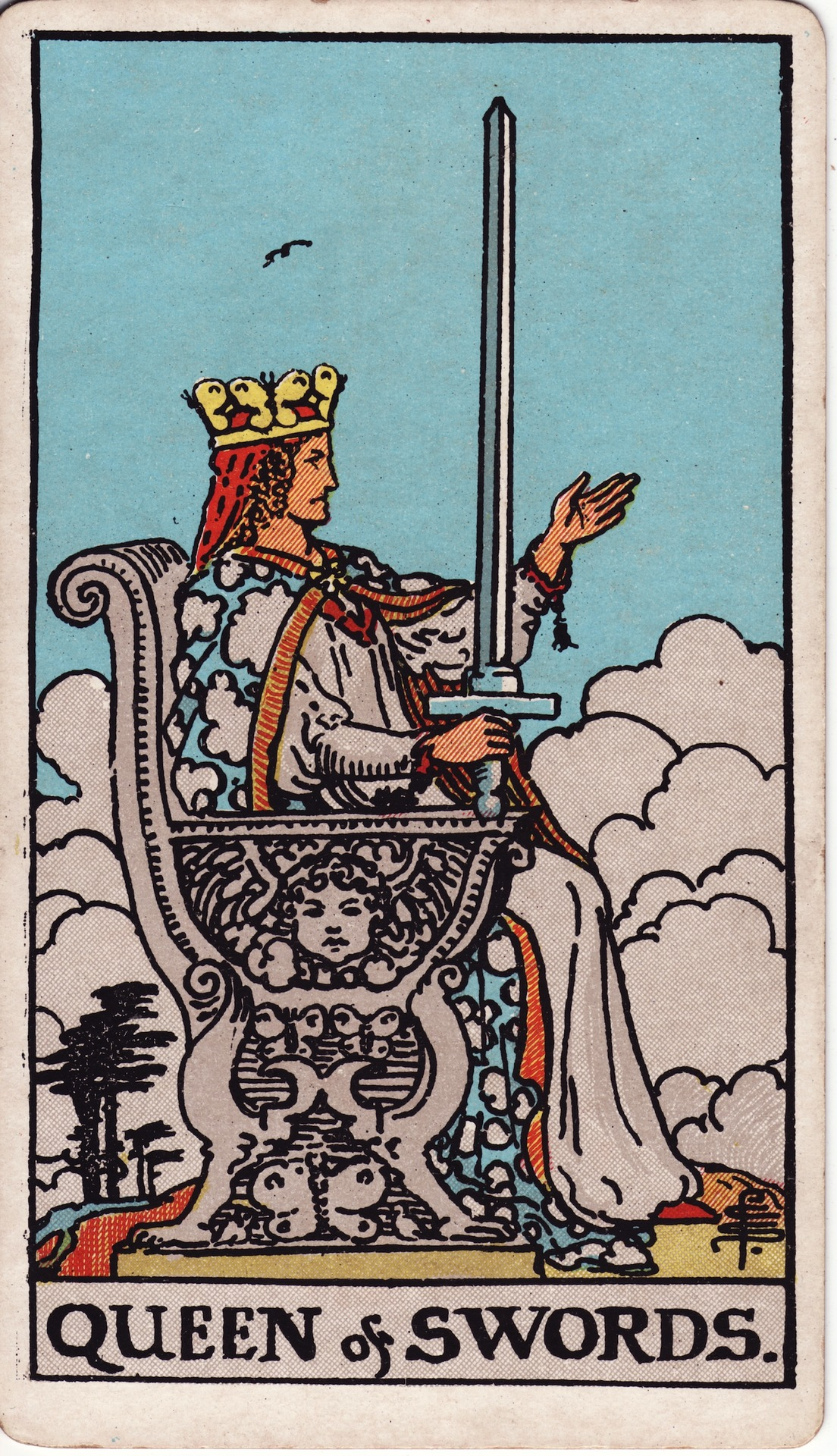
Reine d'Épées
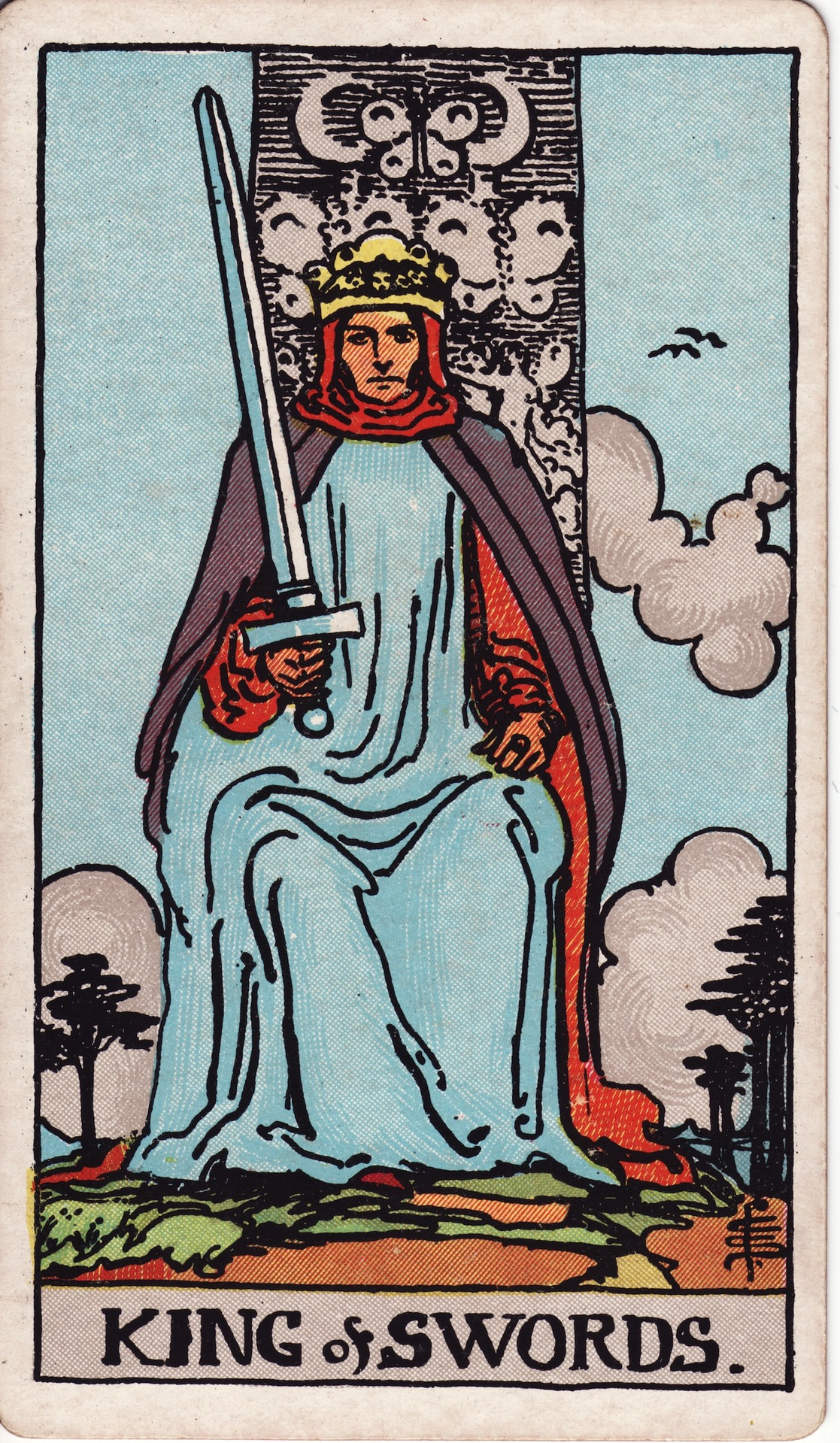
Roi d'Épées

### Les Deniers
La suite des deniers ou des pentacles, correspond aux carreaux des cartes à jouer modernes :

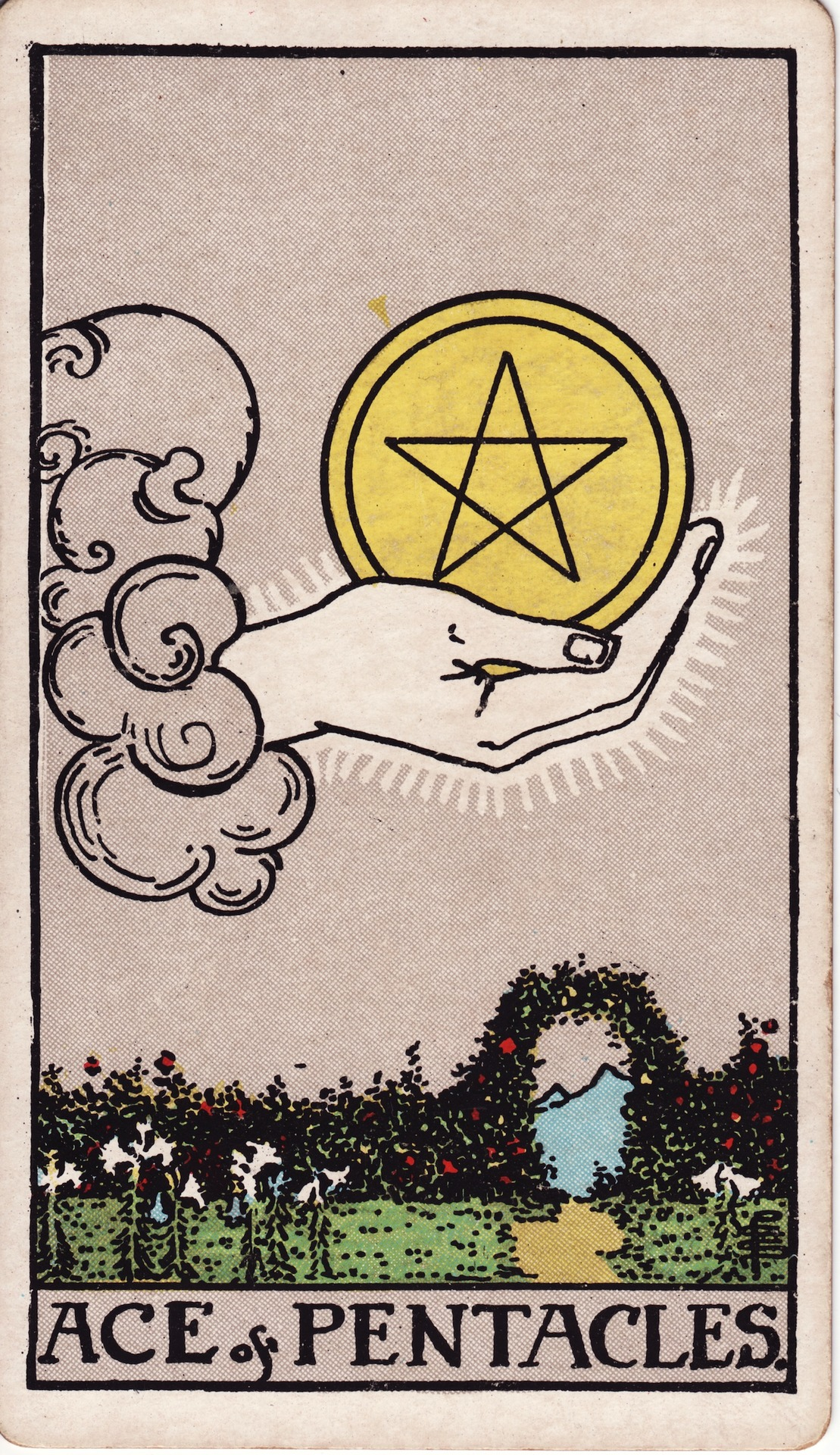
As de Deniers
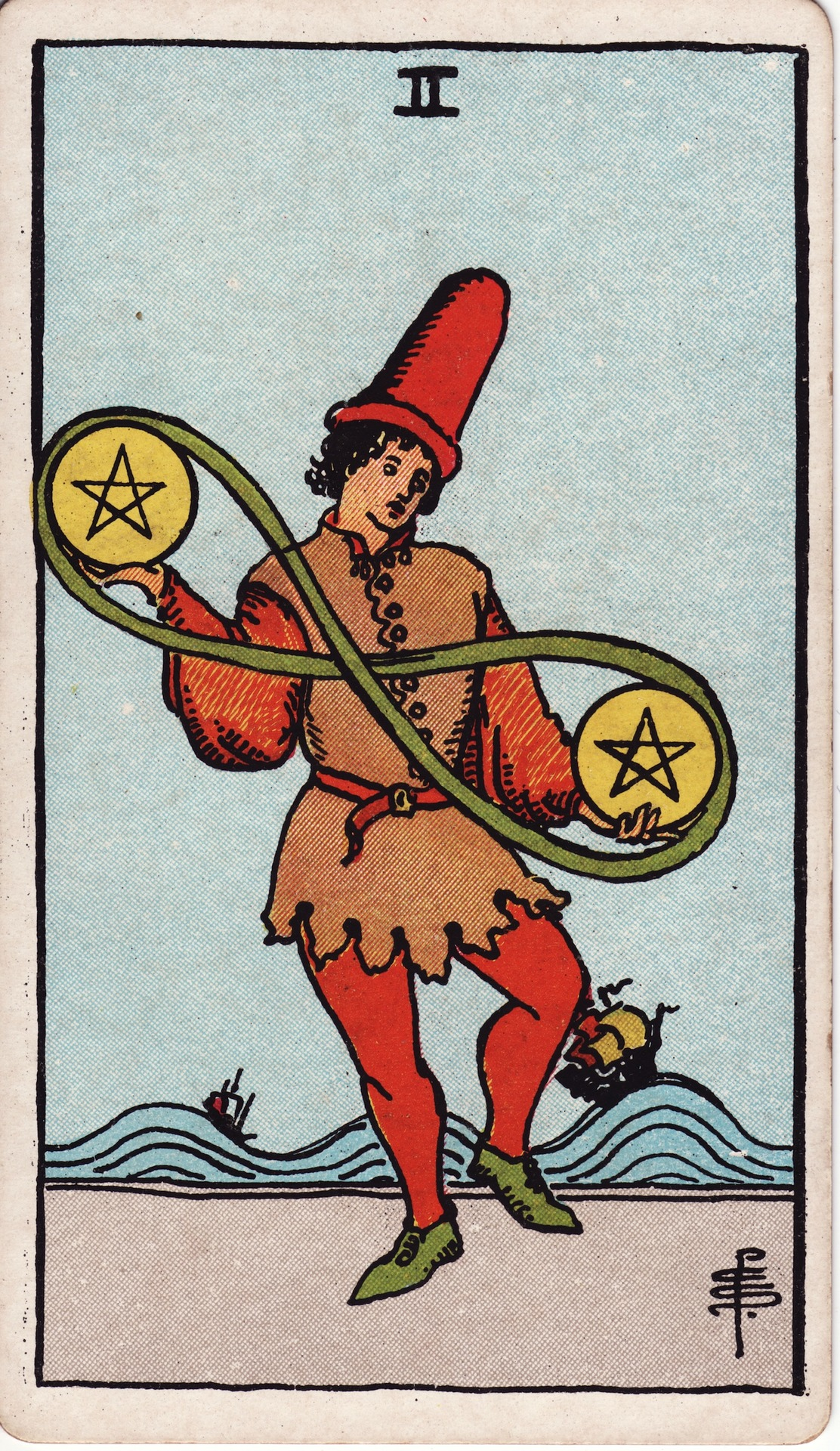
Deux de Deniers
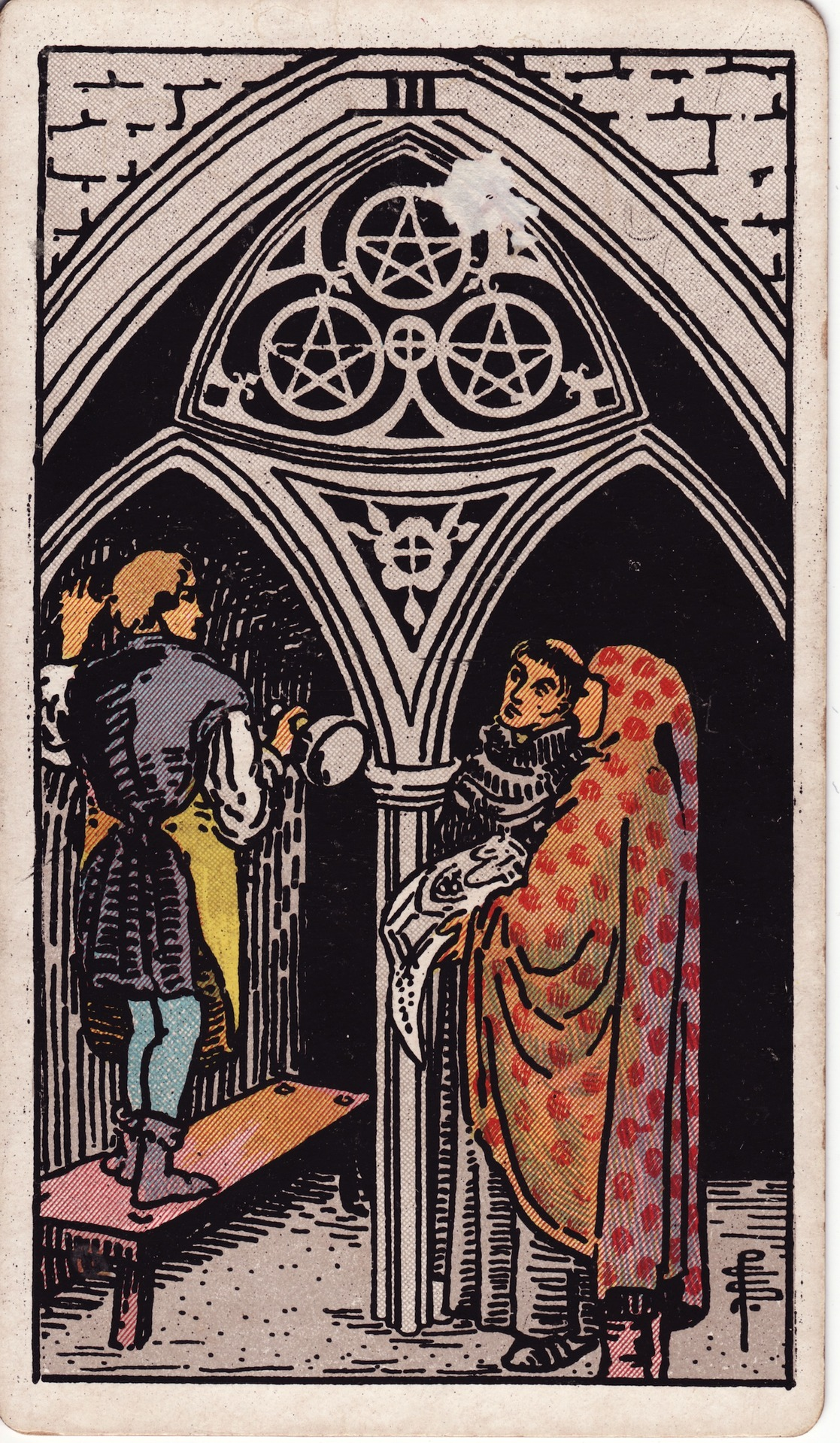
Trois de Deniers
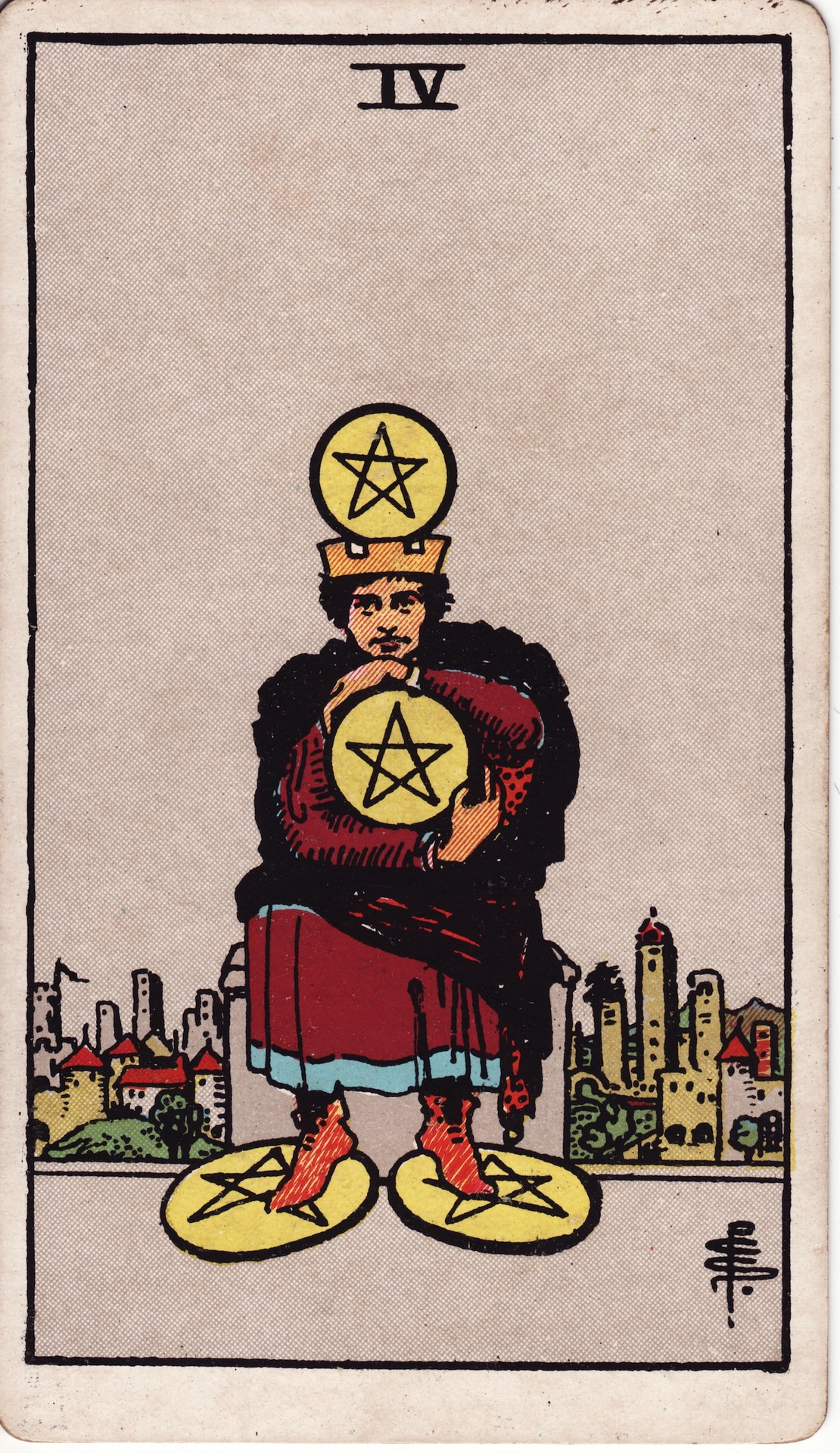
Quatre de Deniers
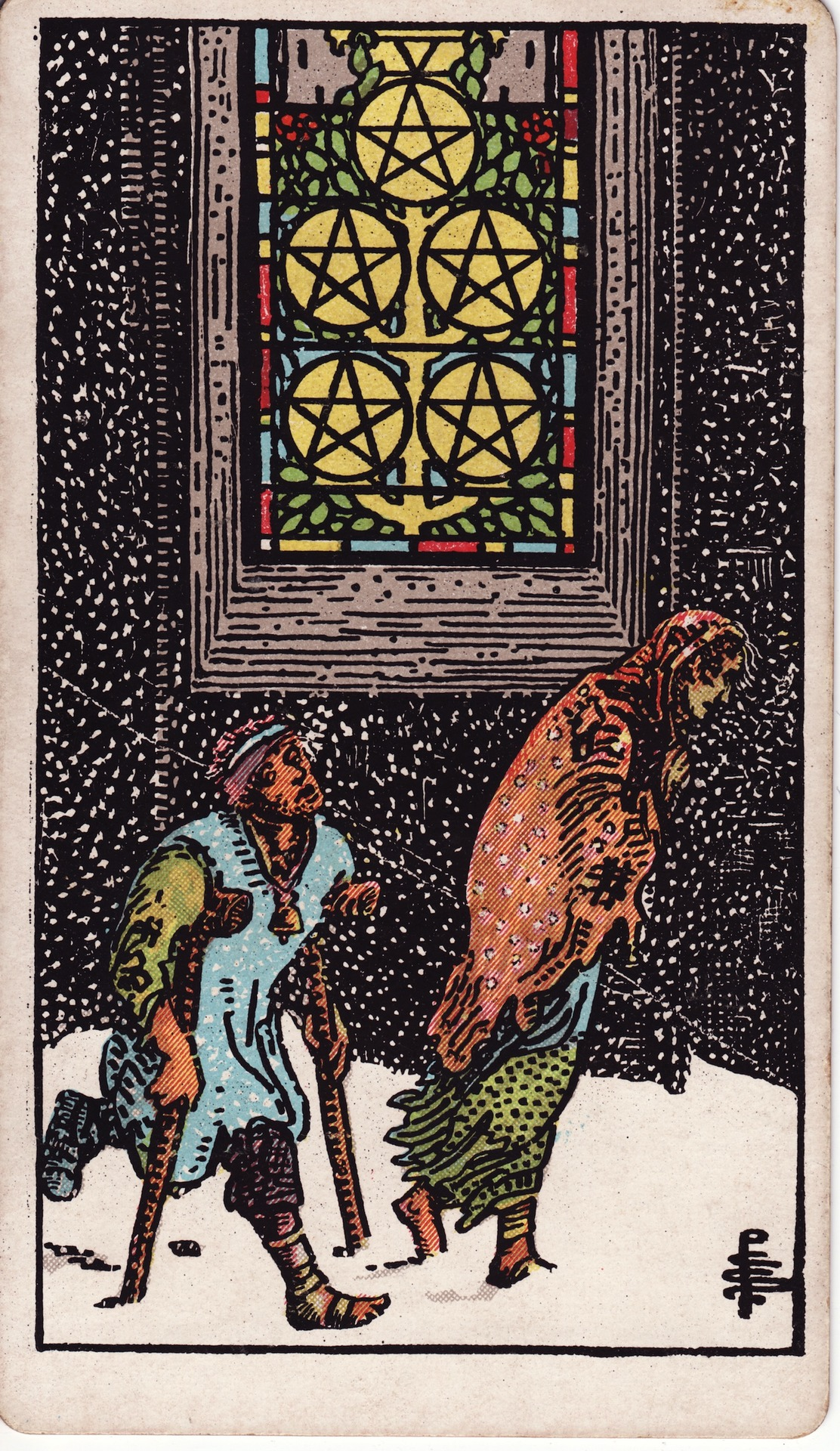
Cinq de Deniers
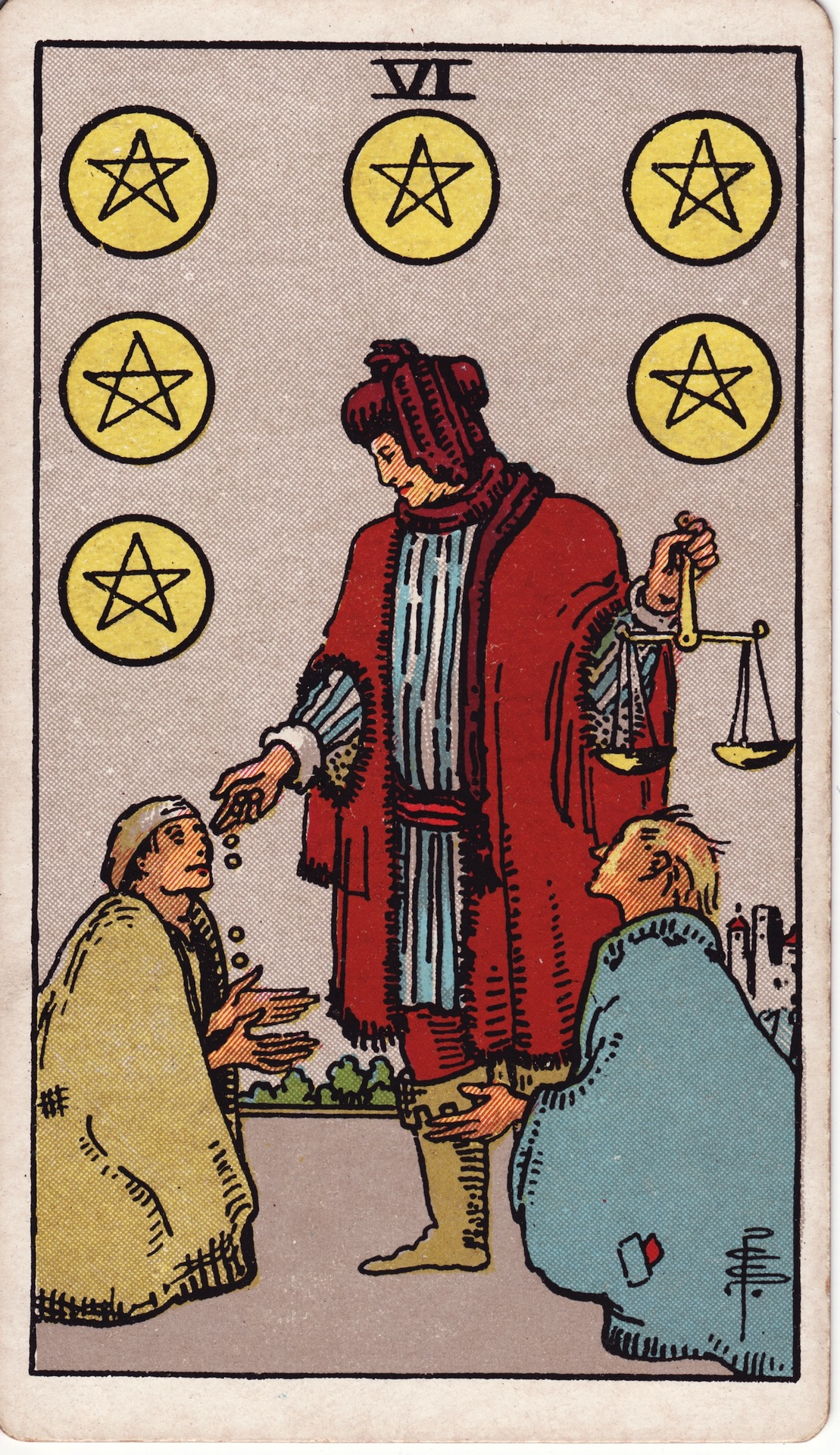
Six de Deniers
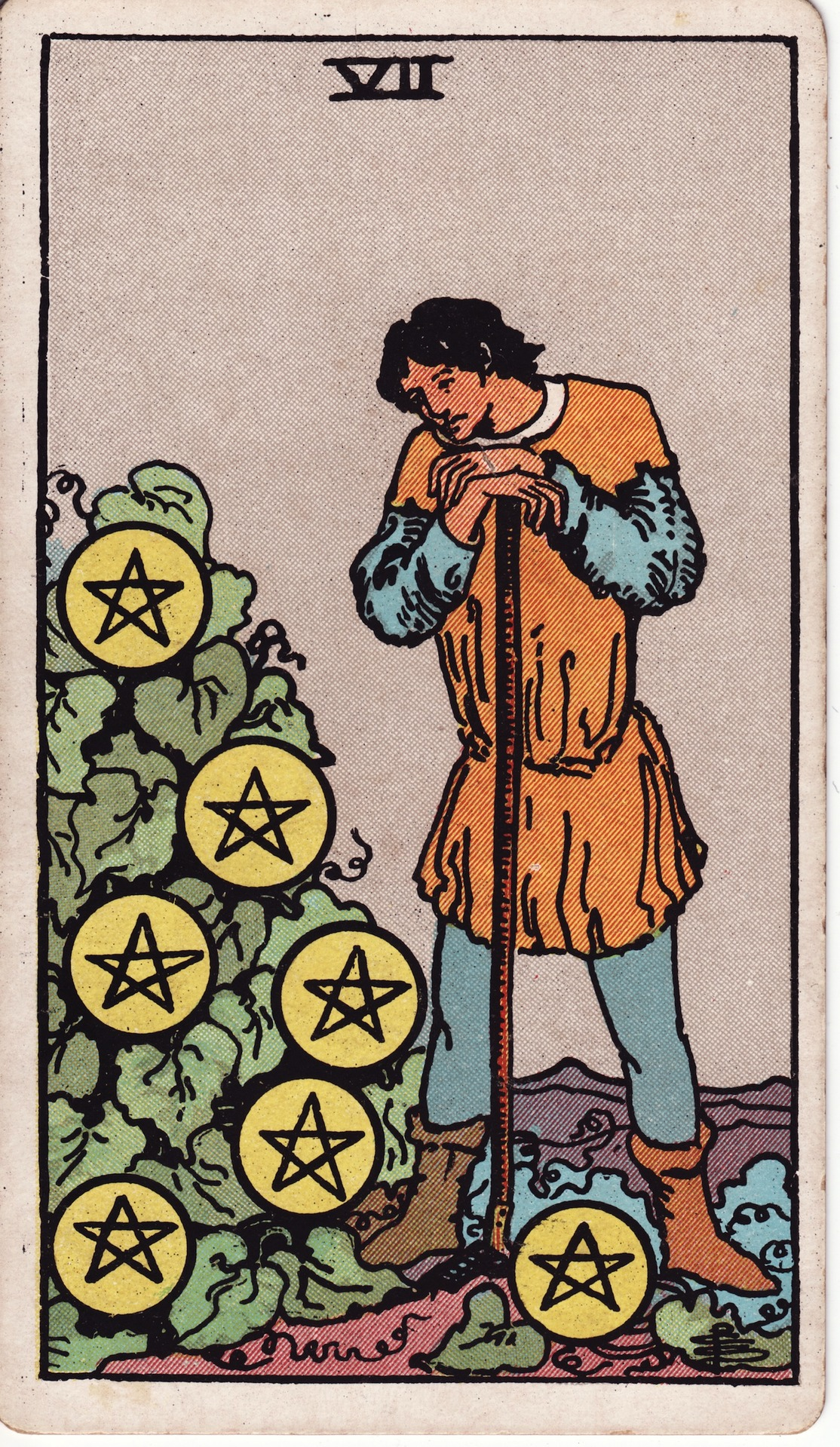
Sept de Deniers
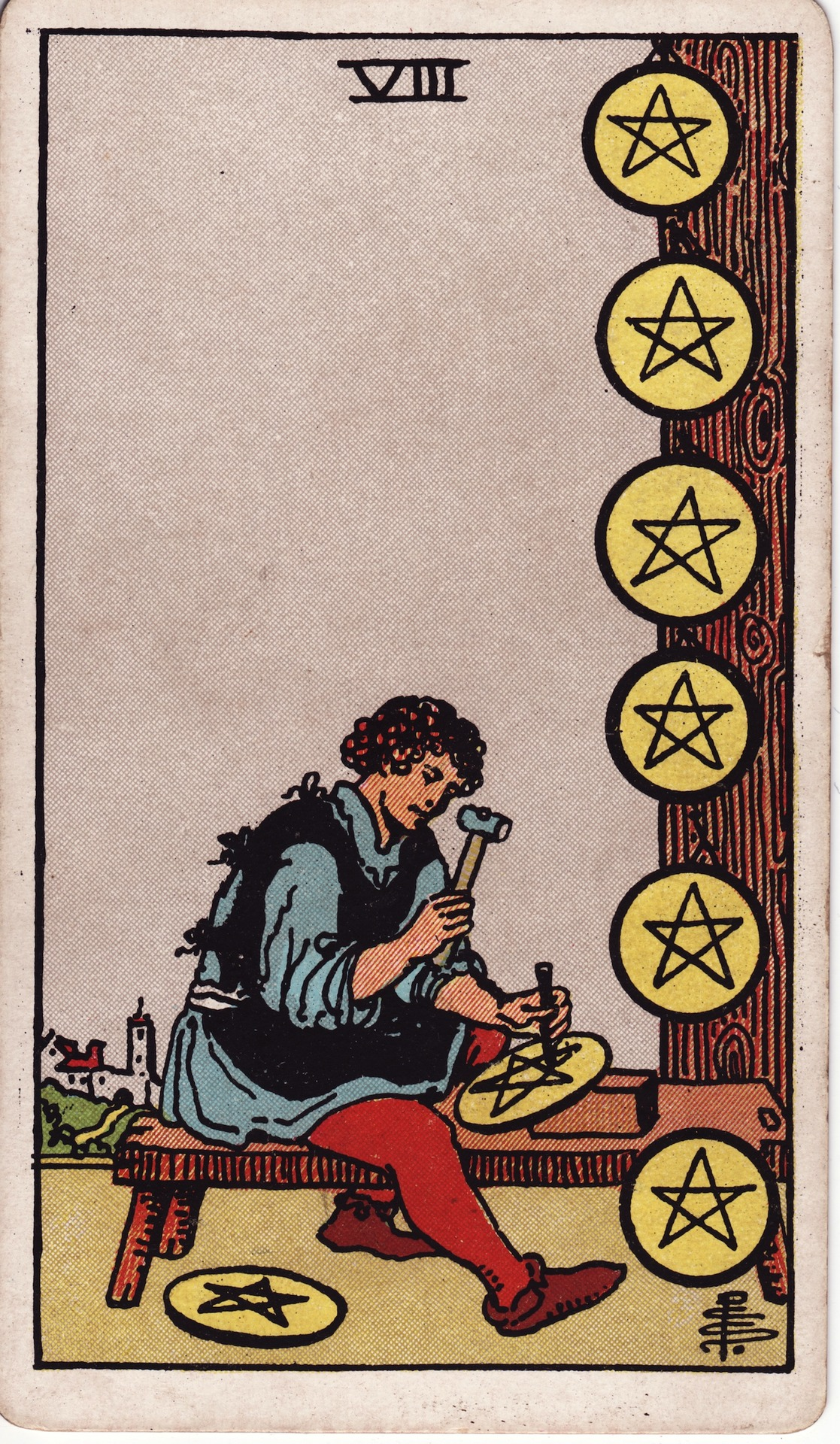
Huit de Deniers
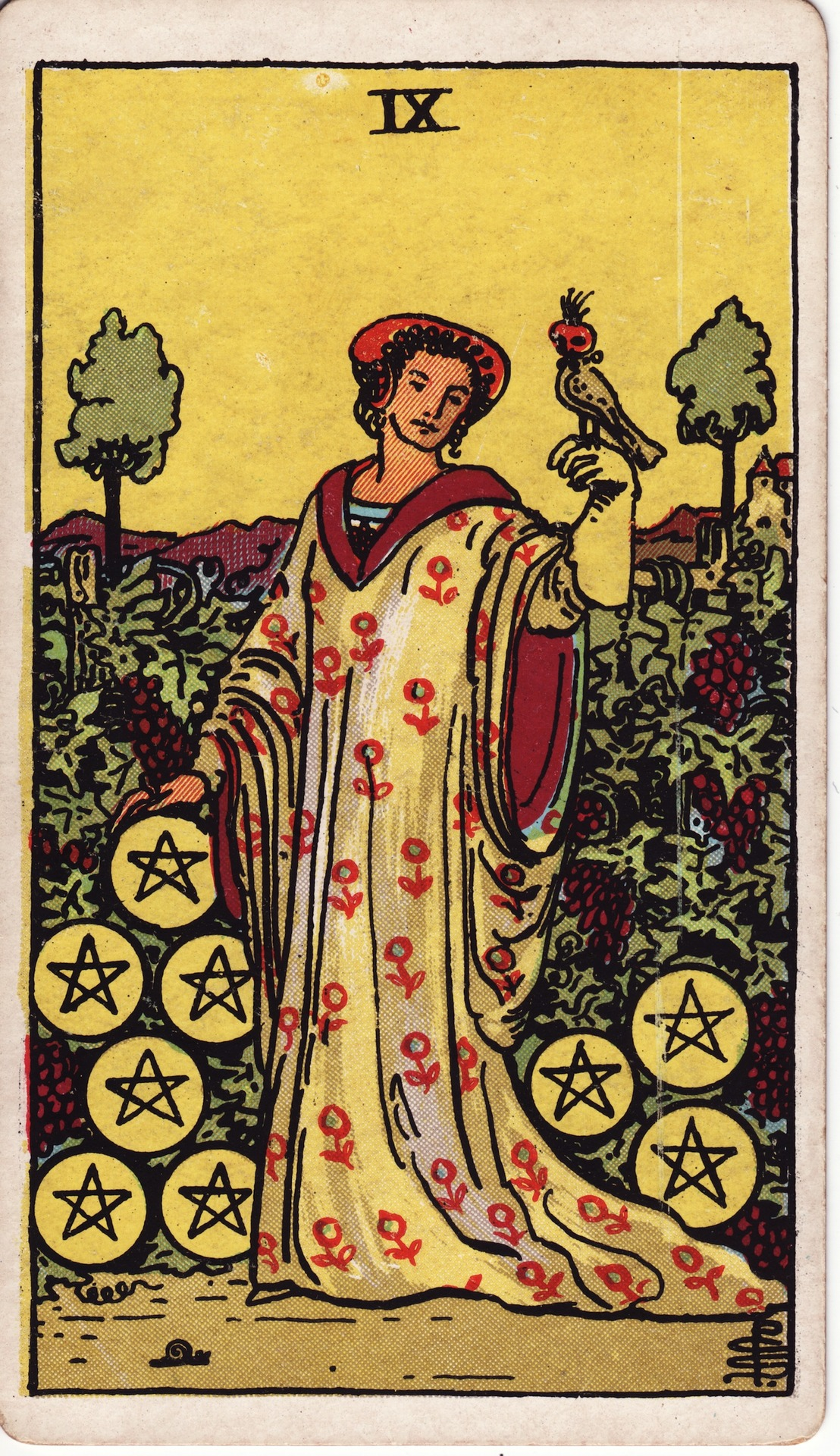
Neuf de Deniers
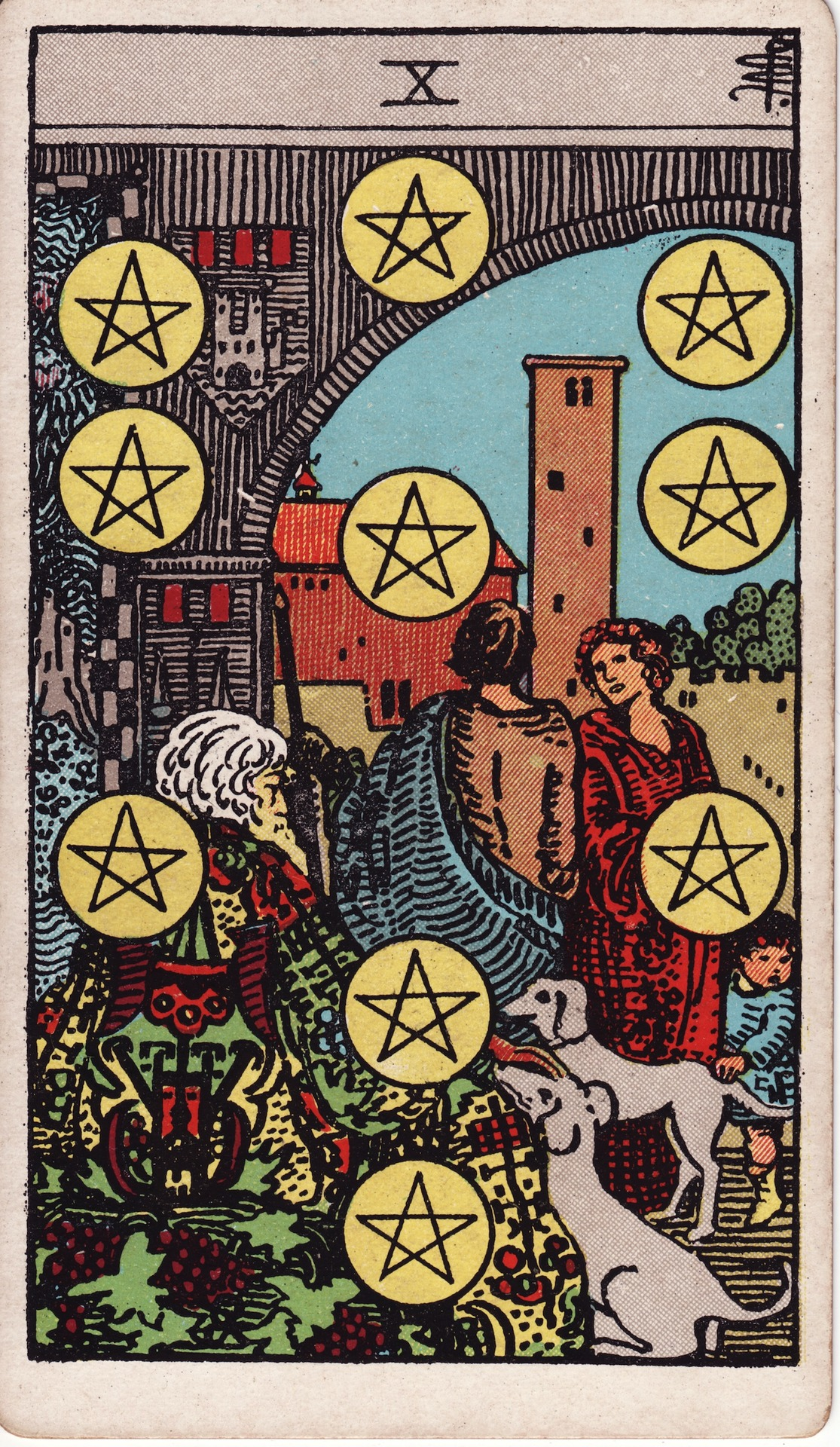
Dix de Deniers
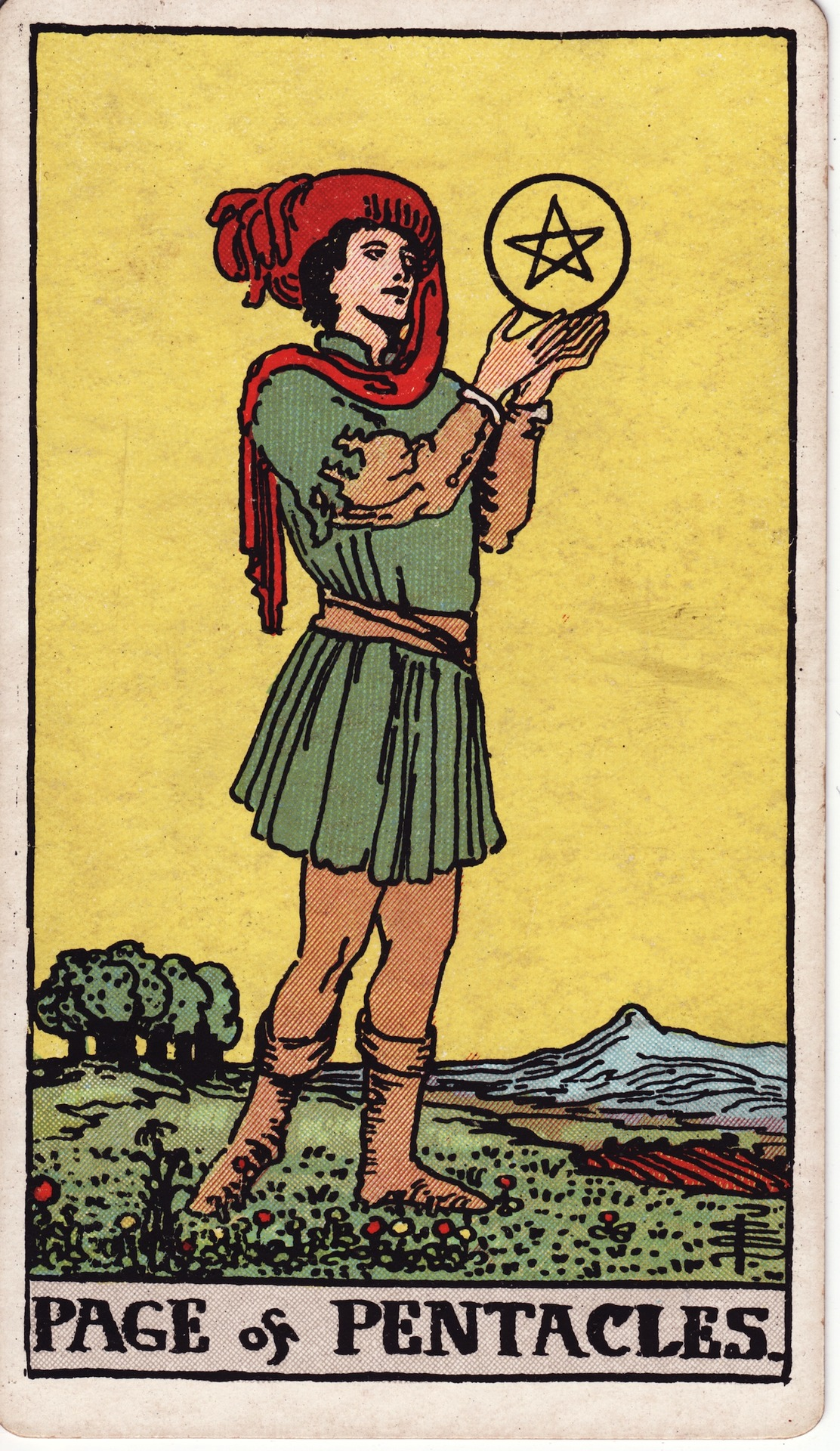
Valet de Deniers
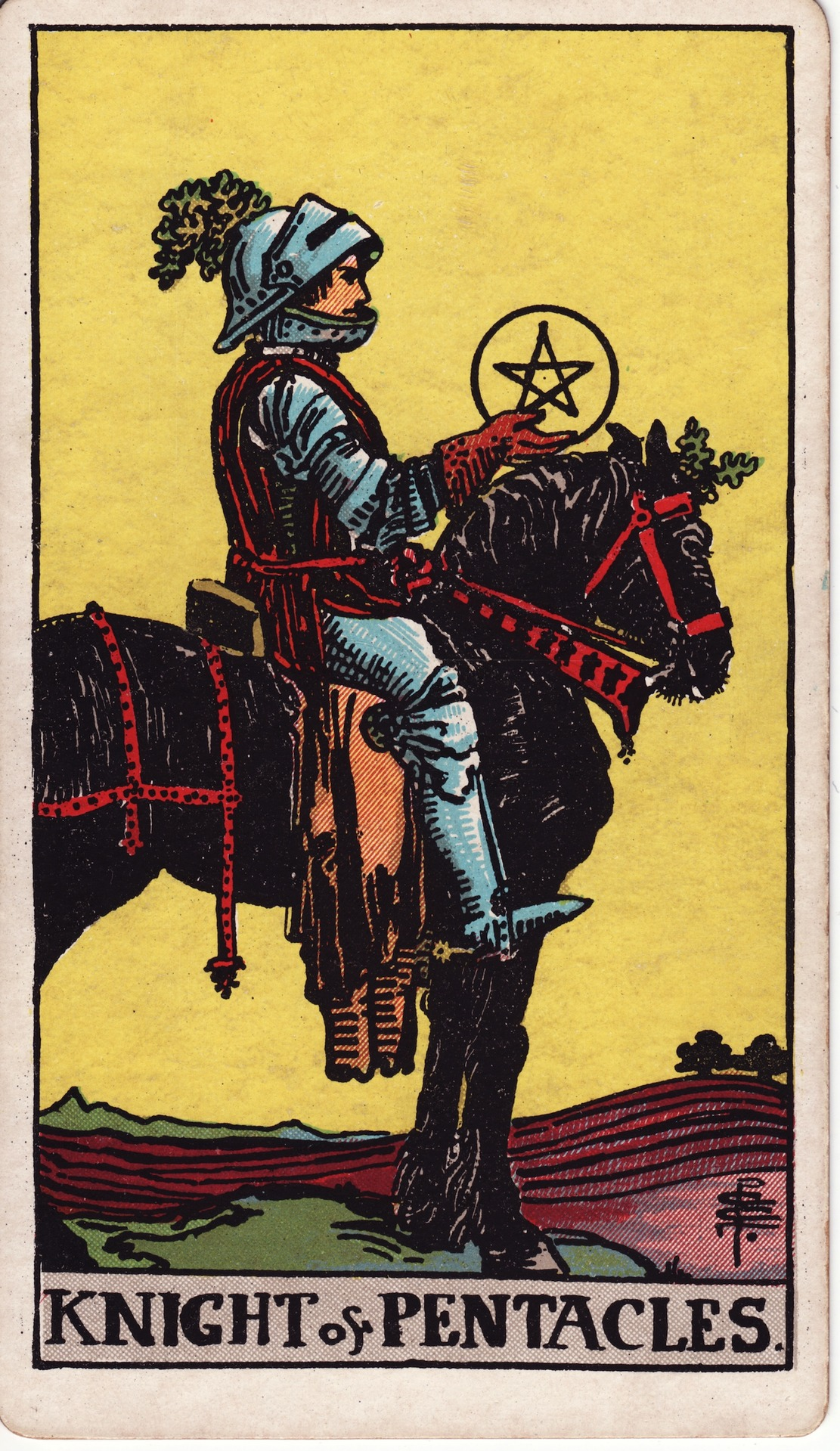
Cavalier de Deniers
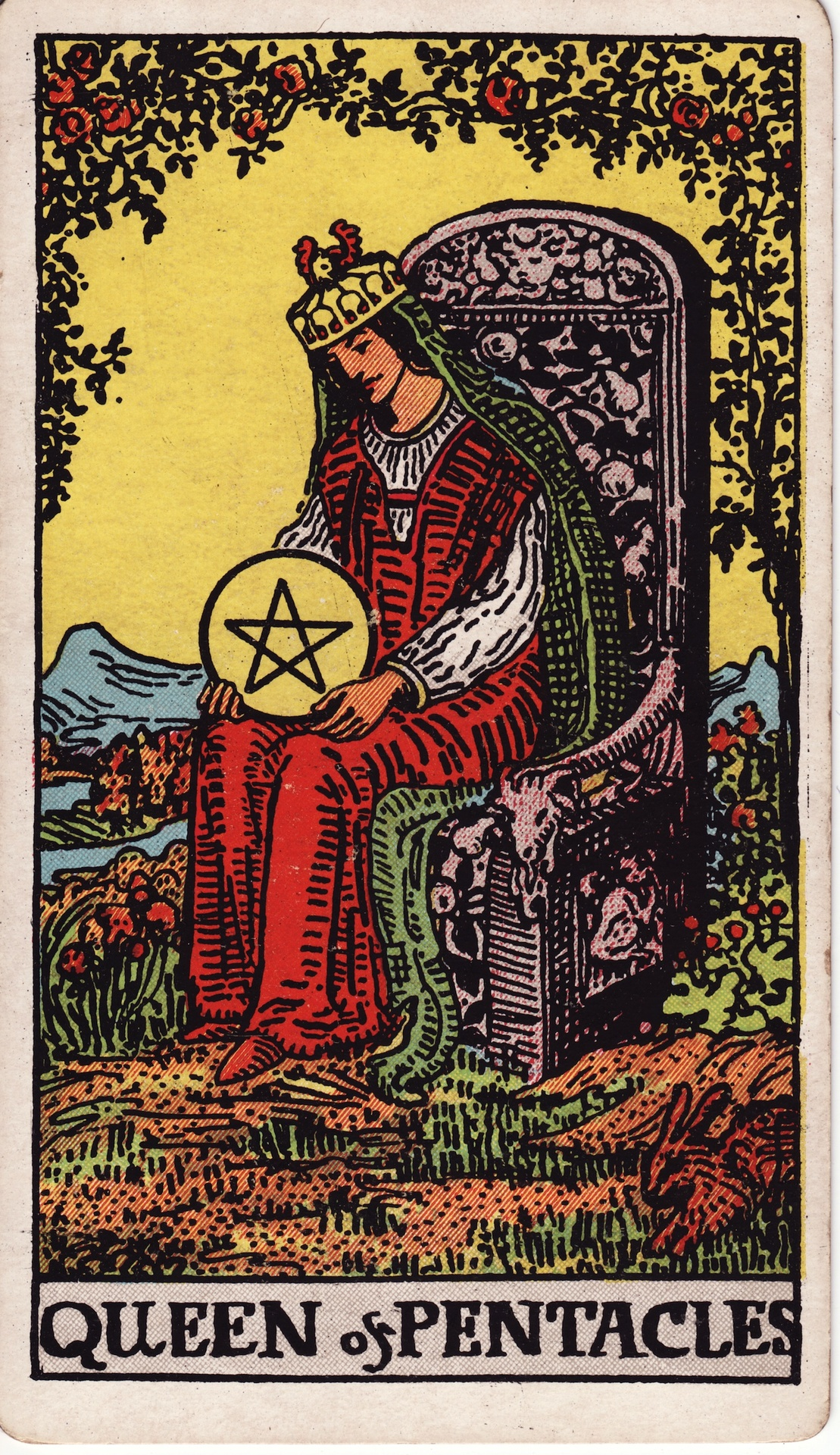
Reine de Deniers
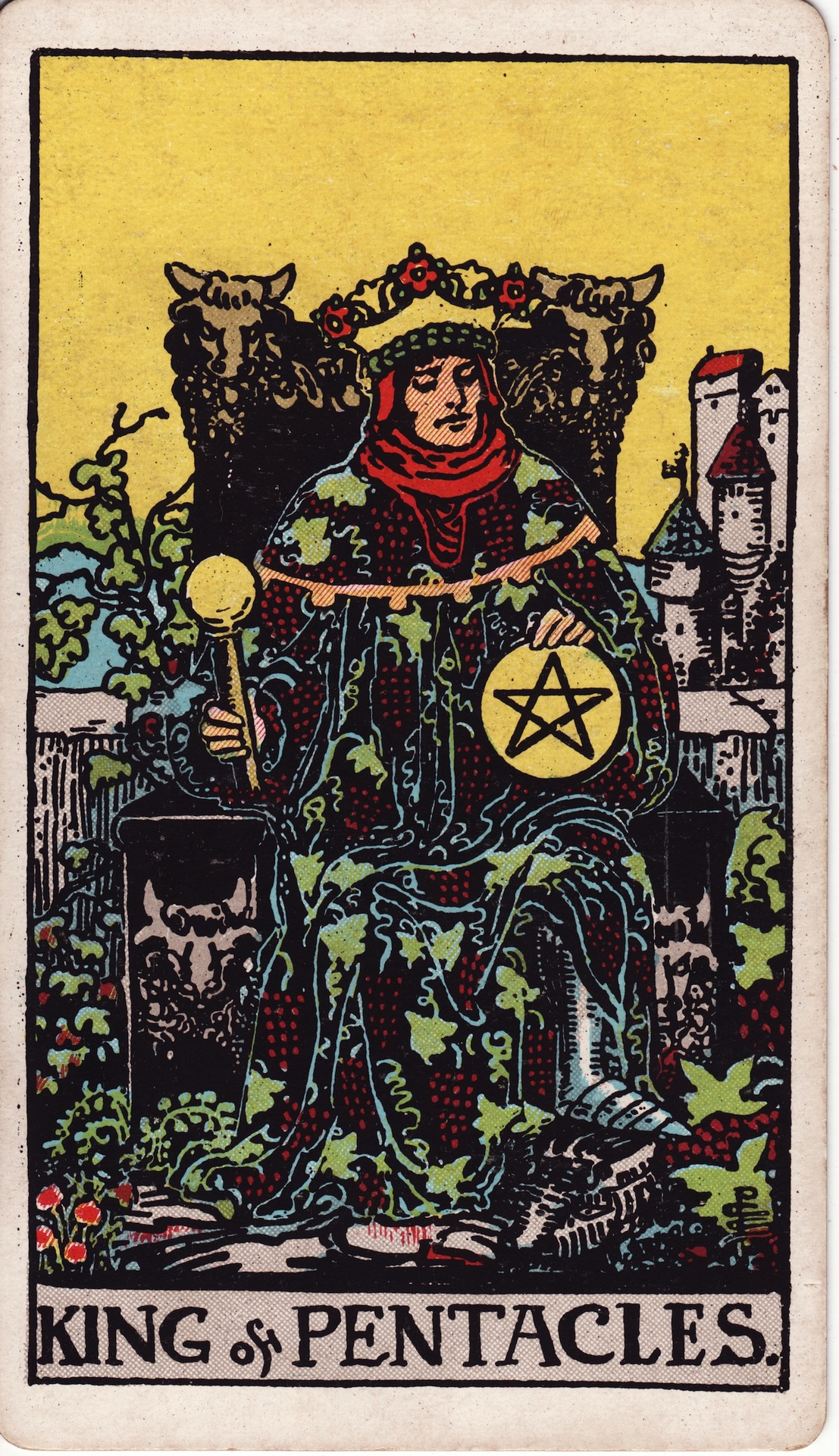
Roi de Deniers

## Publication

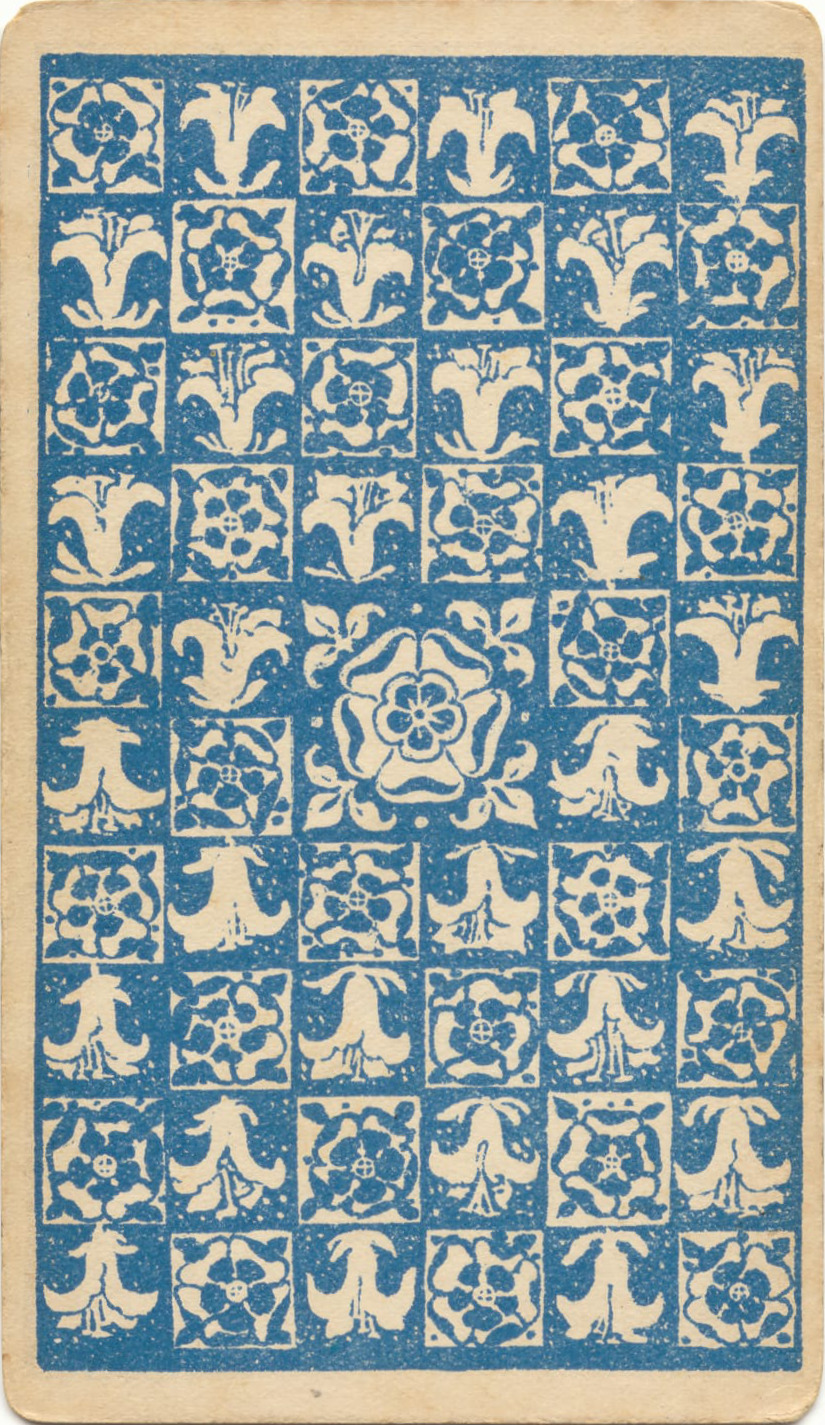
Le dessin original du dos de la carte de 1909 avec des roses et des lys

Le jeu est publié pour la première fois en décembre 1909 par l'éditeur londonien William Rider & Son,. Le premier tirage est extrêmement limité et le dos de cartes présente un motif de roses et de lys. En mars 1910, une impression à plus fort tirage utilise  du papier cartonné de meilleure qualité avec des dos de cartes au motif de « boue craquelée ». Cette édition, souvent appelée le jeu « A », est publiée de 1910 à 1920. Rider continue à publier le jeu dans différentes éditions jusqu'en 1939, puis de 1971 à 1977[réf. nécessaire].
Jusqu’en 1939, toutes les éditions du tarot de Rider sont fournies avec un guide écrit par A. E. Waite offrant un aperçu des traditions et de l'histoire des cartes, des textes sur les interprétations et des descriptions détaillées de leurs symboles. La première version de ce guide, publiée en 1909, s'intitulait The Key to the Tarot . En 1911, une version révisée est publiée sous le titre The Pictorial Key to the Tarot avec des planches en noir et blanc reprenant les soixante-dix-huit illustrations de Smith[réf. nécessaire].
En 2009, US Games Systems publie un jeu commémoratif intitulé « The Smith-Waite Centennial Deck » dans le cadre du Pamela Colman Smith Commemorative Set célébrant le centième anniversaire du jeu de 1909. Ce jeu place notamment le nom de Smith en premier et omet le nom de l'éditeur (Rider). Dans cette optique, certains lecteurs de tarot contemporains appellent le jeu original et ses différentes versions le « jeu Smith-Waite » afin de souligner le rôle joué par Colman Smith dans sa création.

## Droit d'auteur
La version originale du tarot Rider-Waite appartient au domaine public dans tous les pays dont la durée de protection des droits d'auteur est de 70 ans ou moins après le décès du dernier co-auteur. Cela inclut le Royaume-Uni, pays d'origine du jeu. Aux États-Unis, le jeu est entré dans le domaine public en 1966 (publication + 28 ans + renouvelé 28 ans). US Games Systems détient un droit d'auteur sur sa version mise à jour du jeu publiée en 1971, mais cela ne s'applique qu'au nouveau matériel ajouté à l'œuvre préexistante (par exemple, les dessins sur le dos des cartes et la boîte).